# محافظة القطيف
مُحَافَظَة القَطِيف هي مُحَافَظَة سُعودية تَقَع فِي المَنطِقَة الشَّرقِيَّة عَلَى الضَّفة الغَربِيَّة مِن الخَلِيج العَرَبِي. وَهِيَ وَاحَة سَاحِلِيَّة عَرِيقَة غَنِيَّة بِالنَّفطِ والتُّمُورِ والفَوَاكِه والأسمَاك، كَانَت مَعرُوفَة بِتِجَارَة اللُّؤلُؤ واستِخرَاجِه قَبلَ اختِرَاع اليَابَانِيِّين اللُّؤلُؤ الصِّنَاعِي فِي بِدَايَاتِ القَرنِ العِشرِين. تعتبر واحة القطيف من أقدم المناطق المأهولة في الخليج العربي، ويرجع تاريخها إلى الألفية الخامسة قبل الميلاد. نشأت على صعيدها حضارات وتعاقبت عليها دول، وشهدت أرضها الكثير من الأمم والأجناس. تمتد القطيف من رأس تنورة شمالًا حتى الدمام جنوباً شاملةً توابعها. ويُعرَف الامتداد من صفوى إلى الظهران بمنطقة الخُط.
مناخ القطيف قاري حار جاف مرتفع الرطوبة صيفًا، باردٌ شتاءً. وتمتلك القطيف تربةً خصبةً للزراعة. وبلغ عدد سكان القطيف (552,442) نسمة حسب تعداد السعودية 2022 م. وكانت نسبة الشيعة منهم أكثر من 85% حسب أقل التقديرات، وبذلك هم يشكلون أكبر تجمّع شيعي في السعودية. ويعتمد اقتصاد القطيف الحالي على النفط بشكل أساسي حيث تنتج 800 ألف برميل يوميًّا. تحتوي محافظة القطيف على ثلاث مدن رئيسة وجزيرة كالآتي: مدينة القطيف وهي مركز المحافظة، ومدينتي سيهات وصفوى، وجزيرة تاروت. كانت تُعرف المدينة الرئيسة في القطيف باسم الفرضة أو القلعة لقوة تحصينها. تأسست قلعة القطيف على أنقاض مدينة الخط التي أنشأها أردشير بن بابك في النصف الأول من القرن الثالث الميلادي. في عهد البعثة النبوية، دخل أهلها الإسلام دون قتال، وفي عهد الدولة السعودية، ضَمَّها المَلِك عَبد العَزِيز آل سعود للّدولة السعودية عام 1913م دون قتال أيضًا. شَهِدت المَنطقة في 25 نوفمبر 1979م احتجاجات واسعة للمطالبة بالحريات، وقد أدت الاحتجاجات إلى تدخل قوات مكافحة الشغب والحرس الوطني [بحاجة لمصدر]. وفي عام 2011م حدثت احتجاجات أخرى للمطالبة بإخراج السجناء الذين سجنوا إثر تفجير أبراج الخبر في يونيو 1996م [بحاجة لمصدر]. تُنتقد حقوق الإنسان في القطيف من قبل منظمة مراقبة حقوق الإنسان وتقول بأن هناك تمييز منهجي بحق المواطنين الشيعة ككل.

## التَّسمِيَة

خريطة يعود تاريخها إلى عام 1570م رسمها الجغرافي إبراهام أورتيليوس ويتضح مسمى القطيف فيها

القَطِيفُ على وزن فَعيل المشتقّ من القَطْف. القطف هو القَطْع من العنب ونحوه. وجاء في معجم البستان: قَطَفَ الثَّمرَ يَقطفه قطفاً أي جناهُ وجمعهُ، وأقطف الكرم: دنا قطافه. فيُقال: القوم حان قطاف كرومهم. القِطاف والقَطاف والقطافة هي ما يسقط من الثمر. والقِطف: العنقود ساعة يقطف. والقَطِيف هو العنب الذي يقطف تواً أو الثمر المقطوف. ذكرها أبو الفداء قائلاً عنها: «القطيف: بلدة بناحية الأحساء، وهي على شط بحر فارس، وبها مغاص». وذكرها ابن بطوطة فقال: «ثم سافرنا إلى مدينة القطيف -كأنها تصغير قطف- وهي مدينة كبيرة ذات نخل كثير يسكنها طوائف من العرب».
يرى مؤرخون أن الإغريق اشتقوا مسمى كيتوس من اسم القطيف وذكروه على خرائطهم «Cateus». بينما يرى آخرون أن اسمها في الأصل مُحرّف من كيتوس. من أسماء القطيف أيضاً لينتي «Leanitai» والتي تعني أرض القطيف برأي شبرنكر، والاسم يشير إلى قبيلة من فرع اللحيانيين كانت تسكن هذه المنطقة برأي كلا من شبرنكر وكلاسر. عُرفت القطيف أيضاً باسم الخطّ. ويُرجِع بعضُهم اشتقاقَ كلمة الخَطّ إلى لفظة كتني «Chateni» أو «Katti». بينما يرى آخرون أنه اسم قبيلة كانت تسكن القطيف ذكرها الإغريق في خرائطهم، وقد عُرفت بهذا الاسم واشتهرت به حتى بعد ظهور الإسلام. ويُذكر أيضاً أن الساحل كان يسمّى القطيف قبل أن يَغلِب عليه اسم الخَطّ. يطلق مسمى الخط على المنطقة التي تمتد من صفوى شمالاً حتى الظهران جنوباً ويشمل الواحة وتوابعها وجميع القرى المجاورة لسيف البحر.
يعود أقدم ذكر لمسمى القطيف إلى القرن الثاني قبل الميلاد عُثر عليه في نص أثري. جاء فيه أن الملك شمريهرعش أمر قواته بغزو أرض ملك (أو مالك) ملك أسد، فتقدمت نحوها واتجهت نحو «أرض قطوف» وتعني القطيف.
ذُكرت القطيف بمسميات أخرى أيضاً؛ مثل «النجف الصغرى» و«هجر» و«البحرين» سُميت بالنجف الصغرى لمكانتها الدينية التي اشتهرت بها. حيث عُرفت منطقة المدارس في غرب القطيف بكثرة خروج أهل العلم الشرعي منها، وما زالت هذه التسمية تطلق عليها.
أطلق على الساحل البحري الممتد من البصرة حتى عمان عدة مسميات مختلفة عُرفت بمنطقة البحرين ومدنها الثلاث: هجر، والقطيف، والخط، بينما في فترات تاريخية معينة طغى مسمى أحد مدنها على كامل المنطقة فعرفت هذه المنطقة بخط عبد القيس، كما عرفت المنطقة في الحقبة الإسلامية بمنطقة هجر، وإقليم البحرين، وهي أيضاً دلمون، وعرفت لدى البابليين بالمنطقة التي تشرق منها الشمس. وقد أكد الكثير من الرحالة وربابنة البحر وكذلك الجغرافيون على أن الخليج العربي كان يُدعى بحر القطيف أو خليج القطيف مع اختلاف طريقة كتابة القطيف باللغات الأخرى وقد أثبتوا ذلك في خرائطهم كثيراً، إلا أن الصفويين في فترة الاحتلال البرتغالي كانوا يسمونه الخليج العربي، وقد ظل الخليج يعرف بخليج القطيف، ويذكر صاحب التعريفات الشافية أن الخليج كان يسمّى بحر القطيف. أما شبرنكر فينصّ على أنه كان يسمّى خليج القطيف، قبل أن يعرف بأي اسم آخر.

وكان مسمى القطيف قديماً يشير إلى منطقة الساحل الغربي من الخليج العربي، فهي تعتبر المدينة المهمة الوحيدة على هذا الساحل آنذاك، وتقلص المسمى في فترات تاريخية عديدة، ففي عهد العيونيون كانت تشير إلى المنطقة التي تمتد من صفوى إلى الظهران كما ورد في شعر ابن المقرب:
ويشير مصطلح الخط إلى القطيف، وصفواء (صفوى) طرفها الشمالي والظهران طرفها الجنوبي، وقد ضم لوريمر مدينة الدمام ضمن القطيف في كتابه دليل الخليج، وفي العهد السعودي اقتصر مسمى القطيف إلى منطقة الواحة ومدنها وقراها التي تمتد من صفوى وأم ساهك شمالاً إلى سيهات جنوباً.
وقد كتبت القطيف في الخرائط بعدة أوجه منها: Qatif وKatif وQateef وCatifa، وغيرها من المصطلحات باختلاف الحرف الأول (ق) فيورد (K) و (Q) و (C)، ويوضح الجدول الخرائط القديمة التي ذكرت فيها:
| المسميات                    | المسميات        | المسميات                  | المسميات           | المسميات           |
| الجغرافي                    | الجنسية         | السنة                     | المسمّى             | ملاحظة             |
| --------------------------- | --------------- | ------------------------- | ------------------ | ------------------ |
| محمد الإدريسي               | المغرب          | القرن الثاني عشر الميلادي | القطيف             | خريطة إقليم العروض |
| لازارو لويس                 | البرتغال        | 1563م                     | DE CATIFA          |                    |
| إبراهام أورتيليوس           | بلجيكا          | 1576م                     | DEL CATTIF         |                    |
| جان لنشوتن                  | هولندا          | 1596م                     | ELCATIE-CATIFFA    |                    |
| ويليم بلاو                  | هولندا          | 1662م                     | ELCATIF            |                    |
| نيكولاس سانسون              | فرنسا           | 1652م                     | D'ELCATIF ELCATTIF |                    |
|                             |                 | 1654م                     | DEL CATTIF         |                    |
|                             |                 | 1654م                     | EL CATTIF          |                    |
| فان هونديوس                 |                 | 1665م                     | EL CATIF           |                    |
| الأخوان أوتينز              |                 | 1737م                     | CATIF              | أمامها قلعة        |
| جورج دي روي                 | فرنسا           | 1758م                     | ELKATIF            |                    |
| كارستن نيبور                | ألمانيا         | 1772                      | TARUD-KATIF        |                    |
| كارل ريتر                   | ألمانيا         | 1818م                     | ELKATIF            |                    |
| آرون آروسميث                | المملكة المتحدة | 1829م                     | KATIF              |                    |
| جمعية نشر المعلومات النافعة | المملكة المتحدة | 1840م                     | ELKATIF            |                    |
| هراولي                      | فرنسا           | 1850م                     | ELHATIF            |                    |
| هول بري                     | المملكة المتحدة | 1856م                     | ELKATIF            |                    |

### السكان
الجدول الآتي يستعرض عدد سكان محافظة القطيف بالنسمة حتى عام 2022م، ومن المتوقع أن يصل إلى 1,040,000 نسمة بحلول عام 2030م:
| السنة هـ (م)    | سعوديون | غير سعوديين | المجموع           |
| --------------- | ------- | ----------- | ----------------- |
| 1234هـ (1819م)  | -       | -           | 25,200            |
| 1394هـ (1974م)  | 176,682 | 4,251       | 180,933           |
| 1397هـ (1977م)  | -       | -           | 186,833           |
| 1413هـ (1992م)  | 342,149 | 50,710      | 392,859           |
| 1425هـ (2004م)  | 414,765 | 59,808      | 474,573           |
| 1431هـ (2010م)  | 455,811 | 68,371      | 524,182           |
| 1444 هـ (2022م) | 438,269 | 114,173     | 552,442           |
| 1450هـ (2030م)  | -       | -           | 1,040,000 (متوقع) |

- بلغ عدد سكان القطيف (552,442) نسمة حسب تعداد السعودية 2022، عدد السعوديين (438,269) نسمة، وعدد غير السعوديين (114,173) نسمة.[5]
- بلغ عدد سكان القطيف 524,182 نسمةً، حسب إحصائية عام 2010م.[27]

## التَّارِيخ
تاريخ القطيف مشترك مع تاريخ باقي مناطق الخليج العربي، إذ يشترك مسمّى القطيف والأحساء والبحرين وهجر والخُط على الساحل الشرقي من شبه الجزيرة العربية والمطل على الخليج العربي، لذا فقد يُوِرد ذِكر مسمّى «الأحساء والقطيف» أو «البحرين والقطيف» أو «إقليم البحرين» في العديد من كتب المؤرخين للإشارة على المنطقة. لَعِبَت القطيف دوراً هاماً في الاتصالات بين الحضارات كمنطقة عبور وانتقال وذلك أثناء الألفية الثالثة قبل الميلاد، وكذلك وجود بعض الخرائب التي ترجع إلى العهد النحاسي قبل 3500 سنة قبل الميلاد. وقد توالى على المنطقة ككل عدد كبير من الحقب والحضارات والشعوب، أهمهم: الكنعانيون والفينيقيون والجرهائيون وبنو عبد القيس والدولة الإسلامية ثم البرتغاليون فالعثمانيون، وبعدها الحكم السعودي الأول فالعثمانيون مرة أخرى حتى عهد الملك عبد العزيز مؤسس الدولة السعودية الحديثة.
وصفها ابن بطوطة في رحلته: بأنها مدينة حسنة ذات نخل كثير. وقد كانت عاصمة إقليم البحرين في أدوار مختلفة، ففي القرن الأول والثالث والتاسع الهجري كانت عاصمة الإقليم وأزهى مدنه، وإليها كانت تُنسب الرماح الخطيّة الشهيرة، وقد تردد اسمها كثيراً في الشعر العربي.

### الساسانيون
بالرغم ما قيل عن زهد وأخلاق مؤسس الدولة الساسانية أردشير بن بابك إلا أن كتب التاريخ تبين شدته وجبروته، حيث أنه بنى مدينة الخط (القطيف) وأسماها بتن أردشير لبنائه سورها على جثث أهلها الذين فارقوا طاعته وعصوا أوامره، فجعل سافاً من السور لبناً وسافاً جثثاً فأسماها بتن أردشير.
ويظهر أن السبب الذي دعا سابور إلى الفتك بالعرب هو أن القبائل العربية كانت قد توغلت في جنوب إيران وصار لها سلطان كبير هناك وتزايد عددها ثم صارت تتدخل في الأمور الداخلية للدولة الساسانية، فلما أخذ سابور الأمور بيديه بدأ في القضاء على هذه القبائل وسلاطنتها، ثم قطع البحر فورد الخط وقتل من بلاد البحرين الكثير من الأهالي وأفشى القتل في هجر، وكان بها ناس من أعراب تميم وبكر بن وائل وعبد القيس فأباد أهلها، إلا من هرب منهم فلحق بالرمال، وأسكن من كان من بني تغلب من البحرين في دارين.

### عرب حمير (300م)
غزا الملك شمر يهرعش (285-310م) القطيف التي عرفت حينها بأرض ملك، ولا يُعرف عن تاريخ أرض ملك حاليّاً إلا تسمية الممر البحري على جانب قرية تاروت المتجهة إلى القطيف بخور ملك، ويُعتقد أيضاً أن مدينة ملك تقع على جانب هذا الخور ومن الممكن أن تكون قلعة تاروت مركز تلك المدينة.
في الفترة ما بين 285-310م قدم عرب حمير إلى القطيف وسيطروا عليها وتُعرّف على ذلك من خلال النص الذي وسمه العلماء بشرف الدين، ويعود هذا النص لحكم شمر يهرعش بعد أبيه ياسر أنعم. وقد ورد فيه أن الملك شمر يهرعش أمر قواته بغزو أرض ملك أو مالك أو ملك أسد فتقدمت نوها، واتجهت منها نحو أرض قطوف (أي القطيف)، حتى بلغت موضع كوكبن أو كوكبان أو كوكب، ثمّ ملك فارس وأرض تنوخ، وقد دون النص قائدان من قواد شمر يهرعش.

### عَهدُ الإِسلَام (627م)
كانت القطيف قبل دخول الإسلام ملتقى لكثير من الديانات بحكم موقعها الاقتصادي والإستراتيجي، وموقعها الإستراتيجي، فكان فيها نصارى، ويهود، ومجوس، وديانات أخرى. ويذكر الحافظ بن حجر العسقلاني أن المنذر بن عائد الملقب بالأشج، كان صديقاً لراهب ينزل بدارين ويلقاه في كل عام، وذات مرة التقى معه في الزارة، وأخبره أن نبياً يخرج بمكة يأكل الهدية، ولا يأكل الصدقة، بين كتفيه علامة يظهر على الأديان، ومات الراهب. فلما سمع الأشج بمبعث النبي محمد، بعث ابن أخته وزوج ابنته عمرو بن عبد القيس ليقابل الرسول ويتأكد من نبوءته، وبعث معه تمراً وملاحف، وضم إليه دليلاً يسمى الأريقط، فعندما قدم لمكة عام 1هـ الموافق 622م، لقي النبي محمد، ورأى العلامات فأسلم، ثم رجع وأخبر خاله، فأسلم، وكتما إسلامهما حيناً من الزمن.

تهيّأ دخول المنطقة للإسلام في 6هـ الموافق 627م، حينما بعث الرسول الصحابي العلاء بن الحضرمي إلى حاكم البحرين المولى من قبل الفرس المنذر بن ساوى العبدي، وقد دفع العلاء بكتاب من النبي إليه، وتقول المصادر التاريخية أن المنذر تردد، فقال له العلاء:
| محافظة القطيف                | يا منذر إنك عظيم العقل في الدنيا، فلا يصغرنّ بك عن الآخرة، إن المجوسيّة شرّ دين، وليس فيها تكرم العرب، ولا عظم أهل الكتاب. ولست بعديم رأي، فانظر لمن لا يكذب ألاّ تصدقه، ولمن لا يخون ألاّ تأتمنه، ولمن لا يخلف ألاّ تثق به، فإن كان أحد هكذا فهو هذا النبي... | محافظة القطيف |
| — الصحابي العلاء بن الحضرمي. | |               |

فوافق المنذر على ذلك وأعلن إسلامه، وقال:
| محافظة القطيف            | قد نظرت في هذا الذي بيدي من الملك، فوجدته للدنيا، ونظرتُ في دينكم فوجدته للدنيا والآخرة، فما يمنعني من قبول دين فيه أمنية الحياة وراحة الموت. | محافظة القطيف |
| — المنذر بن ساوى العبدي. | |               |

وأرسل النبي محمد كتاباً للمنذر قال فيه:
| محافظة القطيف                             | بسم الله الرحمن الرحيم من محمد رسول الله، إلى المنذر بن ساوى، سلام على من اتبع الهدى، أما بعد: فإني أدعوك إلى الإسلام، فأسلم تسلمْ يجعل الله لك ما تحت يديك. واعلم أن ديني سيظهر إلى مُنتهى الخفّ والحافر. | محافظة القطيف |
| — من النبي محمد إلى المنذر بن ساوى العبدي | |               |

| محافظة القطيف                             | من محمد رسول الله إلى المنذر بن ساوى: سلام عليك. فإني أحمد الله إليك الذي لا إله غيره، وأشهد أن لا إله إلا الله، وأن محمدا عبده ورسوله. أما بعد: فإني أذكّرك الله عزّ وجلّ، فإنه من ينصح فإنما ينصح لنفسه، وإنه من يطع رسلي ويتّبع أمرهم فقد أطاعني ومن نصح لهم فقد نصح لي. وإنّ رسلي قد أثنوا عليك خيرا. وإني قد شفعتك في قومك، فاترك للمسلمين ما أسلموا عليه. وعفوت عن أهل الذنوب، فاقبل منهم. وإنك مهما تصلح فلن نعزلك عن عملك. ومن أقام على يهوديتّه أو مجوسيّته فعليه الجزية. | محافظة القطيف |
| — من النبي محمد إلى المنذر بن ساوى العبدي | |               |

و كان رد المنذر لمحمد:
| محافظة القطيف              | أما بعد يا رسول الله: فإني قرأتُ كتابك على أهل هجر، فمنهم من أحبّ الإسلام وأعجبه ودخل فيه، ومنهم من كرهه. وبأرضي مجوس ويهود، فأحدث في ذلك أمرك. | محافظة القطيف |
| — من المنذر إلى النبي محمد | |               |

وجاء رد النبي محمد:
| محافظة القطيف              | من محمد رسول الله إلى المنذر من ساوى. سلام الله عليك، بأني أحمد إليك الله الذي لا إله إلا هو، أما بعد: فمن استقبل قبلتنا، وأكل ذبيحتنا فذلك المسلم الذي له مالنا وعليه ما علينا، ومن لم يفعل فعليه دينار من قيمه المعافري والسلام عليكم ورحمة الله. يغفر الله لك | محافظة القطيف |
| — من النبي محمد إلى المنذر | |               |

فأسلم المُنذر وعرض الإسلام على السكان فمنهم من قبل ومنهم من فَضَّل دفع الجزية. وفي السنة التالية، 7هـ الموافق 628م، وَفد إلى المدينة المنورة، وبأمر من الرسول مجموعة من شخصيات المنطقة المعروفة تاريخياً باسم البحرين لمبايعة النبي محمد برئاسة المنذر بن عائد الأشجّ ومن بينهم: الجارود بن عمرو، سفيان بن خولي، محارب بن مزيدة، حارثة بن جابر، أبان العبدي، جابر بن عبد الله العبدي، الزارع بن الوازع، وصحار بن عباس العبدي، ومنقذ بن حيان العبدي. وقبل أن يصلوا قال النبي محمد: «ليأتينّ ركب من المشرق لم يكرهوا على الإسلام». أو قال «سيطلع عليكم من هاهنا ركب هم خير أهل المشرق». وحين وصلوا قال:«مرحباً بالقوم لا خزايا ولا ندامى» ثم دعا لهم: «اللهم اغفر لعبد القيس». وأوصى أصحابه بهم: «يا معشر الأنصار أكرموا إخوانكم فإنهم أشبه الناس بكم في الإسلام، أسلموا طائعين غير مكرهين ولا موتورين». وبعد عامين في 9 هـ الموافق 629م، جاء وفد البحرين إلى الرسول برئاسة الجارود العبدي لنفس الغرض وهو إعلان الولاء والبيعة للرسول.
القطيف كانت في مملكة الفرس وكان بها خلق كثير من عبد القيس وبكر بن وائل وتميم مقيمين في باديتها وكان بها من قبل الفرس المنذر بن ساوى من عبد الله بن زيد بن عبد الله بن دارم بن مالك بن حنظلة بن مالك بن زيد مناة بن تميم، وقد نُسب إلى قرية بهجر وقد ذكر في موضعه فلما كانت سنة 8هـ وجه النبي محمد العلاء بن عبد الله بن عماد الحضرمي حليف بني عبد شمس إلى البحرين ليدعو أهلها إلى الإسلام أو إلى الجزية وكتب معه إلى المنذر بن ساوى وإلى سِيبُخْت مرزبان هجر يدعوهما إلى الإسلام أو إلى الجزية فأسلما وأسلم معهما جميع العرب هناك وبعض العجم. فأما أهل الأرض من المجوس واليهود والنصارى فإنهم صالحوا العلاء وكتب بينهم وبينه كتاباً نسخته: بسم الله الرحمن الرحيم - هذا ما صالح عليه العلاء بن الحضرمي أهل البحرين، صالحهم على أن يكفونا العمل ويقاسمونا الثمر، فمن لا يفي بهذا فعليه لعنة الله والملائكة والناس أجمعين. وأما جزية الرؤوس فإنه أخذ لها من كل حالم ديناراً، وقد قيل أن النبي محمد قد وجه العلاء حين وجه رسله إلى الملوك في سنة ست وروي عن العلاء أنه قال: بعثني رسول الله إلى البحرين أو قال: هجر وكنت آتي الحائط بين الإخوة قد أسلم بعضهم فآخذ من المسلم العشرومن المشرك الخراج. وقال قتادة: لم يكن بالبحرين قتال ولكن بعضهم أسلم وبعضهم صالح العلاء على إنصاف الحب والتمر وقال سعيد بن المسيب: أخذ رسول الله الجزية من مجوس هجر وأخذها عمر من مجوس فارس وأخذها عثمان من بربر، وبعث العلاء الحضرمي إلى رسول الله مالاً من البحرين يكون ثمانين ألفاً ما أتاه أكثر منه قبله ولا بعده أعطى منه العباس عمه، قالوا وعزل رسول الله العلاء ووللا البحرين أبان بن سعيد بن العاصي بن أمية وقيل أن العلاء كان على ناحية من البحرين منها القطيف وأبان على ناحية فيها الخط والأول أثبت، فلما توفي رسول الله أخرج أبان من البحرين فأتى المدينة فسأل أهل البحرين أبا بكر أن يرد العلاء عليهم ففعل فيقال: أن العلاء لم يزل والياً عليهم حتى توفي سنة 20هـ فولى عمر مكانه من أرض فارس وعزم على المقام بها ثم رجع إلى البحرين فأقام هناك حتى مات، فكان أبو هريرة يقول دفنا العلاء ثم احتجنا إلى رفع لبنة فرفعناها فلم نجد العلاء في اللحد، وقال أبو مخنف: كتب عمر بن الخطاب إلى العلاء الحضرمي يستقدمه وولى عثمان بن أبي العاصي البحرين مكانه وعمان فلما قدم العلاء المدينة ولاه البصرة مكان عتبة بن غزوان فلم يصل إليها حتى مات ودفن في طريق البصرة في سنة 14 أو في أول سنة 15هـ ثم أن عمر ولى قدامة بن مظعون الجمحي جباية البحرين وولى أبا هريرة الصلاة والأحداث ثم عزل قدامة وحده على شرب الخمر وولي أبا هريرة الجباية مع الأحداث ثم عزله وقاسمه ماله ثم ولى عثمان بن أبي العاصي عمان والبحرين فمات عمر وهو واليهما وسار عثمان إلى فارس ففتحها وكان خليفته على عمان والبحرين وهو بفارس أخاه مغيرة بن أبي العاصي.
صلة منطقة البحرين والقطيف بالإسلام قديمة، إذ كانت ثاني منطقة تدخل الإسلام بعد المدينة، وكان مسجدها في هجر، ثاني مسجد تقام فيه صلاة الجمعة في الإسلام من بعد مسجد الرسول، وهو مسجد جواثى الذي كانت أطلالة ظاهرة للعيان حتى وقت قريب. كان لدخول البحرين الإسلام أثرٌ كبير في نشر الدعوة الإسلامية، خاصة لما كانت تتحلّى به من مكانة اقتصادية كبيرة وما تتحلى به من موقع إستراتيجي وتجاري هام ومحطة استراحة للبدو والرُّحل والتُجّار، حيث تتحدث كتب التاريخ والسير عن أموال ضخمة وردت إلى مدينة الرسول من منطقة البحرين. وقد بقيَ إقليم البحرين محافظ على أهميته في عهد الرسول والخلافة الراشدة، إلى أن بدأت تتقلّص مكانتها بفعل توسع الفتوحات الإسلامية، حيث سيطر المسلمون على مناطق أغنى منها بكثير، ثم إن هجرة سكانية مكثفة شملت كل أرجاء الجزيرة العربية المسلمة إلى المناطق المفتوحة، وكان حجم الهجرة من البحرين كبيراً جداً خصوصاً إلى الكوفة والبصرة في عهد عمر بن الخطاب، الأمر الذي فرّغ المنطقة من سكانها بشكل كبير.
وقد تحولت البحرين في العهدين الأموي والعباسي، رُغم أنها أخصب أماكن الجزيرة العربية إلى مجرد منفى للمعارضين، دلالة على قلّة منزلتها عند الخلفاء وقتها، وقد دلّت الكثير من الروايات التاريخية على غنى منطقة البحرين، وأشارت إلى مكانة المنطقة المسلمة حديثاً بالنسبة لحاضرة الإسلام في المدينة، فإن مكاتيب الرسول إلى حكام البحرين وأهلها تؤكد على تلك الأهميّة.

#### الردة
مات والي البحرين المنذر بن ساوى أثناء مرض الرسول وقيل بعد وفاة الرسول بمدة، واغتنم هذه الفرصة من لم يؤمن بالإسلام تمام الإيمان. فيذكر المؤرخون بأن بنو بكر بن وائل ارتدوا وأما عبد القيس ففاءت وقد ثناهم الجارود بن بشر بن المعلى العبدي وهو واعظ في بني عبد القيس بعد أن خاطبهم، وقال لهم: «أيها الناس، إني أشهد أن لا إله إلا الله وأن محمداً عبده ورسوله، وأكفر من لم يشهد». وقال أيضاً «يا قوم ألستم تعلمون ما أنا عليه من النصرانية وأني لم أتكلم قط إلاّ بخير وأن اللَّه بعث نبيه محمداً ونعى إليه نفسه فقال: إِنَّكَ مَيِّتٌ وَإِنَّهُم مَّيِّتُونَ، وقال: وَمَا مُحَمَّدٌ إِلاَّ رَسُولٌ قَدْ خَلَتْ مِن قَبْلِهِ الرُّسُلُ أَفَإِن مَّاتَ أَوْ قُتِلَ انقَلَبْتُمْ عَلَى أَعْقَابِكُمْ وَمَن يَنقَلِبْ عَلَىَ عَقِبَيْهِ فَلَن يَضُرَّ اللّهَ شَيْئًا وَسَيَجْزِي اللّهُ الشَّاكِرِينَ، ثم قال: ما شهادتكم أيها الناس على موسى؟ قالوا: نشهد أنه رسول اللَّه، قال: وأنا أشهد أن لا إله إلا اللَّه وأن محمداً رسول اللَّه، عاش كما عاشوا ومات كما ماتوا وأتحمل شهادة من أبي أن يشهد على ذلك». وقد رجع عبد القيس عن ردتهم بعد هذه الخطبة ولم يرتد منهم أحد وثبتوا على دين الإسلام، أما بنو بكر بن وائل فبقوا على ردتهم.
وقد تزعم حركة الردة الحطم بن ضبيعة أخو بني قيس بن ثعلبة، وانضمت إليه عدة قبائل من ضمنهم قبيلة بكر بن وائل، بالإضافة للزط والسيابجة.
وأرسل إلى الغرور بن سويد أخ النعمان بن المنذر ملك الحيرة سابقاً، فمناه بتنصيبه ملكاً على البحرين.
ثم زحف الحطم بجيوشه ونزل بين هجر والقطيف، وبعث فرقة من قواته إلى دارين فاحتلها، وفرقة أخرى إلى جواثا، فطوقها، حتى تحاصرت وكان أن يموت من بها من الجوع، فكتب المسلمون رسالة إلى الخليفة أبو بكر يستنجدونه. فبعث إليهم العلاء بن الحضرمي ومعه ثمامة بن أثال، فلما وصل العلاء لهجر أمر جارود العبدي بتولي قيادة بني عبد القيس، والمرابطة في المناطق الساحلية، وأن ينزل بجيوش الحطم في الجبهة الشرقية. وبعد تغلب العلاء على جيوش الحطم في جواثا، توجه للقطيف، وعبر ماراً بجزيرة تاروت بعد انجزار البحر وانسحاب الماء لاحتلال دارين، وحدثت معركة عنيفة انهزمت فيها بقية جيوش الحطم وتمت لهم السيطرة.
أما مدينة الزارة، فتحصن فيها آزاد فيروز بن جشيش المسمى بالمعبكر الفارسي وهو عامل كسرى في هجر فر بعد أن سيطر العلاء عليها إلى مدينة الزارة ، وأعلن التمرد والعصيان، وانضم إليه مجوس هجر والقطيف الذين امتنعوا عن أداء الجزية، وحاصر العلاء هذه المدينة مدة طويلة، فلم يتغلب عليهم إلا في خلافة عمر بن الخطاب، حيث طلب المكعبر من يبارزه، فبرز له البراء بن مالك الأنصاري وتقاتلا لمدة ساعة وقتل البراء المكعبر وفُتحت المدينة. وتشير مصادر أخرى بأن هذه المدينة كانت حصينة للغاية، فلم تستلم إلا بعد قطع الماء عنها. ويقال بأن رجلاً من الزارة دلهم على نقطة الضعف، فأرشدهم إلى مجرى الماء. فأعلنت استسلامها، واضطر أهلها إلى الصلح على ثلث أموال المدينة من ذهب وفضة ونصف ما كان خارجها وكان ذلك في عام 13هـ، وكان العلاء أميراً على تلك المنطقة إلى أن تم عزله من قبل الخليفة عمر بن الخطاب، بعد أن غزا بلاد فارس بالاستعانة بأهل البحرين من دون مشورته.

#### الخوارج
بعد قيام الدولة الأموية، ظهرت حركات مناوئة تعارض الخلافة الجديدة، ومن أبرزها حركة عبد الله بن الزبير الذي استطاع بعد وفاة يزيد ابن معاوية بسط نفوذه في العراق ومعظم جزيرة العرب، وإلى جانب ذلك نشطت حركات الخوارج نتيجة للظروف المضطربة في تلك الفترة، ووما شهده إقليم البحرين خروج حركة خارجية بقيادة نجدة ابن عامر الحنفي، وعندما سار من اليمامة إقليم للبحرين في عام 67هـ/686م، لقي ترحيباً من قبائل من الأزد بدافع من العصبية القبلية، وواجه معارضة من عبد القيس وبعض القبائل، وقالت عبد القيس: «لا ندع نجدة، وهو حروري مارق تجري أحكامه علينا». وحصلت مواجهة بين الطرفين في معركة حدثت في مدينة القطيف، هزمت فيها عبد القيس وقتل منهم عدد كبير، ودخل نجد الحنفي القطيف فاستباحها ونهب أموالها، وقد قال الشاعر الجاهلي حمل بن عبد المعنى العبدي في هذه الحادثة:
وبعد أن تمت لنجدة السيطرة على القطيف أقام فيها، وأرسل ابنه المطرح لمطاردة فلول عبد القيس المنهزمين، فتقاتلوا في مكان يُسمى الثوير، تمكنت فيه عبد القيس من قتله مع عدد من أصحابه، وفي سنة 69هـ أرسل مصعب بن الزبير بعد سيطرته على البصرة قوة تتكون من 14 ألف إلى القطيف بقيادة عبد الله بن عمير الليثي، فهاجم مدينة القطيف فتمكن منه نجده وهزمه وأوقع بجيشه وقتل منه عدد كبير وغنم نجدة ما في معسكرهم. واستمرت سلطته في إقليم البحرين حتى سنة 72هـ/691م، حيث قتل نتيجة خلافه مع أصحابه. وقتله زعيم آخر للحركة يسمى أبو فديك عبد الله بن ثور. وقُتل الآخر بعد أن أرسل عبد الملك بن مروان جيش بقوة عشرة آلاف مقاتل بقيادة عمر بن عبيد الله بن عمر، حيث هزمه وقتله مع عدد كبير من أصحابه في عام 73هـ/692م. وبمقتله عاد إقليم البحرين لحكم الأمويين بعد أن سيطرت عليه الخوارج مدة 30 سنة، وقد ولى عبد الملك بن مروان عليها الأشعث بن عبد الله الجارود العبدي. وتشير المصادر إلى أن عبد الملك بن مروان قتل أخيار البلد، وألزم الباقي على مفارقة التشيع، ولما فشلت خطته حاربهم اقتصادياً، حيث دفن وردم عيوناً كثيرة بالصخور الضخمة وذلك من أجل القضاء على زراعتهم.

### القرامطة
كانت القطيف خلال فترة الحكم العباسي مجرد إقليم تابع تُجبى منه الضرائب، دون الاكتراث لحالة الشعب الذي كان يعاني من ظلم وبطش الولاة، وقد تشجع القرامطة لفرصة التبشير بدولة تُخلصهم من هؤلاء الذي كان همهم فقط جبي الضرائب، ولاسيما أن الظروف السياسية كانت مهيأة لذلك. فبدأت الدعوة إلى الحركة القرمطية في عام 281هـ/894م، عندما جاء رجل للقطيف يسمى أبو زكريا يحيى بن المهدي ونزل عند شخص من الشيعة يسمى علي بن المعلى، فأوعز له بأنه رسول من المهدي وأنه قد اقترب خروجه، فستجاب له علي بن المعلى وتوجه وجمع الشيعة وقرأ عليهم كتاب المهدي الذي أخذه من يحيى، ثم انتشر خبره في القطيف، فانخدعوا به وأجابوه ووعدوه أنهم خارجون معه وأنهم على استعداد لمناصرته إذا ظهر، ووجه مبعوثيه إلى القرى والأرياف فأجابوه وابدوا استعدادهم لذلك، ومن بين من أجابه رجل من فارس اسمه الحسن بن بهرام المكنى بأبو سعيد الجنابي وهو جابي ضرائب، أو تاجر أطعمة بحسب مصادر أخرى، مقيم في القطيف وأحد الوجهاء وجمع ثروة من عمله، ثم غاب يحيى لفترة ورجع بكتاب آخر من المهدي يشكرهم على إجابتهم وأمرهم أن يدفعوا له 6 دنانير وثلثين عن كل رجل منهم، فأطاعوه وفعلوا، واختفى مرة أخرى وعاد وأمرهم بدفع خمس أموالهم فأطاعوه وفعلوا، وأخذ يتردد بين قبائل قيس ويأتي لهم برسائل يزعم أنها من المهدي الذي سيخرج قريباً وأن يكونوا مستعدين. ولكن حركته فشلت بعدما زنى يحيى مع زوجة أبو سعيد الجنابي فقبض عليه الوالي واعتقله في سنة 283هـ، وهرب أبو سعيد إلى مسقط رأسه بلدة جنابة في فارس، وبعد أن أفرج عن يحيى، أخذ يبشر في البادية بين قبائل كلاب وعقيل والخريس، وعلم أبو سعيد بأمره فلحق به واجتمع معه، واستخدم أبو سعيد ثروته من أجل استمالة الأعراب ورؤساء القبائل لنصرته، وقام بشن هجمات متتالية على أنحاء القطيف هزم فيها قوات علي ابن أبي مسمار، فتحصنت قوات علي في مدينة الزارة عاصمة القطيف، التي يترأسها الحسن بن العوام من قبيلة الأزد، فحاصرهم أبو سعيد حتى استسلموا له فقتلهم، وأحرق مدينة الزارة ودمرها تدميراً كاملاً.
وفي عام 287هـ، أرسل المعتضد العباسي قوة تتألف من 20,000 من المتطوعين يترأسها العباس بن عمرو الغنوي، والتحقت بها كثير من الأهالي للقضاء على القرامطة، فاشتبكوا مع قوات أبي سعيد الجنابي في معركة في سبخة الرياس شمال أم الساهك، انهزمت فيها جيوش العباس فيها ووقع قائدها العباس في الأسر، وكانت هذه الحادثة بمثابة حافز لأبو سعيد للاستيلاء على كامل هجر، فسار في نفس العام وأرسل رؤساء لأهلها لمشاورتهم، فلما اجتمعوا لديه أحرق المكان، وأمر جنوده بقتل كل من يحاول الهرب من الحرق. وبذلك تمت له السيطرة على جميع أنحاء القطيف، وفي السنوات التالية امتد نفوذ القرامطة ليشمل كل من بلاد البحرين وجزء من عمان.
في سنة 317هـ قام أبو طاهر القرمطي بغزو مكة في موسم الحج، فقتل العديد من الحجاج المحرمين، واقتلعوا الحجر الأسود، وجردوا الكعبة من كسوتها، وأخذوا كل ما فيها من آثار وزينات ثمينة ورموا جثث القتلى في بئر زمزم، ويرجح بعض الباحثين بأن أبو طاهر القرمطي قد بنى كعبة في القطيف وجعل الحجر الأسود فيها اعتقاداً منه بأن الناس سيحجون إلى الحجر في القطيف، وقد قاومهم القطيفيون بالرفض القاطع والمقاومة العنيفة فيها، فلما يأسوا من حج المسلمين إلى القطيف ردوه إلى مكة في عام 339هـ، ويشكك مؤرخون أخرون في صحة وقوع الحادثة من الأساس. انتهى حكم القرامطة عن القطيف بعد أن ضعفوا وطمع في حكمهم القبائل الموالية لهم والتي كانوا يستخدموها في حروبهم، ففي عام 398هـ هزمتهم قبائل بنو ثعلب وبنو عقيل وانتزعت الحكم منهم.

### بنو ثعلب وبنو عقيل
بعد أن سيطر بنو ثعلب على المنطقة، استعانوا ببني عقيل لطرد بني سليم من المنطقة، حيث نزحوا لمصر ومن ثم للمغرب. ثم اختلف بنو ثعلب أيضاً مع بني عقيل، فطردوها للعراق فاستولى بنو عقيل على الكوفة وعدد من البلدان العراقية، وطمع بنو ثعلب في حكمهم فحاربهم واستولى على مناطقهم في سنة 438هـ، ولكنه واجه نصير الدولة ابن مروان صاحب ميافارقين وديار بكر، فانهزم زعيمهم الأصغر الثعلبي، واعتقله، وأطلقه حيث عاد إلى بلاد البحرين. وبعد قيام الدولة السلجوقية وسيطرتهم على مناطق بنو عقيل، غادروا إلى بلاد البحرين مواطنهم الأولى فانتزعوا الحكم من بني ثعلب، واستولوا عليها.

### إمارة بني العياش
انتزع يحيى بن العياش الجذمي وهو من قبيلة عبد القيس الحكم من القرامطة في القطيف في العقد السادس من القرن الخامس الهجري وتمكن أيضاً في حدود سنة 467هـ / 1074م من السيطرة على جزيرة أوال، فيما يشير آل عبد القادر إلى أن ضم الجزيرة تم على يد ابنه زكريا وبذلك تمكنا هو وابنه من إقامة إمارة في القطيف وجزيرة أوال، عرفت باسم إمارة آل عياش، وطلب الدعم والمساعدة من والسلاجقة المتمثلة بجلال الدولة ملكشاه السلجوقي، والخلافة العباسية المتمثلة بالخليفة العباسي أبي جعفر القائم، ليقوي من مركزه الاقتصادي والسياسي، وكانت هذه فرصة للعباسيين والسلاجقة لتدعيم نفوذهم السياسي والعسكري واستعادة هذه المنطقة التي خرجت من يدهم في زمن القرامطة، فأرسل له السلاجقة جيشاً بقيادة كجكينا في عام 468هـ / 1075م لدعمه ضد القرامطة، وفي طريق الجيش من البصرة إلى القطيف اعترضته بعض القبائل، ونشب بينهم وبين جيش السلاجقة قتال انتصر فيه السلاجقة، وحينما وصل الجيش للقطيف ارتاب منه ابن العياش ورفض مقابلة قائدهم خشية منه، وقال لرسله الذين توسطوا بالاستعانة بالجيش: «أنا لا أستطيع مقابلة هذا القائد وهو بهذه القوة خوفاً من غدره بنا، وأنا طلبت المساعدة أن تكون محدودة بمائتي رجل أو حول ذلك، وتشترك مع جيشي وتحت قيادتي. أما أن يأتيني جيش بهذ العدد وتحت قيادة شخص غيري فلا»، وكان معظم الجيش يضم أفراد من قبائل المنتفق وخفاجة وبني عقيل، وقد استطاع ابن عياش استمالة بعض القبائل إلى جانبه، فلم يجد كجكينا إلا الانسحاب والعودة إلى البصرة، واستمرت إمارته إلى أن قضى عليها عبد الله بن علي العيوني.
بدأ عبد الله بن علي العيوني مؤسس الدولة العيونية صراعاته مع القرامطة، بعدما رأى تدهور الأوضاع السياسية والاقتصادية والاجتماعية في بلاده الأحساء وخاصةً بعدما رأى الضعف يشتد بينهم وتهاوي مراكزهم الواحدة تلو الأخرى، ولكن من غير المعروف متى بدأت مناوشاته معهم فكانت متفرقة، وبدأت ثورته في مطلع العقد السادس من القرن الخامس الهجري، وكانت قوته تعتمد على أقاربه من إخوانه وأبناء عمومته من عبد القيس، ويقدر عددهم بأربعمئة رجل. حيث خشي من عدم استجابة القبائل الأخرى عند استعانتهم، ومن جهة أخرى كان معظم القبائل من مؤيدي القرامطة، وبدأ عبد الله محاربته للقرامطة بهذا العدد القليل من الرجال، وحصل على تأييد سكان المنطقة الكارهين لسلطة القرامطة، وكاتب عبد الله الخلافة العباسية المتمثلة بالخليفة العباسي القائم بأمر الله، والسلطان السلجوقي ملكشاه الذي كانت له السلطة الحقيقية في بغداد، وأوضح رسله رغبة عبد الله العيوني في إقامة دولة تدين بالولاء والطاعة للخلافة العباسية، واقتنع العباسيون وأرسلوا جيشاً بستة أو بسبعة آلاف فارس بقيادة أرتك بك ويسمى في بعض المصادر بإكسك سلار، وتحرك الجيش من بغداد سنة 469هـ/1076م وفي طريقه إلى الأحساء هاجم القطيف انتقامًا من أميرها زكريا بن يحيى بن العياش لما فعله بجيش السلاجقة بقيادة كجكينا، وتمكن أرتق بك في شعبان 469هـ/1075م من اقتحام القطيف بعد أن فرَّ منها ابن عياش إلى جزيرة أوال، ويوضح ابن المقرب هدف أرتك بك من هجومه: «سار الملقب أرتق بك مُقطع حلوان وفي نفسه يومئذ من القطيف وماجرى لكجكينا من ابن عياش ونهب معسكره ورجوعه»، وتمكن أرتك بك من احتلال القطيف ومصادرة جميع أموال وممتلكات أميرها ابن العياش، وكانت القطيف بمثابة مركز المؤن الخاص بقواته، ولحفظ الطريق الممتد للبصرة.
انضم جيش أرتق بك مع جيش عبد الله العيوني، ومعاً حاصرا القرامطة في الأحساء، وقرر أرتق بك بعد فترة من الحصار العودة لبغداد مع قسم من جيشه، وترك الباقي مع أخيه البكوش (البقوش) لمساعدة عبد الله العيوني. وفي هذه الفترة انتهز زكريا بن يحيى بن العياش رحيل أرتق بك فهاجم القطيف وانتزعها من الوالي الذي عينه أرتق بك، وبعد هزيمة القرامطة في الأحساء على يد عبد الله العيوني والسلاجقة، تمكن العيوني من طرد السلاجقة وتم الحكم له في الأحساء، وحاول أمير القطيف يحيى بن العياش مد حكمه للأحساء فأرسل أخاه الحسن لمحاربة عبد الله العيوني أمير الأحساء، غير أن الأمير العيوني استطاع عقد هدنة مع الحسن يعطيه بموجبها هدايا كثيرة من الذهب والجواهر وثمار النخيل، ووقع خلافاً بين زكريا والحسن الذي كسب نفوذ وشعبية من سكان القطيف والقبائل أكثر من زكريا، فدبر للحسن مكيدة قتله فيه، حاول زكريا السيطرة على الأحساء مرة أخرى، ولكن هزمه عبد الله العيوني مرة أخرى، فانسحب زكريا إلى القطيف ولحق به الأمير العيوني بألف فارس، وهرب زكريا لجزيرة أوال، فتمكن العيوني من السيطرة على القطيف، ثم أمر ابنه الأكبر الفضل ملاحقة زكريا إلى جزيرة أوال فعبر إليها، وتمكن من هزيمة جيش ابن العياش، وقتل قائد جيشه المعروف بالعكروت في عام 470هـ/1077م، وعلى أثر هذه الهزيمة، انسحب زكريا للعقير في محاولة بائسة لاستعادة القطيف، إلا أن عبد الله بن علي خرج عليه من القطيف والتقاه في الطريق فدرات بينهما معركة انتهت بمقتل زكريا وفناء جيشه، وبذلك انتهت إمارة بني العياش التي استمرت حوالي 10 سنوات.

### الدولة العيونية
بعد تمكن عبد الله بن علي العيوني من توحيد أجزاء بلاد البحرين كلها تحت سلطته، أقام إمارة قوية الأركان عاصمتها الأحساء، تمتد حدودها من كاظمة شمالاً حتى أطراف الربع الخالي جنوبًا، ومن صحراء الدهناء غربًا حتى ساحل الخليج شرقًا، وقام بتوزيع المناصب الإدارية بالإمارة، فعيَّن ابنه الفضل أميرًا على القطيف في عام 470هـ واستمر لمدة سبع سنين حيث انضم إليه الأمير عبد الله أوال، وقد عين الأمير العيوني عبد الله حفيده محمد بن الفضل أميراً على القطيف وأوال بعد اغتيال أبيه الفضل على يد خدمه في جزيرة تاروت عام 484هـ/1090م.
توفي الأمير العيوني عبد الله بعد أن حكم قرابة 60 عاماً، وتولى السلطة حفيده أبو السنان محمد بن الفضل بناءً على وصيته متخذاً القطيف عاصمةً له، وقد أدى ذلك لانتقال مركز الثقل السياسي إليها، وأضعف دور الأحساء، وأثار نقمة أعمامه وزعماء أسرته عليه، واشتد الصراع بين محمد وعميه علي والحسن في حدود عام 537هـ/1142م وتعود أسباب الخلاف إلى أنه زعيم قبيلة بني عامر غفيلة بن شبانة أراد أن ينزل في وقت الصيف على القطيف لرعي إبله، فبعث إليه محمد بن الفضل رسولاً يطلب منه عدم دخول القطيف، بل يذهب للأحساء، ويعتقد بأنه طلب منه ذلك من خشية تعاظم نفوذه كما كان يشعر أن زعيم بني عامر كان يقف إلى صف عميه علي والحسن. ولكن الزعيم غفيلة رفض المغادرة، وأصر على البقاء، فخرج إليه الأمير العيوني من القطيف بجيش واحتدمت بينهم معركة أسفرت عن هزيمة زعيم بني عامر، وألتهى جند الأمير العيوني بجمع الغنائم من المعسكر، فانتهز الزعيم بني عامر الفرصة والتف عليهم وقتل الكثيرين منهم ولكن استطاع الأمير العيوني الانسحاب للقطيف. وفي حدود سنة 538هـ/1143م قٌتل الأمير العيوني محمد بن الفضل وأخيه جعفر بن الفضل بعد معركة بين جيشه وجيش الأحساء بقيادة عميه وحلفائهم من بني عامر، وتولى السلطة في القطيف أخيه غرير بن الفضل، وقد قام بتجهيز جيش انتقاماً لقتل أخيه ولتأديب عمه في الأحساء والسيطرة عليها، وفشل غرير في السيطرة على الأحساء ولكنه حقق هدفه في انتقامه لأخيه، وعاد أدراجه للقطيف وتوفي فيها عام 539هـ/1144م، واستلم عمه الحسن زموم السلطة في القطيف بعد الاتفاق الذي تم مع أخيه أمير الأحساء علي ابن عبد الله بن علي العيوني، ولكن هذه العلاقة الحميمة بينه وبين أخيه لم تدم، حيث أن الحسن التجأ إلى قوم من عبد القيس يعرفون بالرياشمة بعد خلافهم مع أمير الأحساء، فاستقبلهم الحسن ومنهم إقطاعات في القطيف وهذا أدى إلى إثارة غضب أخيه أمير الأحساء، فأعطاه الحسن بلدة الظهران كمحاولة لكسب رضاه، توفي أمير القطيف الحسن العيوني في عام 549هـ/1154م بعد أن حكم القطيف وأوال مدة تقارب 11 سنة.
وبعد وفاته حدثت صراعات على من سيتولى زموم السلطة في القطيف وأوال، فانتهز الفراغ السياسي شاب يدعى يافع يدعى بغرير بن منصور بن علي بن عبد الله العيوني وانتزع السلطة من يد أبناء الحسن، واستمر في السلطة لمدة سبع سنوات إلى أن قتله أحد أبناء عمومته ويدعى هرجس بن محمد بن الفضل بن عبد الله العيوني في عام 557هـ/1170م، ورجعت السلطة إلى أبناء الحسن، وتولى السلطة أكبر أبناء الحسن ويدعى شكر، وساعده إخوانه في الحكم، واستمر حكمه للقطيف مدة تقارب 18 عاماً حيث توفي في عام 575هـ/1179م، وخلف عنه أخيه علي بن الحسن العيوني، ولكن لم تدم سلطته حيث قام أخيه الزير في اغتياله في نفس العام وأخذ زمام السلطة، واستغل أبناء الفضل الصراع القائم بين الأخوة والهجومات المتكررة على أوال، لانتزاع السلطة من الزير، فقام محمد بن أحمد بن محمد بن الفضل بتدبير مؤامرة لاغتيال الزير، واستولى على السلطة في القطيف وأوال غير أنه تخلى عن السلطة بعد أقل من سنة وخرج من القطيف مختاراً، واضطربت الأوضاع بعد خروجه فقام أهالي القطيف بتعيين شخص من خارج الأسرة الحاكمة يدعى النقيب العلوي، وهو أيضاً قام بترك السلطة بعد 40 يوماً لأحد أفراد الأسرة العيونية ويدعى مسيب، وهذا الأخير استمر لمدة شهرين فقط.
وفي عام 577هـ/1181م عاد الحكم إلى سلالة الحسن بن عبد الله العيوني، فاستلم حكم أوال والقطيف الحسن بن شكر بن الحسن بن عبد الله العيوني، فحكم لمدة 3 سنوات بعد أن تم اغتياله في عام 580هـ/1184م من قبل أبناء عمومته في الأحساء، وهما شكر وعبد الله ابنا منصور بن علي بن عبد الله العيوني. وبعد وفاة أمير الأحساء محمد بن منصور بن علي العيوني، استلم شكر مقالد الحكم، وتمكن من السيطرة على القطيف وأوال بعد أن أرسل أخيه عبد الله لمقاتلة أمير القطيف الحسن بن شكر، وهكذا تم لشكر توحيد بلاد البحرين تحت سلطة واحدة عاصمتها الأحساء.
هاجم محمد بن أحمد بن محمد بن الفضل العيوني القطيف في عام 587هـ/1191م، واستطاع السيطرة عليها بعد طرد أميرها عبد الله بن منصور ابن علي العيوني للأحساء، والسطيرة على أوال والأحساء لاحقاً. وكان له وزيراً خاصاً يسمى الحاج علي بن الفارس الكازروني. استتب له الحكم خلال 18 عاماً فيها ازدهرت المنطقة اقتصادياً وعم الإستقرار، وفي أواخر حكمه بدأت الاختلافات بالظهور عندما أوعز شيخ عقيل يدعى راشد بن عميرة بن سنان بن غفيلة لأحد الأمراء العيونيين الطامحين للسلطة ويدعى غرير بن الحسن بن شكر بن علي بن عبد الله العيوني بالتخلص من الأمير محمد بن أحمد. واتفقوا على أن يساعد راشد بن عميرة لغرير في اغتيال الأمير محمد، ويتولى غرير السلطة في القطيف وأوال، فالمقابل يكون لدى راشد جميع ممتلكات الأمير من أموال وأراضي ونخيل في القطيف وأوال، ومراكب السفر والغوص، وآلاف الدنانير وملابس تصرف له سنوياً، ويوزع بعض المال على قبيلته. وتم اغتيال الأمير محمد سنة 605هـ/1208م، وتم الأمرلغرير بن الحسن ونجح في انتزاع السلطة في القطيف وأوال، وكانت هذه بداية نهاية الدولة العيونية. وقام ابن القتيل الفضل بن محمد بالاستنجاد بالخلافة العباسية، وبخاله الحسن بن المقداد بن سنان زعيم أحد أفخاذ بني عامر فاستعاد الحكم في القطيف وأوال بعد أن حكمها غرير لمدة سنة، وعندما نجح قرب إليه قسماً من بني عامر، وأعطاهم البساتين والأموال بمقابل تأييدهم ودعمهم لحكمه، ولقد صور ابن المقرب المدى الذي تدخل فيه بني عامر في شؤون الأسرة العيونية بقوله :
تمكن بني عامر من طرد الأمير العيوني من الأحساء واستولوا على حكمه وجميع ممتلكاته وممتلكات أسرته، وبذلك انتهى حكم الأسرة العيونية في الأحساء، وفي القطيف تمكنوا من إخراج الفضل بن محمد وإنهاء حكمه على القطيف وأوال في عام 616هـ/1219م، واستلم السلطة ابن عمه أبو شكر مقدم بن ماجد بن أحمد بن محمد بن الفضل، واستمرت سلطة الأخير حتى وفاته في عام 620هـ/1223م، وأخذ الحكم الأمير فاضل بن معن بن شبيب بن جعفر بن الفضل حيث استمر في السلطة حتى عام 623هـ/1226م، ثم أستلم الحكم أخوه الجعفر ابن معن بن شبيب بن جعفر بن الفضل لمدة أشهر، وبعد وفاته أخذ السلطة ابن عمه الأمير محمد بن مسعود بن أحمد بن محمد بن الفضل وساعداه أخواه حسن وحسين. وفي تلك الفترة قام أحد الأمراء ويدعى منصور بن علي بن ماجد بمحاربة محمد بن مسعود وإخوته، فانتزع السلطة منهم في أوال والقطيف في عام 626هـ/1228م. ولم يتمكن الأخير من حكم القطيف إلا لمدة قصير إذ تمكن ابن عمه محمد بن محمد بن ماجد من الاستيلاء عليها في عام 627هـ، وانتزعت منه أوال في عام 630هـ. وانتهى حكم الدولة العيونية في عهد محمد بن محمد بن ماجد في عام 630هـ/1231م بعد أن استولى عليها أبا عاصم بن سرحان بن محمد بن عميرة بن سنان أحد شيوخ بني عامر، وغادرها الأمير العيوني إلى جزيرة أوال وتم له الحكم فيها بعد أن طرد ابن عمه منصور بن علي، وقد إلى عدة حملات بحرية من قبل أبو بكر السلغري فتمكن منه الأخير وقتله واستولى على ممتلكاته، وحاول أبو بكر السلغري انتزاع القطيف من بني عامر، فقام بتوجيه حملة في عام 641هـ/1344م واستولى فيها على قلعة تاروت، وقتل أكبر شيوخ بني عامر وهو أبو عاصم بن سرحان بن محمد بن عميرة بن سنان حاكم القطيف.

### الإمبِرَاطُورِيَّة البُرتُغَالِيَّة (1521-1572م)
بدأت الإمبراطورية البرتغالية في التوغل وتوسيع نفوذها داخل الخليج العربي بالسيطرة على الموانئ والمدن ذات الأهمية العسكرية والتجارية فبدأت باحتلال جزيرة هرمز عام 1505م/912هـ بقيادة ألبوكيرك حيث اتخذوها قاعدة لسيطرتهم على الخليج، ومن ثم قاموا باحتلال اقليم البحرين وقتلوا حاكمها مقرن بن أجود بن زامل الجبري، وكان ذلك في عام 1521م/927هـ، وترجع دوافع هذا الاحتلال إلى ما كانت تتمتع به واحة القطيف من مزايا إستراتيجية واقتصادية وموقعها الجغرافي، فقد كانت من أهم موانئ الخليج في ذلك الوقت، وعرفت أيضاً بوفرة وتنوع ثرواتها من المنتجات الحيوانية، والمحصولات الزراعية، والمستخرجات البحرية من اللؤلؤ والسمك والمصنوعات اليدوية كالسيوف والرماح ونحوهما. مما ساعدها على أن تكون مرسى للمراكب التجارية الآتية من البحار فيما وراء الخليج إلى البصرة والطالعة منها إلى البحار. وكذلك ساعدها على أن تكون محطة للبضائع التجارية الواردة إليها ومنطلقاً للأخرى الصادرة منها وأن تكون سوقاً تجاريةً يرتادها أبناء قبائل بوادي الجزيرة العربية القريبة منها، يبيعون منتوجاتهم الزراعية والبحرية، ووارداتها تصل إلى من وراء البحار. هذه الأسباب جعلتها مطمعاً للدول والإمبراطوريات التي تنشد فتح الأسواق لتجارتها، ومعبراً تنفذ منه إلى السواحل البحرية فيما وراء البحار، وتسد المنافذ بوجه الآخرين ومصدراً للثروة تفيد منها في دعم إمبراطوريتها ومركزها الأم.
وقبيل احتلال ألبوكيرك لإقليم البحرين، تخوف من الشاه إسماعيل الصفوي وكانت بينه وبين الشاه علاقة فأراد أن يكسب ود الشاه فبعث برسالة إليه قائلاً: إني أقدر لك احترامك للمسيحين في بلادك وأعرض عليك الأسطول والجند والأسلحة لاستخدامها ضد قلاع الترك في الهند، وإذا أردت أن تنقض على بلاد العرب أو أن تهاجم مكة ستجدني بجانبك في البحر الأحمر أمام جدة أو في عدن أو في البحرين أو في القطيف أو في البصرة وسيجدني الشاه بجانبه على امتداد الساحل الفارسي، وسأنفذ له كل مايريد. في عام 1515م، زار سفير الشاه مملكة هرمز وأبدى طلبه في أن تقدم البرتغال المساعدة وبعضاً من سفنها لإيران من أجل غزو البحرين والقطيف، وقال السفير أن القطيف يجب أن تكون مخصصة لسفنه العبًّارة من فارس إلى سواحل شبه الجزيرة العربية، ولكن البوكيرك أجابه بأن طلبه يتطلب دراسة متأنية وأنه سيضعها في الاعتبار ويدرسها ويرسل له رده.
في عام 1572م انتصر أهالي القطيف على البرتغاليين وأخرجوهم من المنطقة، وتعود العوامل التي دفعت أهالي القطيف إلى التخلص من الاحتلال البرتغالي إلى عاملين اثنين: الدين الذي ينهى خضوع المسلم لغير المسلم، وقوة ارتباطهم بعضهم ببعض في مواجهة البرتغاليين.
ومع وجود هذه المسافة التي باعدت بين أهالي القطيف والبرتغاليين دينياً ووطنياً أخذ وتأثر القطيفيون من البرتغاليين في مجالات عدة، منها:
- التقارض اللغوي، فقد تأثرت اللهجة المحلية بعد أن خلّف البرتغاليون شيئاً من لغتهم دخل ضمن اللهجة القطيفية، لا سيما العامية منها.
- التجارة، استفاد القطيفيون من تجارب البرتغاليين في هذا المجال، فزادت خبراتهم التجارية.
- الاعتداد بالشخصية، نمى وضاعف من هذا الاعتداد موقفهم من الاحتلال البرتغالي المتمثل بانتصارهم على البرتغاليين عن طريق إخراجهم من القطيف، وكرد فعل ذلك.
- الاحتياطات لتأمين المستقبل، وهو أمر طبيعي يأتي تلقائياً وخاصة من أناس عرفوا باعتدادهم الشديد.[10]

### الدولة السعودية الأولى
يُقدّر تاريخ دخول القطيف تحت حكم الدولة السعودية الأولى إلى ما بين عامي 1208-1218هـ. حيث ذكر كتاب «لمع الشهاب في سيرة محمد بن عبد الوهاب» أن هذه الحملات كانت في عهد الإمام عبد العزيز بن محمد (المتوفى في سنة 1218هـ/1803م) وأنها كانت بعد فتح الأحساء 1208هـ/1794م. في جمادى الأولى لعام 1206هـ/ كانون الثاني، 1792م، شنّ الأمير سعود بن عبد العزيز حملةً حاصر فيها سيهات ودخلها وقتل نحو 1500 من أهلها، واستولى على ما فيها، وكانت كما يشير المؤرخ ابن غنام بأنها أموال لا تعد ولا تحصى، ومن ثم اتجه واستولى على عنك وقتل 500 من رجالها واستولى على أموالهم وممتلكاتهم، واتجه للقديح وقتل مجموعة من رجالها واستولى على ما فيها من أموال، فتهاوت له بلدان القطيف طائعة فاستولى على ما فيها من أموال، وثم حاصر مكان يسمى الفرضة (وهي منطقة القلعة) لجأ إليها معظم سكان القطيف، وصالحه أهله على 3 آلاف زر ما يعادل خمسة آلاف حمر، ما يعادل 500 ليرة من الذهب، ويشير ابن بشير أن الأمير سعود بن عبد العزيز أزال جميع ما في القطيف من الأوثان والمتعبدات والكنائس، كما أحرق كتباً هائلة بعد أن جمعها خلال سيطرته على القطيف.
بعد استقرار الدولة السعودية الأولى في بلاد بني خالد وتمام فتحها بعد حملاتهم المتتالية عليها، أرسل الإمام عبد العزيز بن محمد حملةً قوامها ثمانية آلاف مقاتل بقيادة إبراهيم بن عفيصان إلى القطيف، والتي كان يترأسها «عبد الله بن سليمان المهشوري الخالدي»، بينما «أحمد بن غانم القطيفي» كبير على رعايا القطيف. فكانت سيهات جنوبي القطيف هي الهدف الأول لإبراهيم بن عفيصان حيث نزل بها، فبعث عبد الله بن سليمان بعض قواته الخالدية بقيادة ابنه «علي» فوقعت معركة بين الطرفين انتهت بهزيمة ابن عفيصان وانسحابه إلى الظهران، فأخد ابن عفيصان يشن غاراته على أطراف القطيف ونتيجة لهذا قرر عبد الله بن سليمان الخروج إليه بقواته الخالدية معتمدًا على أحمد بن غانم القطيفي وأتباعه في حماية البلد والقلعة. والتقى الطرفان في الجارودية بجوار القطيف، وبعد قتال دام اثني عشر يومًا انكسر عبد الله بن سليمان راجعًا إلى القطيف، فقطعت قوات السعوديين عليه الطريق مما اضطره إلى الابتعاد ثم اتجه إلى قلعة جزيرة تاروت حيث تحصن في قلعتها مع رجاله. لما بلغ خبر ابن سليمان إلى أحمد بن غانم القطيفي، حصن نفسه وجماعته في القلعة، فجاء ابن عفيصان وطلب من أحمد تسليم القلعة، فرضي بذلك، إلى أنه خشي من جنود المهاشير من بني خالد الذين كانوا معه في القلعة، فاقتحم ابن عفيصان القلعة عنوة واستولى على القطيف وقتل كثيرًا من أهلها، وأما أحمد بن غانم فقد نجى هو وجماعته.
وبعد أن هَزمَ الوهابيون دولة بني خالد الموالية للعثمانيين، ازداد قلقهم خشية أن يمتدوا للعراق والحجاز حيث كان من أهم قطر في نظر الإمبراطورية العثمانية نظراً لأهميته في العالم الإسلامي، لذلك أوعزت الدولة العثمانية والي العراق سليمان باشا بتوجيه حملة عسكرية سنة 1211هـ/1796م لاحتلال القطيف والإحساء، وتتكون الحملة من جبهتين بحرية وفيها جنود نظاميين، وجبهة أخرى تتألف من قبائل البدو، يترأسها رئيس قبيلة المنتفق ثويني عبد الله، وانضم إليه في هذه الحملة بوادي الضفير وبنو خالد برئاسة براك بن عبد المحسن السرداح، ولكن سرعان ما فشلت الحملة بعد اغتيال قائدها ثويني بن عبد الله وذلك في طريقهم إلى الإحساء.
وفي السنة الأخرى 1212هـ/1797م قام العثمانيون مجدداً بإرسال حملة أخرى بقيادة علي الكخيا تتكون من عساكر نظامية وعشائر عراقية، مجهزة بالآلات والمعدات والمدافع الضخمة، وأوشكت الحملة هذه المرة على السيطرة على الإحساء غير أنها فشلت. حيث تصدى كوت الهفوف وحصن المبرز اللذان تحصن فيهما الوالي النجدي وأفراد حاشيته مدة طويلة، إلى أن هبت لهم المساعدة، فزحف سعود بأهل نجد من الحضر والبوادي، واشتبك في عدة معارك مع الجيوش العثمانية، وهزمهم وتم عقد صلح بموجبه انسحب العثمانيين بمن معهم للعراق.
وازدادت خشية العثمانيين من السعوديين أكثر بعد سيطرتهم على الحجاز، فقام العثمانيون بإيعاز لوليهم على مصر محمد علي باشا للقضاء على الدولة السعودية الأولى، فبدأوا في سنة 1226هـ/1811م بشن حملات على الحجاز وعسير إلى أن استطاعوا التوغل في نجد، وبحلول عام 1233هـ/1818م تمكن العثمانيون من القضاء على الدولة السعودية الأولى بعد سقوط الدرعية على يد ابراهيم باشا، وأثناء تواجد إبراهيم فالدرعية قدم إليه زعماء بني خالد برئاسة محمد وماجد ابنا عريعر بن دجين، وطلبا منه أن يولياه على الأحساء فوافق، وواصل إبراهيم تقدمه في الإحساء والقطيف، وكان برفقته محمد وماجد وسعدون بن دجين من بني خالد، فاستطاعوا السيطرة على الإحساء، وسار محمد بن عرعر إلى القطيف فسيطر عليها، ثم ترك ولايتها لأخيه سعدون الذي كان كفيف البصر، ولكن هذا لم يطل، حيث أن إبراهيم باشا أرسل محمد كاشف ومعه 240 رجلاً وذلك لمصادرة جميع ما في بيت المال، وما كان لآل سعود من أموال وسلاح وخيل وصادروا أموال كل شخص له علاقة بآل سعود وعندما رأى آل عريعر هذه الانتهاكات أمامهم، عرفوا أن أمن الإقليم لن يستتب، وأدركوا أنهم لن يكونوا في مأمن من هذا الاستبداد والتعسف فغادر زعمائهم من الأحساء للعراق، راجين من والي العراق العثماني عزل القوات المصرية، ولما رحل إبراهيم بن باشا مع قواته، أصبح بنو خالد (حكامها السابقين) ولاة عليها من قبل العثمانيين، يتبعون إدارة بغداد.
تعاونت القوات المصرية مع زعيم محلي يسمى برحمة بن جابر الجلاهمة، فهو قدم الدعم البحري للقوات المصرية، فدكت مدافع سفنه قلاع ميناء القطيف وذلك انتقاماً من السعوديين الذين هدموا حصنه في الدمام عام 1816م

### الدولة السعودية الثانية
بعد تمكن تركي بن عبد الله من السيطرة على نجد، ازداد قلق بني خالد، فتوجهوا في سنة 1245هـ/1830م يتزعمهم ماجد ومحمد ابنا عرعر، وقد انضم لهما عدد من القبائل الموالية، ووصلوا إلى نجد، وفي أول رمضان مرض ماجد فمات، وتولى قيادة الجيش أخوه محمد بن عريعر، الذي كان قليل الخبرة وكبير السن، لذا تعهد بالقيادة لابن أخيه طلال بن برغش، حاول الإمام تركي جذب القبائل المتحالفة مع بني خالد إليه، وانهزم بني خالد بعد اشتباكهم بمعارك عنيفة مع تركي وراح تركي يراسل رؤساء الأحساء والقطيف يدعوهم للاستسلام وذلك في شوال 1245هـ، آذار/مارس 1830م ، هرب محمد بن عريعر إلى الأحساء ليتحصن فيها هو ورجاله في قصر الكوت، ولما أحس أهل الأحساء بالخطر السعودي تخاذلوا عن مساعدة بني خالد وبايعوا الأمير تركي، وهرب محمد بن عريعر ورجاله للعراق، أقام الأمير تركي في الأحساء والقطيف 40 يوم يحصي ما تركوه بنو خالد من الأموال والذهب والفضة والمزارع وجعلاه في بيت المال، وكما ووضع تركي رجالاً للتصدي لأي هجوم، وبعد أن تمت له السيطرة وفد إليه رؤساء وأعيان مدينة القطيف فبايعوه وأعلنوا له التبعية في ذي الحجة 1245هـ /أيار-حزيران 1830م، كذلك وفد عليه أهل عُمان وأعلنوا ولاءهم، وبذلك تمكنت له السطيرة على سواحل الخليج، قام تركي بتعيين والي للقطيف يسمى عبد الله الغانم قام بتولي وكالة المال والشؤون الحكومية كان تركي بن عبد الله على خلاف أسلافه، أكثر تسامحاً كما تصفه الوثائق البريطانية، فكانت سياسته في القطيف بين الشيعة والسنة مبنية على التسامح؛ وذلك لكسب ولاء السكان واستقرار الوضع.
في عام 1247هـ/1831م قام سكان جزيرة العماير وهم من بني خالد من قطع طرق المؤن عن القطيف فأرسل تركي جيشاً بقيادة ابنه لنجدة والي القطيف عبد الله الغانم، واستطاع فيصل تأديبهم ولكنهم فروا هاربين إلى الدمام التي كانت تخضع لحكم آل خليفة شيوخ البحرين.
في عام 1249هـ قام حكام جزيرة البحرين آل خليفة بإرسال حملات بحرية من أجل ضم القطيف للجزيرة، فشنوا هجوماً على دارين واحتلوها حتى تمكنوا من السيطرة على كامل جزيرة تاروت، فقام عبد الله الغانم بتجهيز سفن لصد هجوم آل خليفة، وأمر أهل سيهات بأن يكونوا على أهبة الاستعداد للتصدي للعدو، وأن يجهزوا سفنهم، وتواعدوا على اللقاء في يوم معين ولكن تأخر أسطول عبد الله الغانم بيوم واحد، فتأخر عن الموعد المتفق عليه مع أهل سيهات فاشتبكوا مع العدو وحدهم فوقعت بينهم خسائر كبيرة، فظنوا أن عبد الله الغانم يريد الإيقاع بهم واتفقوا على الانتقام منه فذهبت منهم جماعة مسلحة للقلعة وهاجموا عبد الله واعتقلوه واقتادوه إلى سيهات وقتلوه، فخافوا من العقاب فقاموا بمراسلة آل خليفة لتسليم البلدة. وعندما علم الأمير تركي بما حدث، أرسل جيشاً بقيادة ابنه فيصل في العام نفسه لتأديب أهل سيهات ومحاربة آل خليفة، فحاصر بلدة المريقيب في غرب سيهات، واستمر القتال مدة طويلة، قتل فيه كثيرين من كلا الطرفين، في هذه الأثناء بلغت فيصل بن تركي أخبار تفيد بأن ابن عمته مشاري بن عبد الرحمن قام باغتيال أبيه واستيلاء الحكم منه، فانسحب من سيهات وذهب إلى نجد لمحاربته وترك البلدة تحت سيطرة عبد الله آل خليفة، فعين الأخير حاكماً عليها ورجع البحرين، ولما علم عبد الله آل خليفة بما حصل من حرب أهلية في نجد، صمم على احتلال كامل القطيف، ولكن حصل بينه وبين بعض أبنائه نزاع داخلي حيث كانوا يحاولون انتزاع الحكم منه، فانشغل بهم في حرب أهلية مما تسبب بضياع سيهات وجزيرة تاروت منه وعدم تمكنه من السيطرة على القطيف.
وكان لعبد الله بن غانم ابن يسمى علي بن غانم يعيش في مسقط، وعندما علم علي بمقتل أبيه ذهب لفيصل بنجد، فعينه خلفاً لمنصب أبيه، ورجع للقطيف ومعه الأمير المداوي ممثل عن الحكومة النجدية فأسكنه أحد قصوره، بعد تغلب فيصل بن تركي على قاتل أبيه مشاري ابن عبد الرحمن، قام في ربيع الآخر1251هـ/آب 1835م بإرسال مئة رجل للقضاء على الاضطرابات بقيادة زويد العبد، فلما وصل قام ببعض العمليات على أثرها تمت له السيطرة على القطيف، وقام زويد بإجراء تعديلات في المناصب الإدارية، ثم وفد والي القطيف علي بن غانم ووالي سيهات علي بن عبد الرحيم إلى الإمام فبايعوه وهكذا دخلت القطيف مجدداً تحت الحكم السعودي. وكان الممثل النجدي المداوي يتعامل حسبما يشاء، ويرتكب أعمال من الظلم والتعسف تجاه المواطنين، مما أثار استياءهم، فاستغل الوضع علي صالح السنان، وكيل بيت المال الذي عينه علي بن غانم، وكانت له مطامح في الرئاسة، فأخذ يحيك الدسائس بينه وبين الممثل النجدي، ففي ذات مرة دعا علي بن غانم في منزله، وأخذ يشكو إليه تصرفات المداوي على مسمع من المداوي نفسه، فأجابه بأنه كتب خطاباً ليعزله، فغضب الأمير على علي بن غانم، وأمر رجاله بقتله خنقاً عندما يزوره كعادته في صباح كل يوم، تحققت أحلام علي السنان، فأخذ الرئاسة، ولكنها لم تطل، حيث أن أجد أقارب القتيل وشووا به لدى الممثل النجدي، فقام بقتله في هجوم على منزله، وترأس بعده كاتبه مهدي بن نصرالله.
أرسل والي مصر محمد علي باشا في عام 1253هـ قوة كبيرة بقيادة خورشيد باشا لاحتلال نجد، فاحتلها تم نفي أميرها فيصل بن تركي بعد محاصرته إلى مصر، وولى في نجد سلطة تمثل حكومته، قام خورشيد باشا بمراسلة حكومة مصر من أجل أن تسمح له بضم الأحساء والقطيف الواقعتان تحت سيطرة عمر بن عفيصان الموالي لفيصل بن تركي، بعد يومين من نفي الأمير فيصل بن تركي، راسل خورشيد باشا أمير الأحساء عمر بن عفيصان ورؤساء الأحساء والقطيف وأعطاهم الأمان وأمرهم بالقدوم إليه، فوافق الرؤساء وذهبوا إلى خورشيد في أواخر شوال 1254هـ/كانون الأول 1839م، فخضعت القطيف تلقائياً دون قتال وذلك لكراهيتم للحروب والمعارك ومعرفتهم التامة بأن خورشيد لابد وأن يسيطر على المنطقة، وبطبيعة الحال تمت له السطيرة على موانئ القطيف وسيهات والعقير حيث حصن فيها قوات مصرية، وقام خورشيد بإجراء تعديلات إدارية فعين أحد السديري أميراً على الأحساء والقطيف، ووضع لجنة برئاسة محمد أفندي لتنظيم الدوائر الحكومية وسن الضرائب وطرق الجباية التي لم تكن موجودة في المنطقة، كما أمر بإحصاء الزرع لتقدير الزكاة عليها.
أمر خورشيد بالإستيلاء على قلعتان في القطيف وتحصين القطيف تحصيناً كاملاً لاتخاذها كقاعدة لتحريك قواته في منطقة الخليج، فطلب من محمد علي باشا أن يرسل له قوة لتعزيز قواته، ولكن رٌفض طلبه، واتجه محمد أفندي يوم الأثنين 21 ذي القعدة 1254هـ/ 5 شباط 1839م للقطيف، وأمر بفتح أبوابها وأمن أهلها، ثم خرج لقلعة عنك التابعة لبدو العماير وبني خالد، فاستولى عليها فرتبها وجهزها، وحصن جنده فيها وهكذا استطاع خورشيد من التخلص من أذى العماير المتكرر لأهل القطيف الذي كان موجوداً منذ عهد تركي بن عبد الله. منذ أن تم نفي فيصل إلى مصر وحتى جلاء القوات المصرية، كان للأمير خالد بن سعود سيادة اسمية على المنطقة فقط، بينما كان خورشيد هو من يدير شؤون المنطقة. أما تعيين الولاة ووكلاء بيت المال، وعزلهم كان يتم من قبل الحكومة في الرياض من قبل خالد بن سعود هذا جعل الرؤساء والأهالي يتقبلونه، فالجانب الأخر لم يكن لدى سكان القطيف قبول بالحكم المصري حسب الوثائق البريطانية.
استعاد السعوديون سيطرتهم تحت حكم خالد بن سعود، بعدما جاءت أوامر من مصر إلى خورشيد بالجلاء والعودة إلى مصر هو وقواته، فبدل خورشيد الإدارة العثمانية إلى إدارة محلية، وترك بعضاً من قواته المصرية مع خالد بن سعود. لم يقبل عبد الله بن ثنيان حكم خالد بن سعود فتمرد عليه.

### المَملَكَةِ العَرَبِيَّةِ السُّعُودِيَّة (1913م-حتى الآن)
في عام 1913م تمكن جيش الملك عبد العزيز آل سعود من دخول الأحساء وأرسل سرية للقطيف. فأقنع زعماء القطيف الوالي التركي بالانسحاب، فانسحب الأتراك ودخل السعوديون سلماً.

#### مرحلة اكتشاف النفط
انتشرت أخبار مؤكدة عن مشاهدة بقع نفط في القطيف، الأمر الذي دفع شركات البترول إلى التسابق في الحصول على امتياز التنقيب بأراضيها، واستطاعت النقابة الشرقية الإنجليزية أن تمسك زمام المبادرة، فانتدبت الميجر هيلمز سنة 1923م ليفاوض الملك عبد العزيز، فتوصل معه إلى اتفاق منح بموجبه حق الامتياز والاستثمار للنقابة الشرقية في شهر مايو 1923م إلا أن النّقابة تخلت عنها لعجزها عن مواصلة الحفر وعدم تمكنها من بيع الامتياز، فألغيت الاتفاقية عام 1928م وبعدها تقدمت عدد من الشركات للحصول على الامتياز، فحصلت سوكال الأمريكية (استندرد اويل اف كاليفورنيا) على قصب السبق، فمنحت امتياز حق التنقيب والإنتاج، وتم الاتفاق في 29 مايو 1933م (4 صفر 1352هـ)، ثم تنازلت عن بعض أسهمها لشركات أمريكية أخرى، لحاجتها إلى المزيد من الأموال الضخمة لإنفاقها في هذا المشروع، فباعت لشركة أكسون 30% وتكساكو 30% وموبيل 10% واحتفظت لنفسها من الأسهم بـ 30%، وبموجب هذا التقسيم تغير اسم الشركة إلى (أرامكو)، أي شركة الزيت العربية الأمريكية.
وقد بدأت أعمال المسح والتنقيب بعد وصول الجيولوجيين إلى جبل الظهران عن طريق الجبيل في 28 سبتمبر 1933م أعقبهم وصول الحفارين في بداية ديسمبر 1934م، ولم تكن التنقيبات في أول الأمر مشجعة بعد حفر عشرة آبار، إلا أن البئر رقم 7، تفجر منها الزيت بكميات تجارية على عمق 4727 قدماً، وكانت نقطة التحول في مستقبل الشركة وحياة المنطقة، واستمر التنقيب فاكتشفت عدة حقول في منطقة الامتياز، وكان أكبرها حقل الغوار وبقيق والسفانية والقطيف.

#### مَرحَلَة مَا قَبلَ عَام 1935م
بعد اكتشاف النفط في القطيف بدأت عمليات تسليك الكهرباء، وشق خطوط الإسفلت، وظهور التطور العمراني قرب الباب الغربي للقلعة المعروف بباب الشمال إذ بدأت القبائل هناك بإنشاء مساكن دائمة لها طلباً للحماية، وكونت هذه كتلاً مستقلة من الأبنية عرفت فيما بعد بضواحي باب الشمال المعروف بالجراري بين زاوية القلعة الجنوبية الغربية وضاحية الكويكب ويبلغ عدد محلاته التجارية 300 محل تقريباً. بالإضافة إلى انتشار الأبنية السكنية على جانبي السوق، فقد ظهرت كتلاً عمرانية إلى جنوبه.

#### أربعينيات القرن العشرين
قامت أرامكو بالتعاون مع الحكومة السعودية بشن حملة للقضاء على مرض الملاريا المنتشر بشكل كبير وذلك بين عامي 1948م و1955م. فبدأت أرامكو بعمل دراسات استقصائية عن الملاريا في المنطقة، فبدأوا يأخذون عينات من كل قرية، وأظهرت النتائج بأن جميع الأطفال الرضع كانوا مصابين، 98-70% من الأطفال كانوا مصابين. وفي مطلع سنة 1948م قبلت الحكومة طلب من أرامكو لعمل برنامج مكافحة الملاريا، فبدأت أرامكو برش القطيف بمادة دي دي تي. وانخفض معدل العدوى للأطفال الرضع من 100% إلى 44%. وانخفض لدى باقي الأطفال من 85% إلى 52%. وبحلول عام 1949م انخفض المعدل إلى 14.4%، و3.3% للأطفال الرضع. واستمر هذا الانخفاض حتى الثلاثة أعوام المقبلة. وعادت حالات الملاريا مجدداً بالارتفاع بحلول عام 1953م لأول مرة منذ بداية مشروع مكافحة الملاريا. وارتفع المعدل أيضاً في السنة المقبلة وذلك لأن البعوض اكتسب مناعة ضد مادة دي دي تي. وتم استخدام مادة دايلدرين عوضاً عنها أدت لنتائج إيجابية، وبحلول عام 1957م سجل معدل العدوى أدنى معدل له 0% لدى الأطفال الرضع.

#### مَرحَلَة عَام 1957م
يلاحظ عدم حدوث أي تطور عمراني جديد في الفترة الواقعة بين 1955- 1957م، ماعدا ارتفاع كثافة المناطق المبنية وذلك لإضافات الغرف للمباني الحالية لسد النقص الناتج بسبب ارتفاع عدد السكان، كما تغيرت هذه الفترة بربط القطيف بشبكة الطرق الموصلة بين مدن المنطقة الشرقية مما دفع المدينة بسرعة نحو عجلة التطور فيما بعد.

#### مَرحَلَة عَام 1965م
نتيجة النمو العمراني السريع في المدينة ولمواجهة الضغط على الناتج عن حركة المرور قام المسؤولون بشق طرقات جديدة انعكست آثارها في:
- إزالة السور القديم للقلعة.
- القضاء على الترابط الوثيق بين أجزاء المدينة التاريخية.
- تحديد اتجاهات التوسيع للمستقبل.[8] كما تميزت هذه المرحلة بالتوسيع العمراني على حساب مزارع النخيل وخاصة الناحية الشمالية من المدينة وظهرت الأبنية على طول الواجة البحرية وفي غربي المدينة، كما امتلأت الفراغات الفاصلة الجديدة، ويمكن القول بأنه في هذه المرحلة بدأت مدينة القطيف باتخاذ شكلها الحالي.[8]

#### مَرحَلَة مَا بَعد عَام 1975م
نتيجة لوقوع القطيف بين المناطق الزراعية غرباً والبحر شرقاً، أخذت في هذه المرحلة بالامتداد من ناحية البحر وبدأت دفن المناطق المتاخمة للسكن وخصوصاً المنطقة التي تقع بين جزيرة تاروت ومدينة القطيف، حتى أن الجزيرة فقدت طابعها كجزيرة نظراً لاتصالها بالمدينة.
تأسست محافظة القطيف مع قدوم الحكم السعودي سنة 1331هـ  وصدر رسمياً تعيين محافظة القطيف وتحديد مدنها وقراها عن نظام المناطق بالأمر الملكي رقم أ/92 في 27/8/1412هـ والمعدل بالأمر الملكي رقم أ/21 في 30/3/1414هـ الذي يقسم المملكة العربية السعودية إلى ثلاث عشرة منطقة. وتنقسم المنطقة الإدارية إلى إمارة وعدد من المحافظات.

## الآثار والمواقع التاريخية
وُجِد على مقربة من القطيف آثار قرى كانت عامرة ومزارع واسعة، مما يدل على أنها كانت غير ما كانت عليه الآن، وأنها كانت عامرة آهلة بالسكان، وقد عُثر على آثار مدفونة خلال الحفريات أثناء مدّ خطوط أنابيب البترول، فكلّما حفروا بقعة في هذه المنطقة وجدوا خرائب مدفونة تحت الرمال، وأحياناً تكون بارزة على سطح الأرض، كما يشاهد قطع نقود وبقايا أوانٍ فخّارية قديمة منتثرة هناك.

### آثار عهد العبيد (4,500 ق.م)
اكتشفت البعثة الدنماركية في طبقات تل تاروت تركة أثرية، تمثل رؤوس سهام وكسراً حجرية كالسكاكين والمكاشط و200 كسرة فخارية تتميز بأنها من النوع الخفيف الأصفر المُخضّر، والمزينة بأشكال هندسية ذات لون بني غامق. وقد تبين من هذه الدراسة التي قامت بها البعثة بأن هذا الفخار ينتمي إلى عصر حضارة العبيد قرابة 4,500 ق. م.

### آثار عهد الباربار (3,000 ق.م)
اكتشفت البعثة الدنماركية أبنية متكوّنة من أربع طبقات سكنية تتألف جدرانها من كتل حجرية مربعة الشكل، وعثرت أيضاً على بئر عميق يحتوي على مياه عذبة تنصرف إلى حوض كبير واسع من الأحجار الطبيعية، وعلى كسر فخارية على سطح تل تاروت، وقد أظهرت دراسة الفخار بأن هذه الكسر تنتمي إلى حضارة باربار قرابة 3,000 ق. م، كما دلت الأحافير في الطبقات السفلى على أن هذا الفخار الموجود فيها ينتمي إلى فترة مبكرة أقدم من عصر باربار.

### آثار الدولة الساسانية (227م)
من آثار الساسانيين في القطيف ما يعرف ببيت أردشير التي سميت فيما بعد بمدينة الخط، وقد كان الفرس يطلقون على مدينة الخط ببيت أردشير، وكان للنساطرة فيها كنائس ذكر من أساقفتها إسحاق سنة 576م وشاهين سنة 676م.
كما عثر على بقايا ساسانية في جزيرة تاروت، وكشف تنقيب قبو قرابة عام 1965م ختمين منبسطين ساسانيين، والختم الأول منهما قرص مستوٍ رقيق من الكوارتز البرتقالي شبه شفاف، يُشاهد عليه حيوان له أربعة أرجل وكفل مستدير، رجله اليسرى مرفوعة، محاطة بإطار من الخطوط الرفيعة. أما الختم الثاني فمصنوع من الكوارتز الأخضر الرمادي غير الشفاف الذي يشبه شكله نصف كرة منتفخة قليلاً فيها ثقب صغير في وسطها، ويُرى أرنب بارز الأذنان، مستدير الكفل قصير الذنب، ورجله الخلفية مثنية. وعُثر على قطعتي جص، يُرى على الأولى منهما قسم من ورقة عدسية الشكل وخمس أزهار زنبق بارزة عريضة، وطائر يطير، كلها مصفوفة جانبياًَ، ويبلغ عرض أعلاها 5.17 سم وأعلى ارتفاع لها 5.21 سم، و19 سم في طرفها السفلي، وقد زخرفت بكبش مضجع ثنيت رقبته دائرياً لكي يتجه رأسه إلى الوراء. وله قرون قصيرة منحنية، ويستقر ذنبه على كفلته. ويذكر بغنم الألية الشائع جداً عند بدو جزيرة العرب الشرقية ويمكن رؤية بقايا زخرفة الأزهار فوق رأس الكبش، ويحاط كامل بدنه بخط شاقولي من الجهة اليمنى والسفلى، ويمكن العثور على موازيات للقطعتين في القصور الساسانية في كيس وطيسفون وشال ترخان. وعُثر أيضاً في تاروت على كنز من الدراهم الساسانية عام 1983م. وكل تلك الموجودات تبين مدى السيطرة الساسانية على القطيف في تلك الحقبة الزمنية.
أقام الساسانيون موانئ بحرية في الخليج العربي ووضعوا فيها سفناً لحماية حدودهم الجنوبية الواقعة على الخليج من التعرض للغزو وأقام أردشير الأول عدة موانئ بحرية ونهرية لهذا الغرض، ويُعتقد أن دارين هي أحد تلك الموانى التي أنشأها الساسانيون، كما أنشأوا فيها الكنائس النسطورية.

### زارة القطيف
الزارة أو زارة القطيف هي بلدة أثرية من قرى القطيف القديمة تقع شمال بلدة العوامية. ضُمَّت الزارة قديماً إلى اتخاذها عاصمة بلاد البحرين القديمة وحاضرة الخط طيلة العصر الجاهلي وحتى العصور الإسلامية الأولى. الموقع مسجّل رسمياً كموقع أثري في المملكة عام 1975م، ضمن عمليات مسح شملت مواقع مختلفة في محافظة القطيف وذكرت مديرية المياه في المنطقة الشرقية أن الحي «مدرج ضمن مشروع الدراسات الأولية والتصاميم النهائية لتطوير وتوسعة مرافق المياه والصرف الصحي في محافظة القطيف وقراها ومراكزها. وبعد استكمال الدراسة سوف يكون مشروع الصرف الصحي معداً للطرح على ضوء الاعتمادات المالية اللازمة».
تقع بلدة الزارة على واحدٍ من منحنيات الطريق القديم الذي يربط مدينة الدمام برأس تنورة مارّاً بسيهات والقطيف وصفوى، وعند مدخل بلدة العوامية. ويُعتقد أن منطقة الزارة التاريخية تمتد لمسافات متباعدة تفوق في بعض جوانبها ال20 كيلومتراً؛ وذلك لنوعية الفخار الملقى على الأرض من دون أن تسور بعض مناطقها، كالموقع الأثري الواقع غرب مساكن بلدة العوامية.
أكدت مصادر تاريخية أن موقع قرية الزارة التاريخية هو في بلاد البحرين. فجاء في معجم البلدان لياقوت الحموي أن «الزارة قرية كبيرة بالبحرين وفيها مرزبان الزارة». وفي القاموس المحيط ل‍لفيروزآبادي: «الزارة بالبحرين وبها عين معروفة». وفي كتاب البلدان للحازمي "قال الأزهري: «عين الزارة بالبحرين معروفة، الزارة قرية كبيرة وكان مرزبان الزارة منها». وقد ذكرها ابن خرداذبة في كتابه المسالك والممالك بأنها من قرى البحرين. وقد خلص حمد الجاسر في تحقيقه لموقعها على أن موقعها هو موقع قرية العوامية وأنها في الأصل محلة من محلاتها. وجاء في كثير من أوصاف المؤرخين أنها كانت مدينة ساحلية، وأن بها فرضة (ميناء). ذكر المسعودي بأنها تقع على ساحل بحر فارس. ورد في كتاب المناسك أنها «فرضة من فرض البحر. أكثر غلتها النخل والسمك». وأخيراً، يرى مؤرخون أن مدينة الزارة كانت تشمل على مساحة واسعة من الأراضي التي تشكل الآن أغلب مساحة العوامية.
لا يزال في مدينة العوامية حي صغير يدعى بفريق الزارة نسبةً إلى القرية ذاتها. ويتكون من مجموعة من البيوت التي تقع في الناحية الجنوبية الشرقية من المدينة. تحيط بالحي مجموعة من بساتين النخيل، ذكر في صكوك ملكيتها القديمة أنها تقع في أرض الزارة. كما لاتزال في هذا الحي عين تعرف بعين الزارة أو عين الحريف.
وصفها الشيخ حمد الجاسر قائلاً: «الزأرة، اسم بلدة من أقدم مدن الخط، عرفت ابان ظهور الإسلام، وجُهل تاريخها قبل ذلك، وكانت مقر والي البحرين من قبل الفرس حين كان نفوذهم ممتداً إلى هذه البلاد في العهد الجاهلي» أما المؤرخ محمد سعيد المسلم، فقال عنها أنها: «مدينة مشهورة في التاريخ الإسلامي وكانت حاضرة القطيف وكانت تقع بالقرب من العوامية، وقد خربها أبو سعيد الجنابي نكاية بأهل القطيف المعارضين لحكمه ومبادئه». برز اسم الزارة ضمن مجموعة من الأحداث البارزة في التاريخ الإسلام، كحركتي الردّة والقرامطة. ونقل المؤرخون أن الزارة تعرضت إلى عدوان انتقامي شنّه القرامطة، حيث نقل أنها: «دمّرت تماماً وبقيت خراباً، ثم صارت نخيلاً وأشجاراً وأنهاراً تبعاً للعوامية».
اكتسبت مدينة الزارة أهمية إستراتيجية واقتصادية بالغة. فمن الناحية الإستراتيجية كانت الزارة قاعدة الخط وحُماها وأهم الفرض بها. وقبل كل ذلك كانت عاصمة بلاد البحرين إذ كان يوجد بها مقر ولاة البحرين من قبل الفرس حين كان نفوذهم ممتداً إلى إقليم البحرين في العهد الجاهلي.
يستدل مؤرخون على الكتاب الذي أرسله النبي محمد إلى المنذر من ساوى على أنها عاصمة البحرين حيث أن المنذر بن ساوى «يمثل أهالي اقليم البحرين وأن تمثيله لهم يوضح بأنه زعيم الإقليم وأن زعيم الإقليم لا يمكن أن يكون إلا في عاصمة الإقليم وهي الزارة» وقد أستمر اتخاذ الزارة لولاة البحرين حتى وقت تدميرها في نهاية القرن الثالث الهجري. كانت الزارة تمثل بالنسبة للفرس مركزاً إدارياً هاماً وقاعدة بحرية يشرف منها المزربان على الأسطول الفارسي الذي كان له يداً في مياه الخليج آنذاك. وفي بعض الفترات التاريخية كان نفوذ مزربان الزارة يشمل حتى المدينة ومنطقة تهامة.
إشراف مدينة الزارة على ساحل الخليج العربي أوجد فيها ميناءاً تجارياً كبيراً يعد أهم الموانئ في المنطقة حيث كانت تفد منه وإليه جميع أنواع السفن التجارية محملةً بالبضائع من أهم المناطق التجارية آنذاك. هذا إضافة إلى اتصالها بخطوط التجارة البرية. والزارة كبقية أنحاء إقليم البحرين كانت تتمتع برخاء اقتصادي. إذ كان يرتكز اقتصادها على تجارة التمور والأسماك، إضافة إلى تجارة اللؤلؤ الذي اشتهرت به القطيف. كما عُرفت فيها بعض الصناعات المزدهرة مثل صناعة الرماح الخطية. كان للزارة تحصينات جعلت باحثين يعتقدون أ، ها كانت أقوى مدينة في المنطقة. إذ كان يقال: «حُمى قطيف الخط أو حمى فدك». كما أن صمود الزارة كان طويلاً أمام حصار القرامطة هو الذي حدا بهم إلى حرقها وتدميرها بعد استسلامها.

### مقبرة هلنستية
في عام 1966م كان السكان المحليون يستخرجون الحجارة من تل تاروت، فوُجد أن الموقع كان يمثل موقع مقبرة كبيرة في العهد الهلنستي. وبشكل مشابه لتلال مدافن جانسون في البحرين، كانت المقبرة تشتمل على عدد من قبور النواويس المصنوعة من الجص الخام، ولما كانت هذه النواويس منقورة ومكشوفة فقد كان الأهالي يجمعون محتوياتها وتوحي لقى مميزة عديدة بتاريخ هذه القبور، وتتضمن صحون السمك المصقولة، ومسلة دفن صغيرة ذات أبعاد 9×29×42 سم مزخرف بوردة ويحمل نصًا يونانياً هو الوحيد المعروف حتى الآن في المنطقة الشرقية، وكان نص النقش «حبيب أيل نومات. تحيات». وعُثر كذلك في المنطقة نفسها بين الأنقاض على مسلات شواهد قبور كثيرة من حجر الفرش أو الصخر البحري تُمثل رأسًا بيضاويًا بأعلى بدن نصف أسطواني، في أسفله وتد يُثَبّت في داخل قاعدة من الحجر، كما عُثر على زوج من أوعية فخارية صغيرة ذات حافة مستقيمة ولها صنبور، ومجموعة مؤلفة من خمسة أكواب صغيرة صفراء برتقالية ذات حافة ملتوية.

### كنيسة مسيحية
ذكر المستشرق دانيال بوتس أن النصارى وجدوا شرق جزيرة العرب سنة 224م حسب حوليات أربلا وكانت منطقة الخط تعرف في المصادر السريانية باسم حطا وكانت مقر أسقف نسطوري كما يشير أن الأسقف بولس عين لجزيرتي أرداي وتودورو (دارين وتاروت)، وذلك في منتصف القرن الرابع الميلادي، وتعتبر أهم الوثائق المتعلقة بالطوائف النسطورية في جزيرة العرب الشرقية في هذا الوقت رسالة حررها الجاثيلق أيشوعيهب الأول إلى يعقوب أسقف دارين ما بين عامي 584-585م، وحين سيطر جنود عبد العزيز بن محمد آل سعود عام 1206 هـ، على القطيف، أزالوا الكنائس فيها.

## الأَعرَاق والأَنسَاب
بدأت القبائل العربية في منتصف القرن الثاني الميلادي هجرتها إلى البحرين عندما كثرت قبائل العرب في بلاد تهامة. بعد أن فرقتهم الحروب التي وقعت بينهم، نزلت قبائل منهم البحرين. من أبرزها، جماعة من الأزد الذين نزلوها في عهد عمران بن عمرو من بني عامر، وهو ماء السماء بن حارثة وهو الغطريف بن ثعلبة بن امرئ القيس بن مازن بن الأزد. ومن القبائل العربية التي هاجرت إلى البحرين أيضاً، قبائل تنوخ، وعبد القيس، وأزد عمان، وبكر بن وائل، وتميم، وعناصر مبعدة من تغلب. كانت السيادة والزعامة في المنطقة لأقوى القبائل. وذُكر أيضاً أن زمن انتقال القبائل العربية إلى إقليم البحرين وتحالفهم وتعاقدهم كان في زمن ملوك الطوائف الذين ملكهم الاسكندر، وفرّق البلدان بينهم عند قتله دارا بن دارا ملك الفرس، إلى أن ظهر أردشير بن بابك ملك فارس على ملوك الطوائف. ومن زعماء القبائل المهاجرة من تهامة إلى البحرين: مالك وعمرو ابنا فَهْم بن تيم الله بن أسد بن وَبرَ بن تَغْلب بن حُلوان بن عمران بن الحافِ بن قضاعة، ومالك بن زهير بن عمرو بن فهم بن تيم الله بن أسد بن وبرة، في جماعة قومهم، والحيقار بن الحيق بن عمير بن قنص بن معد بن عدنان. ولحق بهم غطفان بن عمرو بن الطمثان بن عوذ مناة بن يقدم بن أفصى بن دعمي بن إياد بن نزار بن معد بن عدنان، وزهير بن الحارث بن الشلل بن زهر بن إياد وصبح بن صبيح بن الحارث بن أفصى بن دعمي بن إياد. فاجتمعوا في البحرين وتحالفوا على قبيلة التنوخ.
يُعتقد أن قبيلةَ بني تميم من أوائل القبائل التي سكنت البحرين في القرن الثالث الميلادي وإحدى أهم القبائل التي تصدت لسابور الساساني الذي هاجم بلاد البحرين. كانت إياد أول قبيلة خرجت من تهامة إلى البحرين، وكانت تقيم في تهامة مع القبائل العربية حتى وقعت بينهم حرب فتظاهرت مضر وربيعة على إياد حتى خرجت من تهامة. ومن بعد ذلك، سكنت القبائل العربية من حلف كندة إقليم هجر في القرن الرابع قبل الميلاد. وهي قبيلة قحطانية تنسب إلى ثور بن عفير بن عدي بن الحارث بن مرة بن أدد بن يشجب بن زيد بن عريب بن زيد بن كهلان بن سبأ. ثم انتقلت إلى حضرموت بعد أن أجلت عن البحرين وحصنها المشقر وغمر ذي كنده في الجاهلية بعد قتل ابن الجون، وقيل أن الذي نقل منهم عن هذه البلاد إلى حضرموت نيفاً وثلاثين ألفاً. ويُرجّح أن القبائل من بعد حلف كنده لم تستطع الاستيطان مرة أخرى في البحرين حتى بداية القرن الأول الميلادي المتأخر، أو بداية القرن الثاني الميلادي.
قبل هجرة قبائل تنوخ، كانت قبائل النبط هي القبائل الحاكمة في إقليم البحرين، إذ يقال: «أن أهل البحرين نبط استعربوا». عندما قدمت قبائل قضاعة نحو البحرين، ووردوا هجراً، فأجلوا ساكني مقام قوم النبط عنها تذكر بنت زهير: «سعف وإهان، وتمر وألبان، خير من الهوان». وقالت أيضاً:
قبيلة عبد القيس من القبائل البارزة التي استوطنت محافظة القطيف. كانت تقطن تهامة ثم خرجت إلى البحرين بعد الحرب بين أبناء ربيعة من بني قاسط وبني عبد القيس. وخرج معها أيضاً قبيلتي بكر بن وائل وتميم. فلما نزلت قبيلة عبد القيس البحرين زاحمت تلك القبائل وقاسمتهم المواطن وقطنت أغلب مناطق إقليم البحرين، وقطنت نُكرة بن لُكيز بن أفصى بن عبد القيس القطيف وما حولها.
استمرت زعامة قبيلة قضاعة حتى ارتحال قبيلة عبد القيس إلى المنطقة. قال في ذلك مالك بن زهير:
من القبائل اليمنية التي نزحت من اليمن إبان انهيار سد مأرب، قبيلة الأزد. التي استمرت زعامتها حتى قدوم قبيلة عبد القيس إلى المنطقة. فبعد أن بعثت قبيلة عبد القيس وفداً إلى المنطقة، ضموا من بها من قبيلتي إياد والأزد وشدوا خيلهم بكرانيف النخل، فقالت قبيلة إياد: «أترضون أن توثق عبد القيس خيلها بنخلكم؟» فقال قائل: «عرف النخل أهله، فذهبت مثلاً». وقد كانت قريتي الزارة وأفان من قرى قبيلة الأزد في القطيف. قال الفرزدق وهو يمدح عمر بن هبيرة:
تتضمن القائمة الآتية أبرز القبائل التي استوطنت القطيف:
- تغلب بن وائل.
- بنو شيبان.
- بنو سليم.
- بنو عقيل.
- بنو خالد.
- الرشايدة، في أم الساهك.[96]
- القحاطين، في أم الساهك.[97]
- السبعان، في أم الساهك.[97]
- الهواجر، في مدينة حزم صفوى.[98]
- المهاشير.

## التَّقسِيمَات الإِدَارِيَّة
تتألف المحافظة من 4 مدن رئيسة: صفوى، ومدينة القطيف، وعنك، وسيهات. وجزيرتان تقعا في خليج تاروت وهما: جزيرة تاروت، وجزيرة سوق السمك وهي جزيرة اصطناعية تبلغ مساحتها 0.12 كلم تأسست عام 2009م. وعدة قرى وبلدات.
تظهر محافظة القطيف على الخريطة كأشرطة خضراء تمتد على طول ساحل خليج تاروت من الجنوب إلى الشمال، يتخلل هذه الأشرطة الخضراء كتل بيضاء تارةً تقترب من الشاطئ وتارة متناثرة في وسطه، ويظهر جزء منفصل منه وأجزاء أخرى صغيرة متفرقة. الشريط الأخضر الذي يظهر في هذه الصور هو بساتين وعيون ومزارع القطيف، وأما البقع البيضاء فهي مدنها وقراها، تقع فيها سيهات على الساحل في الطرف الجنوبي، تليها عنك، ثم مدينة القطيف، وأخيراً صفوى وهي جزء منفصل عن الشريط، تفصلها سبخة صفوى.
وتتوزع حوالي 19 قرية على أنحاء مختلفة من المحافظة: غرباً حيث تقع الجش والتي تمثل البوابة الغربية لمحافظة القطيف وتتصل مباشرة بطريق الظهران-الجبيل السريع، وإلى جانبها الأوجام، والملاحة، تتليها قرية أم الحمام، وإلى الشمال الغربي من المحافظة قرية الجارودية التي تقع على مرتفع من الجبل الصلد، وقرية الخويلدية، وحلة محيش، والبحاري، والقديح، والتوبي، والعوامية، والنابية، وتقع إلى الغرب بعض الواحات الصغيرة كأم الساهك وأبو معن والدريدي ومشعاب وغيرها، وتحوي جزيرة تاروت على 5 قرى: الديرة أحد أقدم بؤر الاستيطان في الجزيرة العربية حيث يعود تاريخها إلى 3 آلاف سنة قبل الميلاد وتقع بها قلعة تاروت، ودارين ويقع بها ميناء دارين، وسنابس، والربيعية، والزور، والمناخ، إضافة إلى 9 أحياء وهي تركيا، وتركيا الصناعية، والمحدود، والشاطئ، المحيسنيات، والمشاري، والمنيرة، والرضا.

## الجغرافيا والموقع
تقع واحة القطيف في المنطقة الشرقية من المملكة العربية السعودية على خط طول 50 درجة شرقاً ودائرة عرض 26 درجة و32 دقيقة شمالاً، وتمتد على الساحل الغربي من خليج كيبوس المتفرع من الخليج العربي، المعروف أيضاً بمسمى خليج تاروت أو خليج القطيف. يحدها شرقاً مياه الخليج العربي، وشمالاً وغرباً صحراء البياض. وتبعد حوالي 20 كيلومتراً عن مدينة الدمام عاصمة المنطقة الشرقية. كانت مدينة القطيف القديمة تبعد عن الساحل مسافة 1.6 كم كما يذكر المسعودي، وقد ذكرها ياقوت في معجمه فوصفها بأنها مدينة بالبحرين. تمتاز القطيف بموقع جغرافي إستراتيجي، إذ تقع في منتصف الخليج بين العراق وعمان وهي تتمة لما يطلع عليه المؤرخون والجغرافيون بالمثلث الزراعي (القطيف-البحرين-الأحساء) وتتمة للمثلث الملاحي (القطيف-البحرين-قطر) ومثلث شمال الخليج (الأحساء-القطيف-البصرة)، وموقعها الملاحي وإنتاجها الزراعي جعلا منها موقعاً مهماً، فهي كثيرة المدن الساحلية ومتعددة الموانئ فيها إلى جانب المدن الداخلية المنتشرة بين غابات النخيل، وفي عصر الإسلام كان اقتصادها قوياً ومتيناً وكانت من المناطق المعروفة في مجال الاقتصاد والثقافة.

## التضاريس والجيولوجيا
يحد القطيف من الشرق والجنوب مياه الخليج العربي الذي تنبع بعض عيون المياه العذبة من قاعه، بينما تحيطها من الغرب والشمال صحراء الدهناء وهضابها الرملية وتتكون الصحاري المحيطة لواحة القطيف من تلال رملية صفراء غالباً ما يصل ارتفاعها إلى عشرات الأمتار وتأخذ شكل حدوة الفرس، وتقع على شاطئ منخفض مطل على الخليج العربي، يزيد ارتفاعه غير المنتظم عن ثلاثة أمتار فوق مياه المد المرتفعة، وتكثر الشعب المرجانية في شواطئها المتعرجة، ويتخللها خليج تاروت الذي تقع عليه جزيرة تاروت، ولا يصلح لرسو السفن الكبيرة التي يزيد غاطسها على مترين (6 أقدام)، حتى في حالة المد. وتبدأ أراضي الواحة بالارتفاع تدريجياً باتجاه الداخل حتى تصل إلى ارتفاع ما بين 10 إلى 20 متر فوق سطح البحر على عمق 4 كم من الشاطئ. يأتي المد والجزر على سواحلها مرتين في اليوم، ويبلغ أقصى ارتفاعه مرتين كل شهر قمري، في أول الشهر وفي منتصفه، حتى يحاذي الساحل على ارتفاع 3 متر، وإذا كان وقت الجزر تتحول الأراضي البحرية المليئة بالوحل إلى مزرعة مليئة بالنباتات، وفيما سبق كانت أيام الجزر تصنع طريقاً برياً يربط بين جزيرة تاروت والقطيف، وتنتشر الشعب الصخرية في البحر لمسافة 16 كيلومتر (10 أميال).
و تنتشر بروزات الصخور عبر الواحة، وهي البروزات الوحيدة في أرض منبسطة بشكل عام، وترتفع هذه البروزات بين 1 إلى 2 متر فوق سطح التربة وعادة تشكل هذه قاعدة لنمو القرى في الواحة. وتبرز الطبقة الصخرية في بعض المواقع على شكل هضبات صغيرة، وأحياناً تستوي مع سطح الأرض، أما في الناحية الغربية فتندمج تربتها برمال صحراء البياض. تعتبر المنطقة الشرقية منطقة مستقرة جيولوجياً ولا يذكر التاريخ عن أي هزة أرضية خطيرة وقعت بها، تربة واحة القطيف بشكل عام تربة زراعية خصبة لا يزيد عمقها عن بضعة أمتار، تتألف من مواد رملية سمراء وطين الغرين وفي بعض المناطق تكون رملية. يقع أسفل طبقات التربة أحجار جيريّة دولوميتية تخزن المياه الجوفية وتبرز في بعض مواضع الطبقة الصخرية. وتتوفر المياه الجوفية بعمق بين متر إلى مترين تحت سطح الأرض، وتعزى كثرة المياه إلى كثرة عدد الآبار الارتوازية التي حفرت بدون مراقلة مما أدى إلى تسرب الماء من طبقات الصخر الإسفنجية العمية المشبعة بالماء إلى سطح الأرض.
وتلتقي على صعيد هذه المنطقة المظاهرُ الطبيعية الثلاثة: البحر والجبل والصحراء، فمِن الشرق والجنوب تكتنفها مياه الخليج، ومن الغرب والشمال تحتضنها رمال الصحراء بهضباتها الرملية، ومن الجنوب تنتثر قمم جبل الظهران.

### جبل القرين
جبل القرين (باللهجة المحلية: جَبلْ لُگرين) هو مرتفع جبلي يقع شمال غرب سيهات، بمحافظة القطيف. يبعد الجبل عن مركز مدينة سيهات حوالي 3 كيلومترات وهو مسور بشبك حديدي. أطلق على الجبل في الماضي «المريقبات». ويرى مؤرخون أن أصل تسميته بالقرين هو «القرن». والقرن هو ما اعتادت العرب تسميته على الجبل المنفصل عن بقية الجبال. ولصغر حجم جبل القرين فقد تم تصغير «قرن» إلى «قرين» فأخذ مسماه الحالي. بينما يرى آخرون أنه سمي بذلك نسبة إلى القرية الواقع فيها في مدينة سيهات والتي تعد عبارة عن مجموعة قرى من ضمنها قرية القرين. يرتفع جبل القرين 40 قدماً عن مستوى المنطقة الزراعية المحيطة به. يحده شرقا من جهة البحر مزرعة للدواجن ومن الغرب منشئة صناعيّة ويطل على الناحية الجنوبية بالطريق المؤدي غرباً إلي طريق الدمام-الجبيل السريع.
استخدم جبل القرين في زمن المستكشفين الأوائل كموقع للمسح الأرضي وكذلك وضع في قمته سارية علم من قبل فريق استكشافي قديماً. يغطي جبل القرين أعشاب متفرقة أما قمته الحجرية فتأتي على شكل الحرف (S) منحنية بمقدار 280 قدم من الجنوب الغربي إلى الجنوب الشرقي.
يظهر الجزء الصغري بسمك 15 قدم من ناحية الطرف الجنوبي وينحدر بميلان بمقدار 30 درجة غرباً وهي عبارة عن أجزاء صخرية غير متصلة منحدرة نحو الجنوب الغربي بشكل غير متوازي وتدل الثقوب في الجهات الخارجية من الصخر على مدى التأثر بعوامل التعرية الطبيعية.

### جبل القوم
جبل القوم أو جبل قوم أو جبل قم هو مرتفع جبلي يقع غرب العوامية. يُعد جبل قوم موقعاً أثرياً مسُجلاً لدى الهيئة العامة للسياحة والآثار في المنطقة الشرقية. يمتاز سطح بلدة العوامية التي يقع فيها جبل القوم باستوائه وانحداره النسبي باتجاه البحر، مع وجود سلسلة من التلال الرملية جهة الغرب. يندرج جبل القوم ضمن الهضاب الصغيرة ذات الصخور الرسوبية المتواجدة في تلك المنطقة مع جبل جبيلات. احتمى أهالي العوامية بجبل القوم عند هجمات البدو، وغيرها من جبال كأمثال المحيطة بسوق الجبلة وسوق السكة وسوق الحرية. شهد جبل قوم أول لقاء بين الملك عبد العزيز بن عبد الرحمن آل سعود وأهالي القطيف بعد توحيد المملكة. وأقام الأهالي مأدبة غداء له في هذا المكان الذي جمع عددا من وجهاء وأهالي المحافظة مع الملك وتم خلال اللقاء وضع الكثير من المرتكزات للقطيف.

### جبل الحريف
جبل الحريف أو جبل الحريث هو مرتفع جبلي يقع في القديح، بمحافظة القطيف. نُسف هذا جبل الحريف بالديناميت عام 1369هـ ليستفاد من صخوره في ردم الطريق بين حاضرة القطيف وجزيرة تاروت. الجبل اتخذ شكل الهضبة المسطحة المرتفعة قليلاً عما حولها، وهي مستطيلة الشكل يبلغ طولها من الشمال إلى الجنوب 110 أمتار تقريباً، وأقصى عرض لها من الشرق إلى الغرب 70 متراً أما ارتفاعها فلم يكن يتجاوز 5 أمتار عما حولها، وقد كُسحت هذه الهضبة في الثمانينيات. بُني على موقعها الحالي مركز فقر الدم المنجلي بالقطيف. ويقع جبل الحريف عند نهاية سبخة العوامية الأصلية.
يتكون جبل الحريف من كتلتين صخريتين يشقهما طريق ضيق يوصل إلى العوامية. ويضم الجبل عدة مناطق وأحياء محلية تُسمَّى بريَّة الحريف وهي تقع إلى الجنوب من أرض الزارة بـ100 متر، وتتضمن عدة معالم، منها: عين الزارة أو عين جبل الحريف أو عين الحريف. ومسجد الحريف.

## الموارد المائية
تقع واحة القطيف على منطقة نفطية تمتد من الشمال إلى الجنوب، ويُعرف هذا الحقل باسم حقل القطيف، واشتهرت القطيف بكثرة عيونها الجوفية والينابيع والطبقات التي تختزن الماء، ويبلغ عدد هذه العيون إلى أكثر من 150 عين، بينما تُرجح آراء أخرى أنها تزيد عن 350 عين تتوزع على مدن وقرى الواحة، ومن العيون ما قل ماؤها ومنها من جف بسبب سحب النفط المستمر ومنها مازال جارياً بشكل طبيعي. وقد احتفظت هذه العيون بأسماء خاصة أطلقها عليها الأهالي إما لموقعها أو نسبةً إلى شخصٍ ما أو لاشتهارها وتميزها بميزة عن غيرها، ومن أشهر عيون القطيف:
- عين الربيانة
- عين المصونة
- عين المنصوري
- عين الطيبة
- عين المحارق
- عين الديسمية
- عين اللبنانية
- عين الزارة
- عين الخضيرة
- عين الدبابية
- عين الشويكة
- عين ميالة
- عين الكويتي
- عين الصفار
- عين العودة

### حمام أبو لوزة
حمامُ أَبُو لوزَة (الصحيح نحويّاً: حمامُ أبي لوزة) هو حمَّامٌ أثري ذو مياه كبريتية معدنية، يقع في قرية البحاري. أُقيم الحمام بالقرب من عين أبي لوزة التي كان يُستشفى بمياهها لعلاج الأمراض الجلدية وآلام المفاصل. غالباً من كان يرتاد الحمّام هم الطواويش وأهالي قلعة القطيف والّذين كان أغلبهم تُجّار وذوي مكانة في المنطقة.
يقع حمام أبي لوزة في الوقت الحالي تحت مسؤولية الهيئة العامة للسياحة والتراث الوطني التي أحاطته بسياج سلكي، وأقفلته، وأوكلت مهمة الإشراف عليه إلى متطوّع من أهالي المنطقة تكفـّل بالعناية به؛ وبالرغم من ذلك فإنه يُواجه خطر التّصدعات والتشققات، وتراكم الأنقاض عليه، ونضوب عين ماؤه، وإقفاله في أوجه الزائرين والسّياح. لم تنضب عين أبي لوزة إلا في الثمانينيات، وهذا يعني تأخرها في النضوب عن سائر العيون التي نضبت في المحافظة. وقبل ذلك كان منسوب المياه في عين الحمام يصل إلى 3 أمتار.

### عين الكعيبة
عين الكعيبة هي عين مائية مُسوَّرة احتضنت الحجر الأسود بعد أن أحضره أبو طاهر الجنابي من المسجد الحرام. تقع العين شرق السعودية في محافظة القطيف، شمال شرق بلدة الجش. العين ارتوازية عُرفت لسقيها البساتين حولها والبساتين الواقعة شمال غرب مدينة سيهات، إلا أنها جفت. انتشرت العديد من الفخاريات حول العين وداخلها. تعود طريقة تشذيب حجارة البناء المستخدمة في بناء الجدار السفلي للعين إلى فترة قبيل الإسلام والفترة الإسلامية. في عام 2012م انجرفت العين بفعل جرَّافة لإحد المقاولين بعد أن تهاوى جزء كبير من جدرانها.

### عين طيبة
عين طيبة أو عين الطيبة هي ينبوع مائي ببلدة العوّامية. يعود تاريخ العين لآلاف السنين، وقد كانت مضرب المثل في مياهها وقوة دفقها. تعتبر عين الطيبة من أكبر العيون في محافظة القطيف مساحة وتدفقاً للمياه، حيث يصل طول فوّهة العين إلى 20 متراً وهي من أواخر العيون التي نضب ماؤها، فيما لا تزال تحافظ على شكلها الطبيعي الذي صمد حتى بعد نضوب الماء؛ حيث يشكل تنور العين تجويفاً عميقاً يفوق 10 أمتار.

### عين الصدرية
عين الصدرية هي إحدى عيون واحة القطيف، كان يضرب بها المثل في حرارة مياهها وقوة اندفاعها فعلى الرغم من وجودها جنوب غرب العوامية منطقة النخيل بسيحة القديح الا إنها تسقي عشرات البساتين التي تبعد بضع كيلومترات من موقعها، كانت من أشهر العيون وأقواهم لسقي النخيل والبساتين حيث كانت تسقي عشرات البساتين. ولكن في وقتنا الحالي فهي خالية من الماء وهو حالها وحال أكثر العيون الجوفية المشهورة في واحة القطيف فبعضها اندثرت وبعضها جفت من الماء تماماً والقليل منها لازالت تسقي البساتين. تتميز عين الصدرية بسورها المرتفع، إضافة لوضوح تشكيلها الداخلي الذي لم يتغير كثيراً رغم تهدُّم جزء كبير من سورها وتعرضها لزحف الرمال، فالطبقات المكونة للعين والفتحات التي كانت المياه تمر من خلالها لتسقي مساحات كبيرة من مزارع المنطقة، إضافة إلى امتداد القاع المعروف بالتنور وكان الماء يتدفق بغزارة.

### عين داروش
عين داروش أو عين الصفا أو عين محلم أو عين داريوس أو العين هي منبع مائي يقع بصفوى، اشتهرت بعذوبة مياهها التي تدفقت قديماً بغزارة عبر سبعة جداول تروي واحة صفوى البالغ تعداد نخيلها آنذاك 50 ألفاً. والأنهر التي كانت تتفرع منها تسمى بالقميح الذي كان يتجه نحو الشمال حيث نخيل الزعافرينيات والصبيبحات ومن بعدها حارة بارزان وقد اندثر بشكل كلي في أواخر السبعينيات الميلادية. والعوسيي المتجه نحو الشرق وكان يسقي النخيل التي يمر بها وينتهي مجراه في البحر والمضر وهو يتجه إلى الجنوب من صفوى بالإضافة إلى نهر السليسل. وقد كان يمتد من العين سبع سواق تروي النخيل والمواشي، وكانت حمّاماً يرتاده الناس للاستحمام والاستجمام، وتغسل النساء فيه أواني الطبخ وقد كان يسمع أهالي المنطقة صوت خرير ماء العين من على بعد 6 كم. عين داروش التي اشتهرت سابقاً بغزارة مياهها المتدفقة وعذوبتها غدت اليوم طلالاً يشير إلى تاريخها القديم بعد أن نضب ماؤها.

## المناخ
مناخ القطيف مناخ قاري حار جاف مرتفع الرطوبة صيفاً، بارد شتاءً، تتراوح درجة الحرارة في القطيف ما بين 5 إلى 44 درجة مئوية (40 إلى 110 درجات فهرنهايتية)، وتبدأ الحرارة بالارتفاع ابتداءً من شهر أبريل/نيسان شهر يوليو/تموز حتى تصل نهايتها عند شهر أغسطس/آب، وتهبط ابتداءً من سبتمبر/أيلول، وموسم البرد فيها ما بين شهري نوفمبر/تشرين الثاني ومارس/ أذار. وترتفع أرضها عن سطح البحر بضعة أقدام، ويتراوح الجَزْر والمدّ على سواحلها مرتين في اليوم، فإذا كان الجزر انحسر الماء عن شواطئها لمسافة بعيدة، ويبلغ المدُّ مداه مرتين في الشهر في أوّله وفي منتصفه حتّى يحاذي أراضيها الساحلية. وخلال الربيع ترتفع مياه المد حوالي 1.8 متر وتعود تنحسر حتى مسافة كيلومتر واحد من الشاطئ في بعض الأمكنة. وعلى هذا فشواطئ القطيف غير مناسبة إطلاقاً لرسو القوارب التي يزيد غاطسها عن 6 أقدام حيث يتعذر عليها الوصول إلى المرسى الداخلي.
ونتيجةً لكون القطيف مدينة ساحلية تُطل على الخليج العربي مباشرةً، فالهواء مُشبَّع جداً بالرطوبة، حيث تبدأ نسبة الرطوبة بالارتفاع خلال شهر يوليو/ تموز لتبلغ أقصاها في شهر أغسطس/آب بنسبة تتراوح ما بين 90% إلى 96%، وتظل بمعدل مقارب حتى أواخر فبراير/شباط وأحياناً من مارس/آذار، ولاتجاه الرياح علاقة بارتفاع أو انخفاض نسبة الرطوبة، وعادة ما ترتفع الرطوبة إذا ما هبت رياح الكوس، وهي رياح محملة برطوبة تهب من الاتجاه الشرقي أو الجنوبي (اتجاه الخليج العربي والمحيط الهندي) وتنخفض ما إذا هبت الرياح من اتجاه الصحراء. وتخف درجة الحرارة والرطوبة صيفاً بشكل كبير عند هبوب رياح من الجهة الشمالية أو الغربية (القادمة من الصحراء) وتزيد البرودة في فصل الشتاء لكون برد قارس وهذه الرياح تنقل معها الرمال. وتهب رياح البوارح بين شهري مايو ويونيو وهي موسمية، وتحمل أتربة وغبار وتأثر على نمو ثمار النخيل. وتهب رياح الدبور من الصحراء خلال الليل وتستمر حتى الصباح وتكون جافة وملطفة للجو. وعند خروج فصل الشتاء أو في فصل الربيع تهب رياح البكاء غير منتظمة الإتجاه، وتتسبب بإزعاج الملاحين
تتراوح الدرجات في فصل الشتاء بين 5 إلى 25 درجة مئوية، وقد تصل إلى صفر في بعض السنوات. تتساقط الأمطار بشكل متقطع خلال فصلي الشتاء والربيع والخريف غالباً، أي في الفترة الواقعة بين أوائل نوفمبر حتى أبريل وذلك في شكل وابل من المطر غالباً لا يتجاوز معدله 6.3 سم. الأمطار نادرة الهطول صيفاً. وقد انخفض معدل الهطول السنوي مقارنة بالأعوام السابقة، حيث لا يزيد عن 84 ملم، ويصل معدل التبخر السنوي 3000 ملم. تتأثر المحاصيل الزراعية بأوقات الأمطار، وتتغير نهاية الموسم الأمطار من سنة لأخرى، وقد يتساقط برد في بعض السنوات، إلاّ أن تساقطه نادر جداً.
| حرارة الهواء العظمى    | 20.0 - 40.9 درجة مئوية        |
| حرارة الهواء الدنيا    | 10.4 - 27.3 درجة مؤوية        |
| الرطوبة النسبية العظمى | 71% - 91%                     |
| الرطوبة النسبة الدنيا  | 25% - 49%                     |
| الإشعاع الشمسي         | 8.9 - 17.8 كيلوكالوري/سم مربع |
| سرعة الرياح            | 5.4 - 8.3 ميل/ساعة            |
| الأمطار                | صفر - 20.0 ملم                |
| الأيام الممطرة         | صفر - 40                      |
| نسبة التغيم            | 200 - 44%                     |

| البيانات المناخية لـمحافظة القطيف (بناءً على أرصاد الجو للسنوات 2005-2015) | البيانات المناخية لـمحافظة القطيف (بناءً على أرصاد الجو للسنوات 2005-2015) | البيانات المناخية لـمحافظة القطيف (بناءً على أرصاد الجو للسنوات 2005-2015) | البيانات المناخية لـمحافظة القطيف (بناءً على أرصاد الجو للسنوات 2005-2015) | البيانات المناخية لـمحافظة القطيف (بناءً على أرصاد الجو للسنوات 2005-2015) | البيانات المناخية لـمحافظة القطيف (بناءً على أرصاد الجو للسنوات 2005-2015) | البيانات المناخية لـمحافظة القطيف (بناءً على أرصاد الجو للسنوات 2005-2015) | البيانات المناخية لـمحافظة القطيف (بناءً على أرصاد الجو للسنوات 2005-2015) | البيانات المناخية لـمحافظة القطيف (بناءً على أرصاد الجو للسنوات 2005-2015) | البيانات المناخية لـمحافظة القطيف (بناءً على أرصاد الجو للسنوات 2005-2015) | البيانات المناخية لـمحافظة القطيف (بناءً على أرصاد الجو للسنوات 2005-2015) | البيانات المناخية لـمحافظة القطيف (بناءً على أرصاد الجو للسنوات 2005-2015) | البيانات المناخية لـمحافظة القطيف (بناءً على أرصاد الجو للسنوات 2005-2015) | البيانات المناخية لـمحافظة القطيف (بناءً على أرصاد الجو للسنوات 2005-2015) |
| الشهر                                                                     | يناير                                                                     | فبراير                                                                    | مارس                                                                      | أبريل                                                                     | مايو                                                                      | يونيو                                                                     | يوليو                                                                     | أغسطس                                                                     | سبتمبر                                                                    | أكتوبر                                                                    | نوفمبر                                                                    | ديسمبر                                                                    | المعدل السنوي                                                             |
| ------------------------------------------------------------------------- | ------------------------------------------------------------------------- | ------------------------------------------------------------------------- | ------------------------------------------------------------------------- | ------------------------------------------------------------------------- | ------------------------------------------------------------------------- | ------------------------------------------------------------------------- | ------------------------------------------------------------------------- | ------------------------------------------------------------------------- | ------------------------------------------------------------------------- | ------------------------------------------------------------------------- | ------------------------------------------------------------------------- | ------------------------------------------------------------------------- | ------------------------------------------------------------------------- |
| متوسط درجة الحرارة الكبرى °ف (°م)                                         | 70 (21)                                                                   | 75 (24)                                                                   | 84 (29)                                                                   | 93 (34)                                                                   | 106 (41)                                                                  | 113 (45)                                                                  | 113 (45)                                                                  | 111 (44)                                                                  | 108 (42)                                                                  | 99 (37)                                                                   | 84 (29)                                                                   | 73 (23)                                                                   | 94 (35)                                                                   |
| المتوسط اليومي °ف (°م)                                                    | 61 (16)                                                                   | 64 (18)                                                                   | 72 (22)                                                                   | 81 (27)                                                                   | 91 (33)                                                                   | 99 (37)                                                                   | 99 (37)                                                                   | 99 (37)                                                                   | 93 (34)                                                                   | 84 (29)                                                                   | 73 (23)                                                                   | 63 (17)                                                                   | 82 (28)                                                                   |
| متوسط درجة الحرارة الصغرى °ف (°م)                                         | 50 (10)                                                                   | 54 (12)                                                                   | 59 (15)                                                                   | 68 (20)                                                                   | 77 (25)                                                                   | 86 (30)                                                                   | 86 (30)                                                                   | 84 (29)                                                                   | 79 (26)                                                                   | 72 (22)                                                                   | 63 (17)                                                                   | 52 (11)                                                                   | 69 (21)                                                                   |
| الهطول إنش (مم)                                                           | 0.56 (14.2)                                                               | 0.19 (4.9)                                                                | 0.20 (5.1)                                                                | 0.51 (13.0)                                                               | 0.17 (4.4)                                                                | 0.0 (0.0)                                                                 | 0.0 (0.0)                                                                 | 0.20 (5.0)                                                                | 0.0 (0.0)                                                                 | 0.01 (0.2)                                                                | 0.72 (18.3)                                                               | 0.63 (16.1)                                                               | 3.19 (81.2)                                                               |
| متوسط الرطوبة النسبية (%)                                                 | 55                                                                        | 48                                                                        | 38                                                                        | 32                                                                        | 24                                                                        | 20                                                                        | 20                                                                        | 31                                                                        | 33                                                                        | 41                                                                        | 50                                                                        | 54                                                                        | 37                                                                        |
| المصدر:                                                                   |                                                                           |                                                                           |                                                                           |                                                                           |                                                                           |                                                                           |                                                                           |                                                                           |                                                                           |                                                                           |                                                                           |                                                                           |                                                                           |

## النشاط الاقتصادي
كانت القطيف إحدى أكبر الواحات في شرق الجزيرة العربية نظراً لكثرة عيونها ومياهها الجوفية وموقعها الإستراتيجي الهام جعل منها محطة وصل بين الهند وشبه الجزيرة العربية، إضافةً إلى أنها كانت سابقاً تمتاز بكثرة قراها وبلدانها وسُكّانها نسبةً لباقي المناطق. هذا الاستقرار البشري الدائم أدى إلى وجود تنوع اقتصادي كبير، فعمل سُكان القرى الساحلية على صيد الأسماك واستخراج اللؤلؤ والتجارة البحرية مع البلدان المجاورة، وبذلك يكون احتكاكهم مع المناطق الخارجية أكثر من غيرهم، أما سكان القرى الداخلية فعملوا على الزراعة والصناعات اليدوية كصناعة الحصر، والخوص، والفخار. وهذا التنوع الاقتصادي جعلها مميزة عن باقي المناطق المجاورة، فأخذ التُجّار والبدو الرحل بالمتاجرة مع القطيف، وتطوّرت مع الوقت الأنشطة الزراعية والتجارية والحرفية وصيد الأسماك واللؤلؤ، وظهرت طرق متعددة بين السكان لصيد الأسماك والزراعة.
كان إنتاج التمور والزراعة وصيد الأسماك واستخراج اللؤلؤ يُشَكِّل أَهَم مَورد اقتِصَادي للقَطِيف فِيمَا مَضَى، حيث كان يصدر منها إلى البحرين والعراق وعمان والهندوبلاد الخليج التمور وشراب البلح والأخشاب وبعض موارد الوقود كجريد النخل وتستورد من هذه الأقطار بعض المواد الغذائية كالأرز والسكر وكذلك بعض المنتجات الصناعية، أما الوقت الحاضر وبعد فناء عدد كبير من المزارع، ونضوب العيون بسبب النفط ودفن البحر، أصبح اقتصاد القطيف يرتبط بالنفط بشكل أساسي اعتمادي، وتضاءلت أهمية الزراعة حتى انتهى بها الأمر إلى العزوف عن استيرادها واستهلاكها، وأدى ارتفاع دخل العاملين في قطاع النفط بالإضافة إلى جفاف العيون إلى العزوف عن العمل في الزراعة وإيقاف تصدير التمور للخارج. يعتبر حقل القطيف من أكبر الحقول النفطية في السعودية، حيث أنه ينتج 800 ألف برميل يومياً. وبعد اكتشاف النفط توفرت فرص العمل وارتفع مستوى المعيشة وتطورت الأوضاع الاقتصادية والاجتماعية والعمرانية والصحية والتعليمية، لكنه أدّى لتدهور الصناعة المحلية والمهن التقليدية وهجر الزراعة وكساد التمور واستنزاف المياه الجوفية.

### صيد الأسماك
كان البحر مورد الدخل الرئيسي لمعظم سكان القطيف قديماً، لِذَا بَرُعوا في طرق صيد الأسماك لكون القطيف منطقة ساحلية غنية بثروة سمكية هائلة تشمل أنواع كثيرة من الأسماك والروبيان، وبالرغم من اتباعهم لوسائل الصيد التقليدية إلا أنها كانت توفر حاجاتهم من الأسماك التي يعتمدون عليها في غذائهم أكثر من اعتمادهم على لحوم الماشية ومن الطرق العديدة للصيد:
- الحدوق.
- لقطاعة.
- القرقور.
- الجاروف.
- السالية: وهي شبكة ذات فتحات واسعة تُصنع من القطن، وتُوضع في أطرافها حجارة، يرميها الصياد في البحر فتنتشر فوق سطح الماء وترسب عند القعر ثم يجذبها ويأخذ ما يكون قد علق بداخلها من أسماك.
- القمبار.
- الجلة.
- اللقية.
- الدوار.
- الجزافة.
- الحضرة أو الحضور: وتصنع من سعف وجريد النخيل وتُبنى على شكل بيوت مفتوحة من الجهة التي تواجه الساحل ويغمرها الماء أثناء المد، فتندفع الأسماك من المد إلى داخل الحضرة وعند حدوث الجزر تتجه الأسماك إلى المياه العميقة فتصادفها هذه الحواجز وتحجزها حتى يلتقطها الصيادون.

وأبرز أسماء هذه الحضور الموجودة أو التي كانت متواجدة:
- أم الحشيش.
- أم الطيور.
- أم عمامه.
- أم القفاص.
- أم ربيع.
- أم ديلات.
- أم الخضر.
- أم عنيزيز.
- أم اعزار.
- أم ازقاق.
- أم ديجله.
- أدويبل.
- الأعلام.
- بدع جاسم.
- بدع الزهرة.
- بدع راشد.
- البديعة.
- التومية.
- سميكات.
- ويخات.
- الشملية.
- الحسينية.
- الخايسة.
- الحصيصيصة.
- الحصامة.
- خرابيش.
- حوشان.
- الغنامية.
- العساكرة.
- الواسطة.
- تلاويس.
- الفاشورية (مكان بندر دارين).
- القطيعة.
- القطفية.

### استخراج اللؤلؤ
كان اللؤلؤ المُستَخرجُ من جوف البحر أهم مورد اقتصادي في القطيف من بعد الزراعة. حيث أنه مورد ثراء الطواشين والنواخذة، يبدأ موسم صيد اللؤلؤ من شهر مايو/آذار حتى نهاية شهر سبتمبر/أيلول. يُقدّر محصول استخراج اللؤلؤ آنذاك بأربعة ملايين وستمائة ألف روبية هندية، وفي أيام ازدهاره يلجئ الكثير من المزارعين للانخراط فيه لأرباحه الكثيرة مقارنة بأعمال الزراعة التي يعتبر دخلها محدود مقارنة بصيد اللؤلؤ، إلى أن أصبحت المتاجرة بمحصولات اللؤلؤ تُصدّر إلى الهند. لكن بعد نشاط زراعة اللؤلؤ الصناعي في اليابان، انخفضت أسعار اللؤلؤ مما أدى إلى كساد تجارة اللؤلؤ.
ينقسم تجار اللؤلؤ إلى ممولين وعاملين. يُعتبَر المُقسِّم هو التاجر الثري الذي يمول سفينة الغوص بحاجتهم، وإعالة البحارة والغواصين في فترة عملهم. كان للمقسم سيطرةً قويةً على عمليات صيد اللؤلؤ، ويعتبر النوخذة وهو قائد السفينة الذي يأمر بما يراه مناسباً وله الطاعة من قبل البحارة بصفته ربان السفينة وإليه يؤتمن محصول اللؤلؤ وبيعه. حيث يقسم الثمن فيما بينهم بنسب معينة متفق عليها بعد خصم تكاليف نفقتهم، فيأخذ الخمس، ويعطي ما تبقى بنسبة 60% للغواص و40% للسيب ويعطي للرضيف نصف ما يعطي للسيب، ومن الممكن أن تكون نصف السفن ملكهم والنصف الآخر مستأجراً لشخص أو يكون مجرد موظف لدى صاحب السفينة.
تتوزع الأعمال لدى فئة العاملين حسب الاختصاص، فالغواص هو المكلف بالبحث عن الصدف في أعماق البحر، والسيب هو الذي يرعى الغواص ويشرف على خدمته أثناء نزول البحر ويتلقى الإشارة منه، أما عن الرضيف فهو مساعد السيب والمشرف على خدمة البحارة، والتباب هو من يكون في دور التمرين على العمل، والنهام هو الذي يقوم بالترفيه عنهم بالأغاني والمواليل.
يحدد النوخذة يوماً لإحضار الأدوات والمعدات اللازمة للغوص والمؤونة ليكونوا استعداد للإبحار. في عصر اليوم المحدد يسحب البحارة اللنجات والقوارب بعيداً عن الشاطئ، بإجمالي 90 إلى 120 فرداً في الطاقم. و«وقت الدشة»، تدخل اللنجات عرض البحر مودَعين من قِبل ذويهم. بعد أن يتم تحديد أماكن الغواصين تتحرك السفينة بأمر من النوخذة إلى مغاصات اللؤلؤ أو مواطن اللؤلؤ التي تتميز بأرضها الصلبة فيزدهر فوقها الصدف، ولها مواضع معروفة تختلف في العمق بين 6 أمتار و30 متر ويعتمدوا في سيرهم على البوصلة والتي يطلق عليها الديرة بالإضافة إلى مواقع النجوم إذا حل الليل، إلى جانب خبرة البحارة بقياس أعماق البحر ومعرفة الاتجاهات ومواطن انتشار الهيرات وأماكن الصخور والشُعب المرجانية والأسماك إضافة إلى معرفتهم بالحالة الجوية وغيرها.
ينقسم تجار اللؤلؤ إلى تجار وطواويش. والتجار يتعاملون بالجملة ويوزعوا على المحال التجارية، وهم يشترونها نقداً ولهم صلة بأسواق بمباي والكويت والبحرين. أما الطواويش فهم صغار التجار الذين يشترون ويتعاملون مع المراكب والسفن مباشرةً فيشترون اللؤلؤ من أصحابه نقداً أو يبادلونه بالمواد التموينية مما يحتاج إليه الغواصون ثم يبيعون ما يجمعونه إلى التجار. وهناك فئة أخرى من الطواويش ينتظرون البحارة على السواحل ليشترون اللؤلؤ ويبيعونها بالطريقة التي تناسبهم وهي فئة قليلة. تسمى اللؤلؤة الواحدة حصبات والجمع حصابي، وللحصبات أسماء مختلفة تعرف بواسطة غرابيل أعدت لذلك وتسمى طوس والواحدة طاسة وتركب الواحدة داخل الأخرى فما لا يسقط من الغربال الأول يسمى رأساً وما يمسكه الثاني يسمى بطناً وما يبقى في الثالث يسمى ذيلاً والباقي يسمى سحتيتاً، كما أن هناك دلال للؤلؤ وهو الذي يقوم بدور الوسط بين الطواش وبين التاجر وله عمولة من كلا الطرفين، ويكون في العادة أقرب إلى جانب التاجر منه إلى جانب الطواش. وللبحر موارد أخرى بالإضافة إلى استخراج المحار وصيد الأسماك، كالملح من مناطق جفاف المياه على الأرض الساحلية، والتي تُسمّى بالسبخات.

### الزراعة
تعتبر القطيف أرضاً خصبة ومتوفرة المياه منذ القدم، فقام الفلاح القطيفي بحرث الأرض واستصلاحها وزرعها واستغلال خيراتها الممثلة في ثمار النخيل، والحمضيات والفواكه والخضراوات. وكان لاكتشاف النفط في المنطقة الشرقية من المملكة، دور كبير في صرف معظم الفلاحين عن مزاولة الزراعة، فاتجهوا إلى الانخراط في أعمال الزيت مما أدى إلى كساد الزراعة وإهمالها.
تعتبر النخلة أهم شجرة مثمرة إلى جانب زراعة غلات البرسيم والأرز، كما يزرع بالقطيف كميات من الخضار تشمل البصل والبقل والفجل والطماطم وكذلك بعض الفاكهة خاصة العنب، وتروى هذه النباتات من مياه الآبار الجوفية التي تشتهر بها القطيف، فهناك بعض الأشخاص الذين يقومون ببيع بعض الخضار والفاكهة باستعمال الحمير وذلك بوضع مرحلتين على جانبي الحمار ويقوم بالتجوال بين الأحياء والسكيك في القرى الصغيرة وأكثر ما يباع في هذه الحالة على الأطفال الرمان، الكنار، اللوز وغيرها، كما يبيع بعض الأهالي الخضار المذكورة والرطب واللومي، وفي بعض الأحيان يقوم الأهالي بإعطاء البائع فتات الخبز والرطب والتمر الغير مرغوب فيه أو النواة مقابل إعطائهم شيء من هذه المحاصيل حيث يستخدم الخبز والتمر علفاً للحيوانات.
تصنع السلال من أغصان شجرة الرمان والعنب وأعواد الحيزران ومنها سلال الملابس حيث تصنع من أعواد الحيزران ويلون بعضها بأصباغ مختلفة وتتكون من قطعتين وهي القاعدة حيث توضع الملابس بداخلها والأخرى الغطاء بالإضافة إلى تاج يوضح فوق الغطاء، متصلاً به وتستخدم هذه السِلال لحفظ ونقل الملابس ومنها نقل الملابس العروس إلى بيت زوجها وكان معظم من يمارس هذه المهنة نساء من المنطقة وخاصة أهالي الفلاحين.
كما أن أغلب مزارعي القطيف يسوقون منتوجاتهم الزراعية بأنفسهم إذ يحملون منتوجاتهم على القواري وهو حمار تجره عربة ويتجولون في القرى لبيعها، إلا أن أغلب الإنتاج يشتريه التجار من المزارعين مباشرة، وبدوره ينقله إلى دول الخليج العربي وخاصة الكويت والبحرين وعمان، وربما كانت أخطر مشكلة تواجه الخضّار أو التاجر تصدير منتوجاته حيث أن المنتوجات لا تعبأ تعبئة تيسر نقلها، فكانوا يستخدمون لها أقفاصا تعمل على جريد النخيل مع تغطية فراغات القفص ببعض أوراق الأشجار ثم تسويقها. ويسمى من يُقطع جذوع النخل باستعمال القدوم «المسجن»، وهو يقطعها للاستفادة منها في تسقيف البيوت والمساجد وعمل مطاعم للأبقار والمواشي (والمطعم عبارة عن عمل فتحة كبيرة في جذع النخلة لوضع التمور والأعلاف بداخلها)، وعمل الهاون، المخصص لطحن الحبوب بكميات صغيرة وتسقيف القبور، كما يستخدم وقود لتنور الخبازين ويسمى السجين ويستغل المسجن النخيل التي تسقط بسبب الرياح أو التعمد بإسقاطها لعدم إثمارها أو لإصلاح الأرض وتنظيم ريها.
ويقوم رواس النخل وهو الذي يكون متواجد في النخل أو المزرعة وقت الري، يقوم بتعديل مجرى الماء وتوجيهه إلى المشارب، ولابد لهذا العامل أن يكون فلاحاً عارفاً بالكمية المطلوبة من الماء لأنواع المزروعات، وذو مهارة بعمله ومثله من يعمل بالجازرة وهي طريقة ري المزروعات بواسطة الدواب كالثيران أو الحمير أو البقر، وقد استخدمها الروّاس قديماً قبل معرفتنا بالآلات الزراعية الحديثة التي تضخ الماء حسب الطريقة العلمية.
وفي نوفمبر سنة 1962م وقعت السعودية مع منظمة الأغذية والزراعة الدولية اتفاقية إنشاء محطة تجارب زراعية في القطيف، وكان الهدف منها رفع مستوى الإنتاج الزراعي عن طريق تحسين مختلف أنواع المحاصيل الزراعية وتنمية الثروة الحيوانية، وذلك بإجراء تجارب عديدة بحثاً عن الاصناف الأكثر جودة والأوفر إنتاجاً بالإضافة إلى دراسة التربة ومعالجتها ومعرفة الطفيليات وفعاليات المبيدات الحشرية وتحسين وسائل الرى والصرف ودراسة المشاكل الزراعية وإدخال الخبرة الحديثة والتركيز على المحاصيل ذات الأهمية كالخضار والفاكهة وتدريب المزارعين والفاكهة وتدريب المزارعين، وفي ديسمبر من نفس العام بدئ بتنفيذ المشروع بواسطة شركة هولندية ومدته خمس سنوات، على أن تقوم المنظمة بالمساعدة الفنية وتقديم الخبراء، بينما تقوم الدولة بالمصاريف الأخرى وقد اختير موقع المحطة بين سيهات والقطيف إلى الغرب من عنك فأقيمت على مساحة 150 هكتاراً، وهي ترتفع عن سطح البحر من 3.57م إلى 4.75م، حيث حفرت فيها ثلاثة آبار ارتوازية، تغطي جميعها ما يزيد على 200 لتر في الثانية، ضمن شبكة منتظمة، وتحتوى على ورشة كاملة بالمعدات الزراعية ومساكن ومكاتب، حيث كان يعمل فيها ثمانية من المهندسين والخبراء و134 من الموظفين والعمال وقد تسلمت الدولة ادارتها عام 1969م وظلت تحت اشرافها، وقد أجريت تجارب عدة على أصناف من الملفوف والكرنب والزهرة والشمام والبطيخ والبامية والطماطم والباذنجان وغيرها.
صمدت الزراعة حتى بعد الحرب العالمية الثانية وكان إنتاج التمور يشكل أهم مورد اقتصادي للبلاد، حيث كان يُصَدَّر منها إلى الهند وبلاد الخليج بكميات كبيرة، إلا أنها بعد اكتشاف البترول وتحسن مستوى المعيشة عند سكان الخليج بصورة عامة. تضاءلت أهميتها حتى انتهى بها الأمر إلى العزوف عن استيرادها واستهلاكها، وخصوصاً بعد تنامي أعمال صناعة البترول الذي أدى إلى امتصاص اليد العاملة في الفلاحة، فارتفعت الاجور في الوقت الذي تدهورت فيه إقيام التمور وأصبحت لا تغطي تكلفة الإنتاج، بالإضافة إلى نضوب أكثرية العيون القديمة نتيجة سحب النفط المتواصل، وأدت النتيجة إلى إهمال النخيل ودمار تلك الثروة الزراعية العريقة التي لا تعوض.

#### النخيل
يبدأ نضج الرطب في يوليو بصنف الطيارى والماجي والبكيرة، ثم تتوالى تباعاً باقي الأصناف كالغرى والخلاص والخنيزي والحلا وآخرها صنف الحجوب (خصاب العصفور)، وينتهي في أواخر نوفمبر. ويعتبر تمر الخنيزي والخلاص والغرى والشيشي والحّلا والأحمر من أغلى أنواعها، وتصنف باسم الميرة ويمكن تعبأتها وقد يضاف إليها السمسم والفوطن. ومن أنواع التمر الشائعة في القطيف هي :
- الخنيزي : ويعتبر من أكثر الأصناف شيوعاً في القطيف حيث تبلغ نسبته حوالي 60% من مجموع النخيل في القطيف.
- البكيرة : ويبلغ تعداده حوالي 15% من نخيل القطيف.
- الغرة (الغرى) : يبلغ تعداده حوالي 6% من مجموع نخيل القطيف.[137]
- الخلاص
- الماجي
- الطياري
- الحلاّ
- الأحمر
- الأبيض
- بنت البقوص
- الصباوة
- خصاب العصفور
- الشيشي
- خصبة الرزيز
- المكتوم
- الخواجي
- الهلالي

### التجارة
بدأت التجارة في القطيف تنخفض وتتدهور منذ أن بدأت تفقد مركزها الإستراتيجي، كمحطة وصل بين تجارة الشرق والغرب، وذلك بعد اكتشاف رأس الرجاء الصالح، ثم فتح قناة السويس حيث تحولت طرق التجارة العالمية عنها إلى غيرها، واقتصرت موانيها على التجارة المحلية للمنطقة، ثم تقلصت أخيرًا بعد أن نشأت مدينة الدمام، وبُنِي ميناء الملك عبد العزيز الذي استقطب النشاط التجاري وحركة الاستيراد والتصدير.

### النفط
أكملت أرامكو السعودية من تطوير حقل القطيف في شعبان، 1425هـ/أكتوبر، 2004م، ليتضمن برنامج معامل إنتاج لإنتاج ومعالجة ونقل 80,000 متر مكعب يومياً (500,000 برميل/يوم) من النفط الخام العربي الخفيف من حقل القطيف و48,000 متر مكعب يومياً (300,000 برميل/يوم) من النفط الخام العربي المتوسط من الحقل البحري أبو سعفة بمجموع (130,000 متر مكعب لكل يوم) (800,000 برميل لكل يوم) بالإضافة إلى 10 ملايين متر مكعب لكل يوم من الغاز، وفي شمال شرق القطيف يقع حقل الْبري البحري الذي تدرس أرامكو توسيع إنتاجيته ليصل لربع مليون برميل يومياً.
و تعمل شريحة كبيرة من سكان القطيف في صناعة النفط في شركات كأرامكو السعودية، وبيكر هيوز، وهاليبرتون، وشلمبرجير. وانتقل بعض الموظفين للإقامة في أماكن العمل كمدينة الظهران، لكن الأغلبية تقيم في القطيف، وتذهب ذهاباً وإياباً للظهران بواسطة السيارات أو بحافلات أرامكو السعودية برحلة تستغرق مدة 30 دقيقة. ويعمل آخرون في مصافي في رأس تنورة. وأخرون في شركات البتروكيماويات في الجبيل (تبعد 80 كم من القطيف)، البعض يذهب ذهاباً وإياباً والبعض انتقل للعيش في الجبيل. تعد سابك الموظف الأعلى للقطيفيين، والعديد من القطيفيون يعملون في شركات نفطية وبيتروكيميائية وهندسية، تكون إما متواجدة في الظهران، الخبر، الدمام، رأس تنورة، أو الجبيل.

## التَّركِيبَة السُّكَانِيَّة
تعد القطيف من المناطق المأهولة منذ القدم في جزيرة العرب. ولذا فإن نسبة عدد سكانها إلى مساحة أرضها عالية نسبياً قبل عهد الإسلام وبعده؛ وسبب ذلك هو توفر المياه فيها، واقتصادها القوي الذي كان معتمداً على استخراج اللؤلؤ وصيد السمك إضافةً إلى انتشار العيون على أعماق قليلة عن سطح الأرض.
الجدول الآتي يستعرض عدد سكان محافظة القطيف بالنسمة حتى عام 2010م:
| السنة هـ (م)   | سعوديون | غير سعوديين | المجموع           |
| -------------- | ------- | ----------- | ----------------- |
| 1234هـ (1819م) | -       | -           | 25,200            |
| 1394هـ (1974م) | 176,682 | 4,251       | 180,933           |
| 1397هـ (1977م) | -       | -           | 186,833           |
| 1413هـ (1992م) | 342,149 | 50,710      | 392,859           |
| 1425هـ (2004م) | 414,765 | 59,808      | 474,573           |
| 1431هـ (2010م) | 455,811 | 68,371      | 524,182           |
| 1438هـ (2017م) | -       | -           | 625,092           |
| 1450هـ (2030م) | -       | -           | 1,040,000 (متوقع) |

## حقوق الإنسان
إثر تفجير أبراج الخبر في حزيران/ يونيو 1996 م والذي راح ضحيته عدد من الجنود الأمريكيين في السعودية، شنت السلطات السعودية حملة اعتقالات واسعة شملت العديد من المواطنين بينهم مجموعة كبيرة من أبناء الطائفة الشيعية المتمركزة في المنطقة الشرقية من المملكة. وعلى الرغم من أن التحقيقات لم تثبت تورط أي من المعتقلين في الحادث.
وقد تم الإفراج عن القسم الأكبر من هؤلاء المعتقلين بعد أن أنهوا مدة الأحكام الصادرة بحقهم وتعرضهم للتعذيب بصورة ممنهجة، إلا أنه لا يزال هنالك بعض المعتقلين مضى على اعتقالهم 17 سنة وحتى الآن لم تبت السلطات السعودية في أوضاعهم. وتعرض بعض هؤلاء المعتقلين أثناء فترة وجودهم في سجن مباحث الدمام إلى أنواع قاسية من التعذيب حسب المعارضة. وتنتقد حقوق الإنسان في القطيف من قبل منظمة مراقبة حقوق الإنسان هيومن رايتس ووتش حيث تقول المنظمة بأن هناك تمييز منهجي ومعاملة عدوانية بحق المواطنين الشيعة ككل، في حين يرى جاسر الجاسر، مدير تحرير جريدة الجزيرة أن الواقع يخالف هذه الأقوال، وقال «الذي يتجول في المناطق التي يشكل الإخوان من معتنقي المذهب الإثنى عشري غالبية فيها، يجدها من أفضل المناطق، فمدينة القطيف وحتى مدينة العوامية من أجمل المناطق في المملكة».

## الأحداث

### حريق القديح
هو حريق حدث في خيمة معدة لحفل زفاف في القديح بتاريخ 28 يوليو، 1999م ونتج عن الحريق 76 حالة وفاة ومئات المصابين معظمهم من النساء والأطفال 

### أحداث الخليج ومضر
هي أحداث شغب وقعت في يوم 8 ديسمبر 2005، في مباراة في رياضة كرة اليد بين نادي الخليج السعودي من مدينة سيهات ونادي مضر السعودي من بلدة القديح من محافظة القطيف بين جمهور الفريقين واستخدم في هذه الأحداث السلاح الأبيض والرصاص مما أدى إلى وقع قتيل وجرحى وهي تعتبر أكبر كارثة رياضية في تاريخ الرياضة السعودية 

### تفجير مسجد القديح
أثناء أداء المصلين لصلاة الجمعة في مسجد علي بن أبي طالب في بلدة القديح دخل إليه شخص ينتمي إلى تنظيم داعش بحزام ناسف كان يخفيه تحت ملابسه، وفجر نفسه مما أدى لقتل 22 شخصًا وإصابة 102 جريح.

### إطلاق النار في سيهات
في 16 أكتوبر 2015، قام إرهابيون ينتمون لداعش بإطلاق نار في حي الكوثر بسيهات مما أدى لمقتل 5 أشخاص بينهم امرأة.

### تفجير مسجد العمران
هي محاولة تفجير فاشلة حدثت في مساء يوم الاثنين 4 يوليو 2016 حيث قام انتحاريان بتفجير نفسيهما، عند مسجد الشيخ فرج العمران الواقع بجوار سوق مياس في القطيف.

## المعالم
تواجه المواقع الأثرية بالقطيف الإهمال على الرغم من الأهمية التاريخية والأثرية التي تمثلها هذه المواقع والتي تعود إلى عصور قديمة، وهناك الكثير من المواقع الأثرية التي أزيلت أو المهددة بالزوال كقلعة القطيف، وقلعة تاروت، وحمام أبو لوزة، وبيت الحجاج، وعين الكعيبة.

### قلعة تاروت
هي قَلْعَةٌ أثَريّةٌ تَقع على قِمّةِ تَلٍّ يَتَوسطُ جَزيرة تَارُوتَ جَنوب غَرْب بَلدَة الدِّيرَة، في شَرق مُحافَظَةِ القَطِيف بالمَمْلَكَةِ العَربيّةِ السُّعُودية. يَرجِعُ تَارِيخُ تَل تَارُوت الَّذِي بُنيت عَليهِ القَلعَة إِلَى خَمْسَةِ آلاَف عَام قَبلَ المِيلاَد بَينَمَا يُعتقدُ أَنَّ القَلْعَة يَرجِعُ تاريخُ بِنَائِهَا إِلَى عَهدِ الدَّولَة العُيُونِيَّة، وَقَد كَانَت القَلعَة إِحدَى النِّقَاط الدِّفاعية البُرتُغَالِيَّة فِي الخَلِيج العَرَبِيِّ إِبّان احتِلاَلِهمِ القَطِيفَ بَعدَ تَرمِيم البُرتُغَالِيّين لَهَا فِي القَرنِ السَّادِسَ عَشَرَ المِيلاَدِي بِتَارِيخ 29 مَارس، 1544م المُوَافِق 1 جُمَادَى الأُولَى، 951هـ. رممت القلعة على هيكل آلهة الفينيقيين عشتاروت أو عشتار وقد اشتق اسم جزيرة تاروت منها، كما تظهر صخور وأُسُس المعبد القديم بكل وضوح تحت القلعة. مخطط القلعة الداخلي شبه بيضاوي غير منتظم الشكل لا تزيد مساحته الإجمالية عن 600 متر مربع، محاطة بسور خارجي عريض مشيد بالطين والجص وحجارة الفروش ومُدعمة بأربعة أبراج بقي منها ثلاثة وانهار واحد منها أثناء إحدى المعارك. يجاور القلعة العديد من المنشآت الأثرية القديمة والحديثة المعاصرة، منها حمام عين تاروت وعين العودة ومقهى قلعة تاروت ومسجد الكاظم ومراكز للحرفيين، ومتقدمةً على منازل حي الديرة كحصن يحمي تلك المنازل أثناء المعارك والحروب. مرت القلعة بالعديد من الحقب الزمنية وتعرضت لأحداث تاريخية مهمة، ومرت في فترة أوشكت فيها على السقوط إلا أنها رُممت في العهد العثماني وكان آخر ترميم لها في العهد السعودي الحديث من قبل وزارة الآثار عام 1984م. تناقل أهالي جزيرة تاروت العديد من الأساطير والخرافات الشائعة حول القلعة؛ وذلك لما كانت فيه من نقطة تجمع لأهالي الجزيرة ومحط أحاديثهم. وُجد في نطاق القلعة العديد من التماثيل والقطع الفخارية التي تعود إلى عصور سابقة لها، منها آثار عصر السلالات وعصر العبيديين وعصر حضارة دلمون. تعاني القلعة من مشاكل حالياً أبرزها تصدّع أبراجها مما يهدد بسقوطها، وجفاف عين العودة التي تقع بداخلها. وكذلك عدم افتتاحها رسمياً للزوار والسياح وإغلاقها أمام أي زيارة. زارت القلعة العديد من البعثات الأجنبية إليها منها البعثة الدنماركية والباحث جيفري بيبي، ولا زالت حتى الآن محطة لتوافد السياح.

### قلعة القطيف
هي قلعة أثريّة تقع على مُرتفع من الأرض في قلب مدينة القطيف، شرق المملكة العربية السعودية. يرجع تاريخ بناء قلعة القطيف إلى القرن الثالث الميلادي على يد الساسانيين، واتّخذها العُثمانيون من بعدهم قاعدةً عسكرية ونقطةً دفاعيّة في الخليج العربي بعد ترميمهم لها في القرن السابع عشر الميلادي سنة 1630م/1039هـ، وأصبحت بعدها مستودعاً للبضائع وفي وقت لاحق مقرّاً للسكن. كان بداخل القلعة أحد عشر مسجداً إضافةً إلى قصر البلاط الملكي وقصور الضيافة وحظائر المواشي جميعها مُحاطة بسور منيع. هُدمت قلعة القطيف في ثمانينات القرن العشرين، حيث انتزعت ملكية القلعة من الأهالي وأزيلت المنازل والمباني من الأحياء بالتدريج في الثمانينيات إلى أن أُزيلت تماماً وتحوّلت إلى ميدان ومواقف سيّارات، لم يَتبقّ من القلعة سوى 18 منزلاً متهالكاً.
قلعة القطيف قلعة بيضاوية الشّكل ذات سور حجري منيع تُحيط منطقة سكنية مكتظة بالمنازل والمباني قدّر جون لوريمر أطول جهاتها بحوالي 365 متراً من الجهتين الشرقية والغربية و275 متراً من الجهتين الشمالية والجنوبية، كما قَدّر عدد سكانها بـ5,000 نسمة وأسواقها بحوالي 300 محلّاً تجاريّاً. كما كان يُحيط قلعة القطيف خندق عميق والبساتين والمزارع، وكانت مُتّصلة بواحة القطيف.

### قصر محمد الفيحاني
قصر محمد بن عبد الوهاب الفيحاني أو قصر الفيحاني هو قصر أثري تجاوره قلعة تُعرف بقلعة دارين يقع في قرية دارين بجزيرة تاروت في محافظة القطيف شرق السعودية. رُمِّمت القلعة من قبل محمد بن عبد الوهاب الفيحاني ما بين عامي 1884م و1885م فصارت تُعرَف باسمه.
القصر بملحقاته قائمٌ على منتصف قوس ساحل جنوب دارين، ويضّم مرافقَ وملحقاتٍ عدّة تتضمنُ: مجموعةَ غُرَفٍ، مخازنَ، مجالسَ وفناءً خلفيًّا؛ جدرانُه تحتوي على مجموعةِ من الأقواس المصممة على الطراز الإسلامي العباسي. وتبلغ مساحته الإجمالية مع ملحقاته نحو 8,000 مترًا مربّعًا.
يتوسّطُ القصرُ بملحقاتِه قريةَ دارين على مرتفعٍ كبيرٍ قربَ سطح البحر، ويقع بين الحوطة والحي الشرقي. يحدُّ القصر بملحقاته من الجنوب مسجد صغير بمرتفع صخري ينخفض تدريجيًّا حتّى يتّصل بالبحر مباشرة حيث ميناء دارين، ومن الشرق مجموعة منازل سكنيّة ثم جامع دارين الكبير، ومن الشمال ساحة مفتوحة وغربه منزل مهجور. يُمثّل التّل الواقعة عليه القلعة طبقات رسوبية مُتراكمة، تشكل كل واحدة منها حقبة زمنية مختلفة.
أخذت قلعة دارين قيمة تاريخية كبيرة خلال قيام الدّولة السعودية الأولى والثّانية وكذلك في عهد الدولة العثمانية إلا أنّها تحوّلت بملحقات القصر لأنقاض وأكوام حجارة نتيجة تهاوي الجدران وتساقطها على بعضها، ولم يبقَ منها سوى أساساتها.

### قلعة عنك
قلعة عنك أو قلعة الخيالة أو قصر الميالة هي قلعة أثرية تقع بمدينة عنك، في محافظة القطيف، شرق المملكة العربية السعودية. يُعتقد أن البرتغالييون بنوها كمنطلق للخيالة. اكتشف في القلعة وجود قبر بها، تبين انه لأميرة جاوان دفنت فيه بكامل حليها. تعود تسمية قلعة عنك بالخيّالة لكونها قد بُنيت مُنطلقاً للخيّالة، ومع تداول الاسم حُرّف إلى قلعة الميّالة.

## العمارة
تنقسم أحياء القطيف الشعبية في تكوينها إلى مجموعات من البيوت المتقاربة والمتلاصقة ببعضها البعض، وذلك نتيجة للارتباط العائلي والاجتماعي. تُعرف المجموعة المتقاربة من البيوت تُعرف محلياً بـ«الفريق». تتصل مباني الفريق الواحد وتتشابك، وتتميز بشوارع ضيقة تُسمى بـ«الزرانيق» تنتهي معظمها بنهايات مغلقة. يتراوح عرضها بين 1.5 إلى 4م، وقد جاءت بهذا العرض كي يكفي لمرور المواشي من الحمير والبغال المحملين بالتمور والبضائع وغيرها، حيث كانت وسيلة النقل المستعملة في ذلك الوقت، وتشكل هذه الشوارع قنوات هوائية يمر فيها النسيم ويُلطّف الجو، يغلب على الزرانيق أن تكون تحت ظل الأشجار أو أحد البيوت.
كما تنتشر بجوار الزرانيق، الساباطات وهي ممرات مسقفة بين المنازل، تُشابه الزرانيق إلا أنها تكون أصغر منها وغير مخصصة لعبور المواشي. تُبنى الساباطات بين البيوت المتقاربة والشوارع الفرعية للتنقل بين بيت وآخر، كما أنها تخلق مساحات كبسطات البائعين. يعمل تلاصق المباني على صد الرياح، وحماية المنطقة بمنع دخول الغرباء إليها؛ وذلك لأن الفراغات بين المنازل قد تشكل مصدر تهديد للسكان وخصوصاً أن الأمن كان ضعيفاً قبل توحيد المملكة.
يُستخدم في بناء المنازل الشعبية، الحصى البحري، وهو قطع غير منتظمة الشكل من الحجر الكلي المشبع بثقوب القواقع البحرية، كان يستخرج في المناطق الضحلة من البحر بالإضافة إلى «الفروش» وهو نوع من الحصى البحري ولكنّه يتميز بشكل ألواح يتراوح سمكها من 5 إلى 10 سم. ومن الموارد الأخرى، الجص، وهو الملاط أو المونة الذي يستخدم لتثبيت الحصى مع بعضه، ويصنع محلياً بتجميع نوع من الطين البحري المختار من أماكن معينة، يحتوي الجص على نسبة عالية من كربونات الكالسيوم ويُصب على جذوع النخيل على شكل أكوام ويحرق لفترة وكلما طالت المدة ازدادت جودته تسمى هذه الأكوام باللهجة المحلية «الصيران» جمع «صار» ثم تدق هذه الأكوام لتصبح على شكل مسحوق جاهز للاستخدام. ومن الخشب المستعمل جذوع النخيل والذي يستخدم في المباني المصنوعة من الحصى البحري للتسقيف، وخشب البامبو وقد كان أيضاً يستخدم للتسقيف، وخشب الأثل وكان يستخدم في المناطق الزراعية في مباني البرستج.
تُسمّى الساحة العامة المقابلة لكل فريق بالبراحة، ويجتمع فيها الناس في المناسبات والاحتفالات الاجتماعية مثل إحياء الزواجات أو المواليد، وفيها يلعب الأطفال. كما تستخدم للتجمع في حالات الطوارئ ومواقف لعربات «القاري»، وبعضها يُستخدم كأسواق مثل براحة الحليب. عادة ما تتكون البيوت الشعبية في القرى المدنية مثل قلعة القطيف من ثلاث طوابق وتكثر بها الزخارف وجدرانها مبيضة ناعمة اللمس، كبيت آل اخوان وبيت الحجاج وبيت الجشي بينما في بيوت المناطق الريفية والزراعية، فتتألف مُعظمها من طابق وهي قليلة الزخارف، وتُسمّى بـ«البرستج». تُبنى عادةً من الحصى وتستخدم جذوع الأشجار والنخيل للتسقيف، وتجلب الأخشاب من الهند وتسمى حالياً «جندل». بالإضافة إلى ذلك، تُبنى البيوت البحرية من الحصى المستخرج من مياه البحر الضَّحلَة المُشَبَّعة بِثُقُوب القواقع، وكذلك القروش على شكل رقائق من الصخر المرجاني، ويستخدم الجص لتثبيت الحصى البحري، والرقائق لتثبيت جدران البيت. أما السقف فيكون عادةً من جذوع النخيل وتُصَف هذه الجذوع على مسافات تتراوح بين 40 إلى 60 سم ويفرش عليه الحصير، ويحتوي البيت البحري على فناء داخلي مسقف.
من العناصر المعمارية في القطيف، الحمامات الشعبية، وهي مبانٍ مُقَسَّمة لمدخلين ينفصل كل منهما عن الآخر. يُخصص أحدهما للرجال والآخر للنساء. وتُزود الحمامات بالماء عادةً عن طريق الآبار الارتوازية، ويتكون كل منهما من مغسل وقاعة مفتوحة بها مجموعة كبيرة من الحنفيات، كل منها تخدم شخص واحد. تُبنى بعضها على ينابيع العيون المحفورة يدوياً، وبالخصوص على العيون التي تكون مياهها معدنية أو كبريتية كحمام أبو لوزة أو كحمام عين تاروت أو حمام الباشا.

### المُنشآت الاجتماعية
تُقامُ المناسبات الاجتماعية والدينية في مجالس أو حسينيات، وتتضمن مناسبات الزواج، والعزاء، والاجتماعات السنوية، والمناسبات الدينية مثل: عاشوراء، والاحتفال بالمولد النبوي. كانت تُبنى المجالس بالحصى والجص كغيرها من المباني لكن بمساحة أكبر ومن طابق واحد. وتُسقف نصف مساحتها بجذوع النخيل. تحتوي الساحة الداخلية على حجرة تستخدم مخزناً مزودةٌ بحمام داخلي تجلب مياهه من المصادر القريبة من الصالة. إضافة إلى ذلك يوجد مكان معين في إحدى زواياها الغير مسقوفة بطول 2م وعرض 2م يُستخدم لعمل القهوة والبخور. تكثر في هذه الصالات الزخارف والآيات القرآنية المنقوشة على جدرانها الداخلية، وتوجد هذه الصالات بكثرة، وتبنى عادةً من قبل العائلات الكبيرة والغنية والمعروفة في المنطقة، ولذلك تسمى بأسمائها.

### الأسواق
تُبنى الأسواق الرئيسية قديماً لمحافظة القطيف على شكل قيصرية، والحوانيت على الجانبين، وتباع فيه جميع أنواع البضائع كل منها مخصص له جزء، فهناك المواد الغذائية والأقمشة وغيرها. وهناك جزء كبير مخصص لبيع التمور وهو الإنتاج الزراعي للمنطقة ويسمى الحلبة، ومنها سوق السكة المشتهر في القطيف. كما تنتشر الأسواق الموسمية التي تكون بمثابة ملتقى أسبوعي أو شهري يخدم جميع القرى وفيه يجتمع كبار التجار مثل سوق الخميس. بالإضافة إلى الأسواق الصغيرة التي تخدم الأحياء السكنية، وعادة تكون في البراحات، تباع فيها الاحتياجات اليومية مثل الخضروات والحليب والأسماك. ومن أبرز الأسواق في محافظة القطيف:
- سوق الخميس: سوق شعبي يقام صباح كل خميس على مساحة واسعة، جهزت فيه المظلات للباعة الذين يفدون له من مختلف قرى القطيف بل ومن خارجها أيضاً لبيع منتجاتهم الزراعية ومصنوعاتهم الحرفية. ويتردد عليه أكثر من عشرة آلاف بائع ومشري ويعد سوق الخميس الشعبي معلما من معالم مدينة القطيف حيث يقع غربي المدينة على شارع الملك فيصل ويتردد عليه كثير من مواطني المنطقة الشرقية، ومواطني مملكة البحرين خاصة بعد افتتاح جسر الملك فهد. وقد استمد السوق اسمه من اليوم الذي يقام فيه وهو من الاسواق القديمة حيث يجتمع عدد كبير من الباعة والتجار من داخل الواحة وخارجها لعرض أصناف متعددة من البضائع والسلع المصنعة محليا منها والمستوردة ومن بعد تغيير الإجازة الإسبوعية، تغير موعد سوق الخميس ليصبح في صباح سبت كل أسبوع.[189]
- سوق السكة: يحتوي على أكثر من 700 محل تجاري شعبي وحديث. ويقع على ضفته الغربية سوق مياس الشعبي، وعلى ضفته الشرقية سوق الخضار واللحم والأسماك المركزي.[189]
- سوق الحدادين: كان سوق كبير، وكان أول عهده في منطقة تعرف باسم الجبل، ومع تغير الظروف فقد انتقل لسوق مياس بالقطيف، والآن هو يستقر على أربعة محلات معزولة على جانب الطريق الزراعي، ولا يعمل منها سوى ثلاثة فقط.[189]
- سوق مَيَّاس.
- سوق واقف ويقع على بعد أمتار شمالي سوق الخميس، وينشط في الفترة المسائية ليومي الخميس والجمعة. يباع فيه الأشياء المستعملة والأجهزة الكهربائية وحاليا يباع كل ما هو جديد في هذا السوق.
- سوق السمك: تعتبر أكبر سوق للأسماك في المنطقة حيث تغذي هذه السوق المنطقة بكاملها بل ويعتبر المفرش الموجود فيها أكبر مفرش للسمك في الخليج العربي.
- سوق الدوارات القطيفي: سوق من مجموعة بائعين متنقلين، في كل يوم قرية معينة للسوق.

## النقل والمواصلات
محافظة القطيف تفتقر إلى النقل العام.

### المطارات
- مطار الملك فهد الدولي: تأسس عام 1999م، بمساحة 776 كم² ويبعد عن مركز المدينة 22 كم، أو حوالي نصف ساعة.

### محطات القطار
- مترو الشرقية (قيد الإنشاء): نظام مترو مقترح لمنطقة الدمام الحضرية. تقدر تكلفته بـ60 مليار ريال سعودي (16 مليار دولار أمريكي) ومن المتوقع اكتماله بحلول عام 2021. يضم نظام السكك الحديدية الخفيفة يضم خطين: الخط الأول سيربط جزيرة تاروت بجسر الملك فهد عن طريق القطيف والدمام والظهران. أما الخط الثاني فسيربط طريق الملك فهد في الدمام بمطار الملك فهد الدولي.[192]

### النقل البحري
- أعدت الهيئة العامة للنقل دراسة للمسارات البحرية للمشروع المحتمل. والذي يحتوي على سبعة مسارات وسيربط القطيف من جهة دارين بكورنيش الجبيل ورأس تنورة والدمام وكورنيش الخبر إلى شاطئ نصف القمر ومن ثم العقير.[193]

### الجسور
- جسر شارع أحد: أول جسر يربط جزيرة تاروت بالبر الرئيس لمحافظة القطيف، شُيد في عام 1964م.[194]
- جسر شارع الرياض: يسمى محليًا بجسر الأئمة، أو جسر تاروت. وهو جسر بحري يربط بالمنطقة الخامسة والمجيدية في البر الرئيسي لمحافظة القطيف إلى منطقة الشاطئ الواقعة في جزيرة تاروت، ويوجد بمنطقة الشاطئ مجمع القطيف ستي مول.
- جسر المشاري-الناصرة: يسمى محليًا بجسر الرسول الأعظم صلى الله عليه وسلم. جسر خرساني بحري يربط بين حي المشاري بتاروت والقطيف عبر حي الناصرة افتتح في 29 رمضان 1436هـ بتكلفة 78 مليون ريال سعودي ويبلغ طول الجسر 500 متر وعرض 30 متراً ويبلغ الارتفاع أسفل الجسر حتى أعلى مستوى للمياه 3.80 متر، ويقدر الجزء المغمور المفتوح على مياه الخليج 350 متراً، والارتفاع أسفل الجسر حتى أقل مستوى للمياه 4.90 متر ويحتوي الجسر على ثلاثة مسارات ويحتوي أيضاً مسار مخصص للمشاة أسفل الجسر على شكل نفق.[195]
- جسر الخامسة-الناصرة: ويسمى محلياً باسم جسر السيدة زينب بنت الإمام علي، هو جسر خرساني يربط بين منطقة الخامسة والناصرة، يتقاطع مع شارع أحد، افتتح في أكتوبر/تشرين الثاني عام 2015م بتكلفة تبلغ 57 مليون ريال، ويبلغ طوله 750 متر، يشمل عدة مخارج تتصل بشارع أحد.[196]

### المداخل والطرق
للقطيف أربع مداخل رئيسية، من الناحية الجنوبية طريق يمر بعنك وسيهات فالدمام، واستحدث بجواره مدخل جديد محاذٍ لشاطئ البحر ويسمى بطريق الكورنيش. ومن الناحية الشمالية طريق يمر ببلدة القديح والعوامية ويؤدي إلى صفوى والقرى الشمالية. ومن الناحية الغربية المدخل القديم لمدينة القطيف ويمر بمزارع القديح والخويلدية إلى أن يصل قرية الآجام، سَهّل هذا الطريق وصول المواطنين إلى مدينة الظهران والجبيل ورأس تنورة والدمام ومدن أخرى كثيرة ويعتبر المدخل الرئيسي لمدينة القطيف والشريان الحيوي المتوقع لها في السنين القادمة.
من أهم الطرق الحيوية والرئيسية في القطيف:
- شارع القدس: وهو من أهم الطرق في المحافظة بسبب تواجد مُعظم الدوائر الحكومية والبنوك فيه.
- شارع الإمام علي: يمتد من صفوى شمالًا إلى سوق مياس جنوبًا مرورًا بمدينة العوامية ومشروع وسط العوامية الحضاري.
- شارع الملك عبد العزيز: ويُعرف بين أهالي المنطقة باسم شارع المطاعم، إذ تتواجد به العديد من المطاعم والمقاهي. ويقام الآن مشروع توسعة للطريق وربطه بطريق شمال الناصرة ليصل إلى مستشفى الأمير محمد بن فهد للأمراض الوراثية بالعوامية.[198]
- شارع أُحُد: وهو أَحَد أهم الطرق، يربط بين مدينة القطيف وجزيرة تاروت ويحتوي على العديد من المحلات التجارية والغذائية.
- كما تتمتع القطيف باتصال مع مدن سعودية أخرى بواسطة الطرق السريعة ويعد طريق الظهران-الجبيل السريع هو الطريق الرئيسي والذي يمتد عبر القطيف، وطريق أبو حدرية السريع والذي يخدم الحدود الغربية للقطيف ويفصلها من مطار الملك فهد. وهي أيضًَا تعتبر قريبة من جسر الملك فهد الذي يتصل بمملكة البحرين (حوالي 55 كم).
- طريق الخليج العربي: طريق يطل على ساحل الخليج العربي، يمتد من مدينة الدمام جنوبا إلى حي دانة الرامس بمدينة العوامية شمالاً مروراً بسيهات وعنك والقطيف، ويوجد مشروع مستقبلي لربطه بمدينة صفوى ليتصل بالجسر المؤدي إلى محافظة رأس تنورة.

### الموانئ
رُغمَ تعددِ موانئ القطيف ووصول السفن التجارية إليها، إلا أنها لم تكن مناسبةً لرسوِّ السفن الكبيرة، بما فيها ميناء القطيف نفسه؛ والسبب هو ضحالة المياه حتى عند المد، واعتماد هذه الموانئ في الأصل على السفن الصغيرة المتحركة بين القطيف والبحرين. بعد انتشار السفن الكبيرة، أصبحت موانئ القطيف تتلقى اهتماماً أقل لعدم قدرة السفن الكبيرة على الرسو فيها، مما يضطرها إلى الرسو في عرض البحر، والانتقال عبر سفن أصغر إلى الميناء. في محافظة القطيف 7 موانئ رئيسة: ميناء دارين: ويقع في دارين، بجزيرة تاروت ويعد من أقدم وأهم موانئ الخليج، ميناء جزيرة سوق السمك، وميناء الزور وميناء صفوى، وميناء سيهات، وميناء القطيف.

## البنية التحتية

### المشاريع الإسكانية الحكومية

#### إسكان القطيف
إسكان القطيف أو إسكان الجش هو حي يقع في الجش، يضم 600 وحدة سكنية أنشأها صندوق التنمية العقارية في عام 1413هـ (1992م) وتضم مدارس وأسواقاً.

#### إسكان البدراني
هو مشروع سكني قيد التنفيذ منذ 2018م يقع في الجش على مساحة ربع مليون م2 يحوي 942 وحدة سكنية، وهو مزود بخدمات المياه والكهرباء، والصرف الصحي وأنظمة تصريف السيول والأمطار، والمرافق العامة والحدائق والمسطحات الخضراء وملاعب الأطفال.

### المكتبات
يوجد مكتبة عامة واحدة فقط في القطيف، وهي المكتبة العامة في القطيف افتتحت عام 1408هـ/1988م، وتديرها وكالة الشؤون الثقافية بوزارة الثقافة والاعلام، والمكتبة تضم أكثر من 30 ألف وعاء معلوماتي، منها 13,500 كتاب.

### المتاحف
لا يوجد أي متحف حكومي معتمد في محافظة القطيف حيث يحوي متحف الدمام أغلب القطع والمقتنيات الأثرية التي وجدت في القطيف، وتوجد عشرات من المتاحف الخاصة أو الشخصية في القطيف من بينها متحف القطيف الحضاري الذي أسسه حسين السيد علي العوامي، ومتحف الناصر، ومتحف صقر الجزيرة، ومتحف المصلي. أقرت هيئة السياحة في يناير 2015م بتطوير موقع مطار دارين وتخصيصه كمتحف لطائرات الملك عبد العزيز، حيث شُكلت لجنة من عدة جهات لإعادة تطوير المطار، وآخر ما تم في المطار هو تسويره في آذار/ مارس 2016م.

### المنتزهات والحدائق العامة
تحتوي محافظة القطيف على 65 حديقة عامة حسب إحصائية عام 1430هـ. جميع الحدائق تم تنفيذها من قبل بلدية القطيف. ولكوْنِ القطيف مدينة ساحلية، فقد انتشرت العديد من الكورنيشات والمنتزهات المقامة على السواحل البحرية، ومنها:

#### كورنيش القطيف
يقع كورنيش القطيف على الساحل الشرقي من محافظة القطيف في خليج تاروت، غرب الخليج العربي. يمتد كورنيش القطيف على مدى 8 كيلومترات، وتتخلله الجسور الواصلة بين مدينة القطيف وجزيرة تاروت: جسر الأئمة، جسر المشاري-الناصرة، جسر الخامسة-الناصرة. أجزاء الساحل المفصولة من هذه الجسور هي كورنيش الخامسة وكورنيش المجيدية. ويرتبط امتداد كورنيش القطيف مع كورنيش سيهات. تتوزع على كورنيش القطيف وحدات ألعاب الأطفال، ويُعتبر نقطة تجمع شبابية محلية ومنطلق لإقامة فعاليات ومهرجانات عددة. يشترك الكورنيش مع مرفأ جزيرة سوق السمك، لذا فإن مراكب صيد قديمة الطراز (تدعى اللنج أو اللنجة) تكون مقابلةً للواجهة البحرية الخاصة بالكورنيش.

#### شاطئ الرملة البيضاء
شاطئ الرملة البيضاء أو بحر الربيعية هو ساحل بحري يطل على خليج تاروت، غرب الخليج العربي. يمتد الشاطئ من نهاية بلدة دارين ونهاية شارع الرياض إلى بداية بحر سنابس. يصل طول الشاطئ إلى كيلومتر واحد.

### المساجد
تشمل محافظة القطيف على مساجد تتنوع في تصاميم عمارتها. قديماً، كانت المساجد في القرى الحضرية تتكون من طابقين، حيث أن الطابق العلوي يستخدم في فصل الصيف ليلاً، وتُزخرف سقوفها وجدرانها بزخارف. أما في المزارع والأوساط الريفية فتنتشر مساجد تتكون من طابق واحد على شكل مستطيل، تُبنى تقليدياً بنصفٍ مسقوف وآخر مفتوح، وتصل مساحته تقريباً إلى 30 م2.

#### مسجد الخضر
يُعدّ مسجد الخضر الواقع في الجنوب الشرقي لجزيرة تاروت من أبرز مساجد المحافظة. إذ يُعتقد بأنه موقع وطأة قدم الرجل الصالح الخضر، يعود تاريخ المبنى لعصر ما قبل الإسلام فكان منسكاً أو كنسية للمسيحيين النسطوريين قبل أن يتحول لمسجد بعد دخول الإسلام في القطيف. لا يعرف على وجه التحديد تاريخ تأسيسه أو متى تحول لمسجد.
شهد المسجد توسعتان مسجلتان كانت أولاها في عام 1952م، والأخرى في نوفمبر 2005م بجهد من أهالي المنطقة ليكون مركزاً إسلامياً، وتجاوزت تكلفة التجديد 10 ملايين ريال سعودي (حوالي 2.67 مليون دولار أمريكي) جُلها تبرعات من الأهالي. وابتدأت أعمال البناء في 6 آب/أغسطس 2007م، واُفتتح رسمياً في 19 آب/أغسطس 2019م بالرغم من عدم الانتهاء الكامل من عمليات البناء التي امتدت حوالي 13 عاماً ونَيف.

## الصحة
حسب إحصاء سنة 1436/1437هـ، فقد بلغ عدد الأسرّة في محافظة القطيف 815 سريراً متوزعاً على 4 مستشفيات حكومية و3 مستشفيات أهلية. يعمل في جميع الوحدات الصحية بالمحافظة 761 طبيباً و1593 مُمرّضاً إجمالاً. وتتوزع على بلدات محافظة القطيف 38 مركز رعاية أولية حكومية، و32 مستوصفاً أهلياً بإجمالي 449 طبيباً و522 ممرضاً.
تأسس أول مستشفى في المحافظة سنة 1375هـ باسم مستشفى القطيف العام ثم بُني مستشفى تاروت، في عام 1383هـ وهدم عام 1402هـ ليتحول إلى مستوصف العناية الأولية مُقتصراً على الربيعية. افتتح مستشفى القطيف المركزي سنة 1407هـ (1986م) على يد خادم الحرمين الشريفين شاملاً 360 سريراً، والذي يُعدّ المستشفى الرئيس الذي يخدم المحافظة. في 2019، افتُتِح مستشفى الأمير فهد لأمراض الدم الوراثية بمساحة 90,711 متراً مربعاً وخدمة استيعابية لـ200 سرير. وتتوزع باقي المستشفيات على سيهات وعنك وصفوى ومدينة القطيف.

### مراكز الرعاية الصحية الأولية
يصل عددها إلى 32 مركزاً، تتوزع على: القطيف، ودارين، وسنابس، والربيعية، وتاروت، ومخطط (19)، والعوامية، والقديح، والتوبي، والخويلدية، وحلة محيش، والجارودية، وأم الحمام، وعنك، وسيهات، والملاحة، والجش، والنابية، وصفوى، وأم الساهك، وأبو معن، والأوجام.

### الأمراض الوراثية
تعد الأمراض الوراثية متفشيةً في المجتمع القطيفي بمعدلات عالية وصلت الأول على العالم. إذ وصل معدل الإصابة بالأمراض الوراثية في المحافظة إلى طفل من بين كل 700 طفل. في حين أن المعدل العالمي للإصابة طفل من بين كل 10 آلاف طفل حديث الولادة. ويعود السبب الرئيس لكثرة إصابة الأطفال في محافظة القطيف بالأمراض الوراثية، إلى عادة زواج الأقارب في المحافظة، والتي تكثر بشكل كبير بين العوائل. في منتصف عقد 2010 ومع نهاياته، ظهرت مبادرات محلية وحكومية للحد من تفشي الأمراض الوراثية، فتأسست مؤسسة جينوم في 2016م وافتتح مستشفى الأمير فهد لأمراض الدم الوراثية في نهاية 2019م.

### عزل القطيف وقائياً
في يوم 8 مارس عام 2020، أعلنت الحكومة السعودية عن المنع المؤقت من الدخول إلى محافظة القطيف والخروج منها، وذلك بعد أن تبيّن أن كل حالات الإصابة بمرض كورونا بدأت من داخل المحافظة، وكان المصابون من أهل القطيف وعددهم 11، قد جاؤوا من إيران، كما أعلنت الحكومة عن إيقاف المدارس هناك، والدوائر الحكومية ما عدا الأساسية منها والخدمات التموينية الضرورية. وفي 29 أبريل 2020 تم الإعلان عن رفع العزل الكلي لمحافظة القطيف ابتداء من 30 أبريل 2020.

## التعليم
تبلغ نسبة الأمية بالقطيف 10.04%، ويبلغ عدد الطلاب الذكور 50,223 طالب، بينما يبلغ عدد الطالبات 49,012 طالبة. ذلك حسب إحصاء عام 2004م.
| المستوى | مدارس بنين | عدد الطلبة | مدارس بنات | عدد الطالبات |
| ------- | ---------- | ---------- | ---------- | ------------ |
| ابتدائي | 108        | 24,056     | 80         | 22,693       |
| متوسط   | 68         | 13,612     | 44         | 12,900       |
| ثانوي   | 43         | 12,555     | 33         | 13,419       |
| المجموع | 219        | 50,223     | 157        | 49,012       |

يبلغ عدد رياض الأطفال في محافظة القطيف 20 روضة، أغلبها يتبع الجمعيات الخيرية واللجان المحلية وبعضها يتبع الرئاسة العامة لتعليم البنات. وصل عدد المدارس في عام 1423هـ إلى 360 مدرسة، موزعة على المراحل الثلاث. بالإضافة إلى مدارس تحفيظ القرآن الكريم، والمدارس الأهلية. تفتقر محافظة القطيف إلى الجامعات، إذ لا يوجد أي جامعة حكومية أو أهلية.
افتتحت أول كلية في القطيف عام 1423هـ، وهي كلية المجتمع بالقطيف وهي تابعة لجامعة الإمام عبد الرحمن بن فيصل. تصل سعة كلية المجتمع الاستيعابية إلى 250 طالبة. لا يوجد في كلية المجتمع سوى تخصصي دبلوم الحاسب الآلي ودبلوم إدارة أعمال  بينما تدرس اللغة الإنجليزية، السكرتارية، إضافة للحاسب الآلي كمواد سنة تحضيرية. تلتها الكلية التقنية بالقطيف التي افتتحت في 9 يناير 2008م. ثم كلية لينكون، التي افتتحت في 17 مايو 2015م، وتشمل تخصصات في إدارة الأعمال، والخدمات المالية، وتقنية المعلومات، وخدمات المساندة، والأزياء.

### تاريخ التعليم
شملت القطيف نهضة تعليمية بدأت بإنشاء المدارس بمراحلها الثلاث التي يواصل خريجيها الدراسة في الجامعات المحلية والخارجية. كان التعليم في القطيف قديماً مُقتصراً على الكتاتيب وهي مجالس لتعلم القراءة والعلوم الدينية. كانت الكتاتيب جزءاً من منازل الشيوخ وذوي العلم تُتَّخذ لغرض تعليم الأطفال. يتعلم الطفل عبر جلوسه وقراءته من لوح الخشب، ويتعلم قراءة وحفظ سور من القرآن وتفسيرها والصلاة ثم الكتابة والحساب.
افتتحت أول مدرسة في القطيف عام 1367هـ (1947-1948م) وهي مدرسة القطيف الأولى بالقلعة، والثانية بدارين عام 1368هـ (1948م)، والثالثة بتاروت عام 1373هـ (1953م) وافتتح الأهالي مدرسة أهلية خاصة للبنات عام 1379هـ (1959م).

## الجمعيات الخيرية
في القطيف 11 جمعية خيرية، متوزعة على مدينة القطيف وسيهات وصفوى والجش وأم الحمام والأوجام والجارودية وتاروت والقديح والعوامية. تخضع الجمعيات لإشراف وزارة العمل والشؤون الاجتماعية. ويضاف إليها عدد من الفروع المرتبطة بجمعية البر بالمنطقة الشرقية، وذلك في دارين، وعنك، وأم الساهك. يشرف مركز الخدمة الاجتماعية على عمل 8 لجان هي:
| الجمعية                                    | المنطقة      | تاريخ التأسيس |
| ------------------------------------------ | ------------ | ------------- |
| خيرية القطيف                               | مدينة القطيف | 1383هـ        |
| جمعية تاروت الخيرية                        | تاروت        | 1378هـ        |
| جمعية دارين الخيرية                        | دارين        | 1402هـ        |
| جمعية البر الخيرية                         | سنابس        | 1428هـ        |
| جمعية الصفا الخيرية                        | صفوى         | 1383هـ        |
| جمعية العوامية الخيرية                     | العوامية     | 1387هـ        |
| جمعية عنك الخيرية                          | عنك          | 1428هـ        |
| جمعية سيهات للخدمات الاجتماعية             | سيهات        | 1382هـ        |
| خيرية مضر                                  | القديح       | 1387هـ        |
| جمعية الجارودية الخيرية للخدمات الاجتماعية | الجارودية    | 1404هـ        |
| لجنة التنمية بالقطيف                       | مدينة القطيف | -             |
| اللجنة الأهلية النسائية بالقطيف            | مدينة القطيف | -             |
| اللجنة الصحية بالقطيف                      | مدينة القطيف | -             |
| اللجنة الثقافية بالقطيف                    | مدينة القطيف | -             |
| لجنة التنمية المحلية بالتوبي               | التوبي       | -             |
| لجنة التنمية المحلية بحلة محيش             | حلة محيش     | -             |
| لجنة التنمية المحلية بالملاحة              | الملاحة      | -             |
| لجنة التنمية التنمية المحلية بالبحاري.     | البحاري      | -             |
| جمعية صيادي الأسماك بصفوى.                 | صفوى         | -             |

## الثقافة

### المطبخ
- المحموص: هو رز مع بصل محموص يتميز باللون البني المائل للسواد. ويتم تحضيره في أيام محرم وفي أيام الأحزان الدينية وأيام الحداد وذلك إلى لونه الأسود، ويُعتقد بأن هذا الطبق قد نشأ لعدة عوامل منها نتيجة للفقر فيما مضى، وبسبب أن المصدر الطعام الرئيسي للسكان هو صيد البحر، وبسبب عدم توفر البرادات، وتوقف الصيد في أيام محرم، كان البصل زهيد الثمن يستعاض عوضاً عن السمك أو الدجاج أو اللحوم عند الطبخ. أما حالياً، فيؤكل المحموص مع الدجاج، اللحم، السمك، أو الروبيان بعد أن أصبحت متوفرة، وفي أول عشرة أيام من محرم تجتمع نساء أهل الحي لتجهيز وطبخ المحموص بشكل جماعي، ليوزع على الأهالي.[244]
- خبز مريم: سُمي الخبز بخبز مريم، نسبةً للسيدة مريم، أم المسيح. وهو مصنوع بأسلوب شرقي، لا يُعرَف بالضبط تاريخ تطوره، ولكن يُرجَّح أنه يعود للفترة التي دخلت فيه المسيحية النسطورية للقطيف وقبل الإسلام، أي قبل 2000 عام تقريبًا.[245]
- الثريد خبز رقاق مع المرق.
- الهريسة حبوب الهريس تطبخ وتعجن مع اللحم.
- الساقو: وهو طبق حلى، يتكون من حبيبات أصلها من نشا الذرة مع السكر، حيث يتم تحميص السكر أولاً ثم مزج الحبيات معها، ويضاف إليه الزعفران والهيل ويتم إعداده عادةً في شهر رمضان ويقدم ساخناً مع القهوة.[246]
- العصيدة: هي إحدى الحلويات الشعبية الشائعة في المحافظة، ويتم تحضيرها غالباً في شهر رمضان، وفي فصل الشتاء أو في المناسبات الدينية، حيث توزع في المضائف أثناء إحياء ذكرى استشهاد الإمام الحسين في شهر محرم، وكذلك في مناسبات الأفراح كالأعراس. وتتكون العصيدة من الطحين ويضاف لها الدبس أو السكر، والهيل، والزعفران والزيت، وتقدم مع الشاي أو القهوة أو الكرك.[247] ومنذ عام 2015م تم تخصيص يوم سنوي للعصيدة في القطيف، يتم فيه تحضيرها وتوزيعها على العامة في كورنيش القطيف.[248]
- العفوسة: تشبه العصيدة في تكوينها ولكن يُضاف إليها التمر الهامد والهيل المطحون، والزعفران، ويَكثر إعدادها في مواسم الرطب وفصل الشتاء.[249]
- اللقيمات (لقمة القاضي) عجينة كروية يضاف إليها الدبس.
- المهلبية.

### اللباس
اللباس الخاص بالرجال هو الثوب والعقال والبشت (عباءة رجالية) والغترة. بينما اللباس الخص بالنساء ما يلي:
- الدراعة: هي فستان قصير يصل للركبة، أو أسفل منها قليلاً، وهي ذات أكمام طويلة مطرزة بنقوش مشغولة.[250]
- الثوب الهاشمي ثوب فضفاض واسع الكم.
- البخنق: وهو لباس خاص بالفتيات الصغيرات، يتكون من قطعة من قماش أسود حرير شفاف من الشيفون تلتقي إحدى زاويتيها العليا بالأخرى، وتخاط حتى لا تبقى إلا فتحة صغيرة بمقدار الوجه، التي تكون مطرزة بخيوط الحرير وأسلاك الذهب[251]، ويلبس هذا الرداء في أيام المناسبات والقرقيعان.
- المشمر: قطعة من قماش الخفيف الناعم الغير شفاف تلبسه المرأة في المنزل كنوع من الحجاب بين الأقارب، ويتميز هذا اللباس المنزلي بشفافيته وبألوانه الزاهية ويعد من أنواع الزينة، وللمشمر في المجتمع القطيفي ارتباط تاريخي وثقافي حيث غُنيت عليه الكثير من الأزاهيج والأبيات الشعرية. وللمشمر عدة أنواع وأصناف مختلفة من ناحية الألوان والأشكال ونقوش الزخرفية عليها، وتطريز المشمر لا يتطلب أخذ دقيق للمقاس، ولكن يحتاج إلى معرفة وخبرة عن كيفية قص القماش، وخياطته بشكل مرتب يجعل أطرافه متساوية، وخيوطه مستوية غير مشدودة. وكان المشمر في بعض قرى القطيف يلبس في السابق عوضاً عن لبس العباءة.[252]
- الشيلة: قطعة من قماش أسود، تلبسها المرأة خارج المنزل. حالياً لا تلبسها إلا النساء الكبيرات في السن.

### اللهجة
لمحافظة القطيف العديد من اللهجات كعدد قراها تقريباً، فكل قرية أو مدينة في المحافظة تحتفظ بمفرداتها ولهجتها الخاصة وهناك بالقطيف 13 قرية و4 مدن وجزيرة: القطيف، سيهات، جزيرة تاروت، سنابس، الربيعية، أم الحمام، الجش، الجارودية، الخويلدية ، التوبي، القديح، العوامية، صفوى، الأوجام، البحاري)، لكن محافظة القطيف تحتوي على بعض المفردات المشتركة وهناك بعض المفردات التركية وذلك بتأثير الحكم العثماني عليها، ولهجة القطيف وبعض مناطق شرق السعودية هي الأقرب إلى لهجات الخليج.

## الرياضة
يمارس مكتب تابع للرئاسة العامة لرعاية الشباب مهامه الإشرافية على أعمال بعض الأندية الرياضية في القطف، وقد تأسس سنة 1395هـ. تتبع المكتب مدينة رياضية حديثة تقع على طريق الظهران الجبيل السريع. تحتضن الأندية الرياضية في القطيف أكثر من 12 ألف عضو، يمارسون مختلف الأنشطة الرياضية والاجتماعية والثقافية، كما يشاركون في برامج الخدمة العامة.
يوجد بمحافظة القطيف ثلاثة عشر ناديّاً رياضيّاً مسجلاًَ لدى الهيئة العامة للرياضة رسميّاً هي:
| النادي         | المنطقة      | تاريخ التأسيس |
| -------------- | ------------ | ------------- |
| نادي الخليج    | سيهات        | 1945م         |
| نادي الصفا     | صفوى         | 1947م         |
| نادي الهداية   | الجش         | 1957م         |
| نادي المحيط    | الجارودية    | 1958م         |
| نادي السلام    | العوامية     | 1963م         |
| نادي الجزيرة   | دارين        | 1966م         |
| نادي الابتسام  | أم الحمام    | 1968م         |
| نادي مضر       | القديح       | 1969م         |
| نادي النور     | سنابس        | 1971م         |
| نادي الهدى     | تاروت        | 1976م         |
| نادي الخويلدية | الخويلدية    | 1977م         |
| نادي الساحل    | عنك          | 1978م         |
| نادي الترجي    | مدينة القطيف | 1980م         |
| واحة القطيف    | مدينة القطيف | 2021م         |

### نوادٍ أخرى غير مسجلة
1. نادي الربيع: يقع في بلدة الربيعية، وتأسس عام 1976م
2. نادي البحاري: تابع لمركز الخدمة الاجتماعية بالقطيف[78]
3. نادي التوبي: تابع لمركز الخدمة الاجتماعية بالقطيف[78]
4. نادي الأزهر: يقع بحلة محيش، وهو تابع لمركز الخدمة الاجتماعية بالقطيف[78]
5. نادي الزهور: ويقع في بلدة الملاحة، وهو تابع لمركز الخدمة الاجتماعية بالقطيف[78]

### الملاعب
يوجد في محافظة القطيف أستاذ واحد فقط وهو استاد مدينة الأمير نايف بن عبد العزيز الرياضي، تأسس في سنة 1999م، ويقع في الجش على طريق الظهران-الجبيل السريع، ويستخدم كلاً من نادي الخليج ومضر هذا الأستاذ الذي يتسع إلى 12 ألف متفرج. ويوجد عدة ملاعب رياضية أخرى متوزعة في مدن وقرى القطيف من أبرزها ملعب نادي الخليج بسيهات، الذي افتتح سنة 1996م، ويتسع إلى 10 آلاف متفرج.

## العادات والتقاليد
للمدن والقرى في محافظة القطيف عاداتها وتقاليدها القديمة المتوارثة، وارتباطاتها الاجتماعية بين الأفراد والجماعات حيث أنها تشكل مجتمعاً قائماً بذاته.

### المناسبات والاحتفالات الدينية والشعبية
يُحيى في محافظة القطيف عدة مناسبات دينية أو شعبية دورية ومن أبرزها عيدي الفطر والأضحى، وكذلك الكريكشون والناصفة المعروفتان بمسمى القرقيعان، ووفيات ومواليد أئمة أهل البيت، وبعض الأنبياء كمحمد.
في بداية كل عام هجري تتوشح القطيف بالسواد وبالأعلام السوداء والحمراء والخضراء فوق المآتم والبيوت والأزقة والطرقات والتي يقصد بها إعلان حالة العزاء وبدء موسم عاشوراء من بداية شهر محرم حتى نهاية شهر صفر إحياءً لذكرى أيام عاشوراء الذي قتل فيها الحسين بن علي حفيد النبي محمد في معركة كربلاء. ولهذه الأيام أهمية ورونق خاص لدى أغلبية المجتمع القطيفي ذو الأكثرية الشيعية ففيها تُغلق المتاجر ولا يتم فيها عقد أي زواج، ويلغى أي طابع يدل على الفرح، ويُلبس ألوان سوداء أو داكنة. وتصاحب هذه الأيام السماميع وهي عبارة عن محاضرات دينية أو علمية يلقيها رجال الدين في الحسينيات أو المساجد. وممارسة الشعائر الحسينية التي تتضمن المواكب الحسينية، وهي مسيرات لطم تجري في معظم قرى القطيف ويشارك فيها عدد من سكان البحرين، وسط هتافات الشعارات والرايات الحسينية، وتنتشر المضائف وهي عبارة عن كشك مكشوف يقيمه متطوعين ومتبرعين في الساحات والطرقات لتقديم الأطعمة والمأكولات والحلويات والمشروبات كالشاي، والقهوة، والليمون، والقرفة، على كل من يستمعون للخطيب وعلى المشاركين في العزاء أو حتى على المارة، وتقوم المآتم بطبخ وجبة المحموص وتوزيعها على المنازل المجاورة، وتشهد عدد من القرى عروضاً تمثيلية لمحاكاة واقعة الطف للتعريف بها.

ويُحتفل بانتهاء شهري الحداد محرم وصفر، ودخول شهر ربيع، فيخرج الناس إلى ساحل البحر وعند عودتهم في الغروب يتم جمع أكوام من القش وتُحرق رمزاً لحرق أثار الحداد، ويتم تعليق أغصان من الشجر عند أبواب المنزل والغرف تيمناً بالخضرة التي ترمز إلى إطلالة الأيام الباسمة والحياة البهيجة، ويتم التخلص من الأواني الفخارية والصينية البالية والقدو، بتحطيمها وهي عادة بدت بالتلاشي، لكن لا زال يُعمل بها إلى الآن. 
- إحياء مراسم عاشوراء
- مسيرة المواكب العزائية في القرى، والجدران تتوشح باللون الأسود.
- تُعلق رايات وشعارات على الجدران تتضمن عبارات دينية أو توعظية.
- يُلبس الأسود للدلالة على الحزن والحداد.
- إعداد وجبة المحموص لتوزع على القرى والمضائف، وتعتبر إحدى العادات المرتبطة بمحرم.

يُعتبر عيد الفطر من أهم الأعياد التي تشهدها المدينة، ففيه تغلق المتاجر وتكون إجازة رسمية، وتقام المهرجانات وتنشط الحركة التجارية، وتزدهر الحركة الاجتماعية، ويلبس الناس الجديد وينحرون الذبائح ويقيمون الولائم، ويوزعون الصدقات، ويتبادلون التهاني والزيارات ويستقبلون الأقارب والأصدقاء، وفيه توزع العيديات وهي مال يُعطى للأطفال كنوع من الهدايا. ويُحتفل بعيد الأضحى كما في عيد الفطر، وفي عيد الأضحى عادة الدوخلة وهي عادة متوارثة قديمة وتعرف أيضاً باسم الحية بية، والدوخلة هي قفة منسوجة من خوص النخل، يُزرع بها بذور قبل حلول العيد بشهر وقد يوضع فيها قطع من النقود أو قليل من لحم الأضاحي كإشارة لنوع من الفدية عن الحجاج الغائبين، ويلقيها الأطفال في عصر عيد الأضحى على ساحل الخليج العربي وهم ينشدون أنشودة الدوخلة، مرتدين أزياء تقليدية خليجية، وقد خُصص مهرجان سنوي للدوخلة منذ عام 2005م على شاطئ سنابس للاحتفال بهذه العادة القديمة.
تعم الفرحة والمهرجانات على كامل القطيف في يومي القرقيعان من كل سنة، وذلك في يوم 15 من شهر شعبان الذي يوافق مولد محمد بن الحسن المهدي ويسمى هذا اليوم بالناصفة، ويوم 15 رمضان الذي يوافق مولد الحسن بن علي بن أبي طالب ويسمى بالكريكشون، وهي عادة سنوية قديمة موروثة في كلاً من البحرين والقطيف وبعض المناطق في الخليج العربي، وفيها تقام الاحتفالات وتصنع الولائم، ويلبس الجديد، وتوزع النذور وتوقد الشموع ويخرج الناس والأطفال بين 4 أعوام و12 خصوصاً إلى شوارع القرى القديمة والأحياء للاحتفال وتتجهز المساجد مبكراً لاستقبال الزوار، ويوزع الأهالي الحلوى والمأكولات على الأطفال، وترتدي الفتيات فيه الألبسة التقليدية كالبخنق والنشل وتتزين بالحناء، والجلابية، أما الأولاد فيرتدون الطاقية والإزار، ويردد الأطفال الأناشيد الشعبية، بينما يقومون بالتجوال على الأحياء بأكياس بلاستيكية كبيرة أو أكياس قماشية تسمى بالخريطة، للحصول على الناصفة وهي كيس يحوي على الفول السوداني والحلوى والمشروبات والألعاب وقد تحوي في بعض الأحيان على مبالغ نقدية أو الهدايا التذكارية، يوزعها عليهم الأهالي من داخل منازلهم. ويقوم أطفال المدن المجاورة مثل الدمام والخبر والظهران بزيارة القطيف للمشاركة في الاحتفال معهم. وتتزين منازل وشوارع القطيف بالمصابيح الملونة، وتعلق قطع من القماش المتنوعة الزاهية الألوان والمطرزة بالخيوط الذهبية، وكذلك يقوم متطوعين بتجيز وتزيين مداخل قرى ومدن القطيف ببوابات تُصنع من سعف النخيل وتزين بالأضواء والألوان، وتطلق منها الألعاب النارية، ويقام فيها مراكز ترفيه مجانية للأطفال، وتوضع الطاولات حاملة شتى صنوف الحلويات والفطائر والعصائر الباردة توزع لاستقبال العابرين وهم في سياراتهم ويتم رش لماء الورد وإعداد البخور لتعطيرهم، خصوصاً القادمين من خارج القطيف، وتختلف العادات وأوقات الاحتفال بين مدن وقرى القطيف، ففي سيهات وصفوى تبدأ الاحتفالات بعد الظهر، أما في معظم بقية القرى فيكون الخروج في المغرب. ويعد شهر رمضان من مواسم الأفراح الدينية، وفيه تتبادل الأطعمة بين الجيران والأقارب، وتعقد في لياليه ندوات يقرأ فيها الأدعية والقرآن، وفيه يسمح للأطفال بالسهر والتجوال في الطرقات والشوارع، وفيه يجوب المسحر بطبلته ويطرق بيوت الناس لإيقاظهم للسحور ويصحبه الأطفال من حوله يرددون ويصفقون الأناشيد، وفي منتصف وأخر شهر رمضان يبدأ المسحر جولته على البيوت ليتقاضى أتعابه.

## المهرجانات والمناسبات
تُقام في القطيف سنوياً، العديد من المناسبات والأحداث الدينية التي يجتمع فيها الناس في أماكن مخصصة لذلك، أهمها:
| التاريخ               | المناسبة                           | ملاحظة                                 |
| --------------------- | ---------------------------------- | -------------------------------------- |
| 1-13 محرم             | استشهاد الإمام الحسين              |                                        |
| 25 محرم               | وفاة الإمام زين العابدين بن الحسين |                                        |
| 20 صفر                | يوم الأربعين                       | مرور 40 يوم على استشهاد الامام الحسين. |
| 28 صفر                | وفاة النبي محمد                    |                                        |
| 29 صفر                | وفاة الإمام علي بن موسى الرضا      |                                        |
| 1 ربيع الأول          | إنتهاء شهر صفر                     |                                        |
| 8 ربيع الأول          | استشهاد الإمام العسكري             |                                        |
| 8 ربيع الأول          | مولد النبي محمد                    |                                        |
| 8 ربيع الآخر          | مولد الإمام العسكري                |                                        |
| 5 جمادى الأولى        | مولد زينب بنت علي بن أبي طالب      |                                        |
| 13 جمادى الأولى       | استشهاد فاطمة الزهراء              |                                        |
| 13 جمادى الآخرة       | وفاة أم البنين                     |                                        |
| 20 جمادى الآخرة       | مولد فاطمة الزهراء                 |                                        |
| 1 رجب                 | مولد الإمام الباقر                 |                                        |
| 2 رجب                 | مولد الإمام الهادي                 |                                        |
| 3 رجب                 | استشهاد الإمام الهادي              |                                        |
| 10 رجب                | مولد الإمام الجواد                 |                                        |
| 13 رجب                | مولد الإمام علي                    |                                        |
| 25 رجب                | استشهاد الإمام الكاظم              |                                        |
| 3 شعبان               | مولد الإمام الحسين                 |                                        |
| 5 شعبان               | مولد الإمام السجاد                 |                                        |
| 15 شعبان              | مولد الإمام الحجة                  | يوم الناصفة                            |
| 15 رمضان              | مولد الإمام الحسن                  | يوم الكريكشون                          |
| 18 رمضان              | ليلة القدر                         |                                        |
| 19 رمضان حتى 21 رمضان | استشهاد الإمام علي                 |                                        |
| 22 رمضان              | ليلة القدر                         |                                        |
| 1 شوال                | عيد الفطر                          |                                        |
| 25 شوال               | استشهاد الإمام الصادق              |                                        |
| 11 ذو القعدة          | مولد الإمام الرضا                  |                                        |
| 29 ذي القعدة          | استشهاد الإمام الجواد              |                                        |
| 7 ذو الحجة            | استشهاد الإمام الباقر              |                                        |
| 10 ذو الحجة           | عيد الأضحى                         |                                        |
| 18 ذو الحجة           | عيد الغدير                         |                                        |
| 27 ذو الحجة           | مولد الإمام الهادي                 |                                        |

المهرجانات الدورية وغير الدورية:
| المهرجان                       | الزمان                                 | المكان                           | الجهة المنفذة                  | الهدف                          | سنة انطلاق المهرجان | الحالة         | الموقع الرسمي     |
| ------------------------------ | -------------------------------------- | -------------------------------- | ------------------------------ | ------------------------------ | ------------------- | -------------- | ----------------- |
| مهرجان ترانيم للإبداع والانشاد | يتم الإعلان عنه في الموقع الرسمي       | إحداثيات المكان في الموقع        | ترانيم للابداع والانشاد        | تعزيز مكانة الأنشودة الإسلامية | 1998                |                | traneem.net       |
| مهرجان الدوخلة                 | عيد الأضحى                             | شاطئ السنابس                     | لجنة التنمية الاجتماعية بسنابس | العودة إلى التراث              | 2005                | متوقف منذ 2015 | dokhalah.com      |
| مهرجان الوفاء                  | شهر ذو الحجة                           | أراضي جمعية سيهات + منتزه سيهات  | جمعية سيهات - نادي الخليج      | فرحة العيد تجمعنا              | 2006                |                | لا يوجد           |
| مهرجان قطيفنا خضراء            | فصل الربيع (شهر ربيع الأول)            | الواجهة البحرية القطيف           | جمعية العطاء النسائية          | الحفاظ على البيئة              | 2009                |                | لا يوجد           |
| مهرجان واحتنا فرحانة           | عيد الفطر                              | الواجهة البحرية القطيف           | [1]                            | الاحتفال بعيد الفطر            | 2010                |                | qatiffestival.com |
| مهرجان النخلة                  | يتم الاعلان عنه عن طريق الاعلام المحلي | مزرعة تقليدية يتم تحديدها كل سنة | مجموعة قطيف الغد               | الحفاظ على النخيل              | 2013                | متوقف          | لا يوجد           |
| مهرجان الزهور                  |                                        | وسط العوامية                     | بلدية القطيف                   | بيئوي                          | 2019                |                | لا يوجد           |

## المحافظون والأمراء
انضمت القطيف إلى الحكم السعودي بعد اثنتي عشرة سنة من فتح الرياض. عيَّن الملك عبد العزيز، من بداية الضم، عبد الرحمن بن سويلم، أميراً للقطيف. في عام 1343هـ، تم تأسيس مبنى الإمارة الرسمي. تولى إدارة محافظة القطيف منذ تأسيس المملكة العربية السعودية:
- عبد الرحمن بن عبد الله آل سويلم
- عبد الله بن عبد الرحمن بن سويلم
- سلطان بن عبد الله السويلم
- محمد بن عبد الرحمن السويلم
- عبد العزيز بن عبد الرحمن السويلم
- عبد الله الثنيان
- عبد الله بن محمد آل عبيكان
- عبد الرحمن بن سعد بن خير الله
- عبد العزيز بن غنيم
- محمد بن عبد الله بن بتال المطيري
- سليمان بن إبراهيم بن ثنيان
- ناصر بن ثنيان
- حمود بن مطلق البقعاوي (بالوكالة)
- مشاري بن عبد العزيز بن ماضي
- عبد العزيز بن ماضي
- ناصر بن عبد الله السديري
- حمود البقعاوي
- محمد بن عبد الرحمن الشريف
- عبد الرحمن الثنيان
- محمد بن عبد الرحمن الشريف
- فهد بن عبد الرحمن السكران
- خالد بن عبد العزيز الصفيان (بالإنابة)
- عبد الله العثمان
- خالد بن عبد العزيز الصفيان: ولد في رأس تنورة عام 1960م. حصل على شهادة بكالوريس إعلام من جامعة الملك سعود في عام 1982م.
- فلاح بن سلمان الخالدي (مكلّف منذ 16 فبراير 2020).

### البلديات

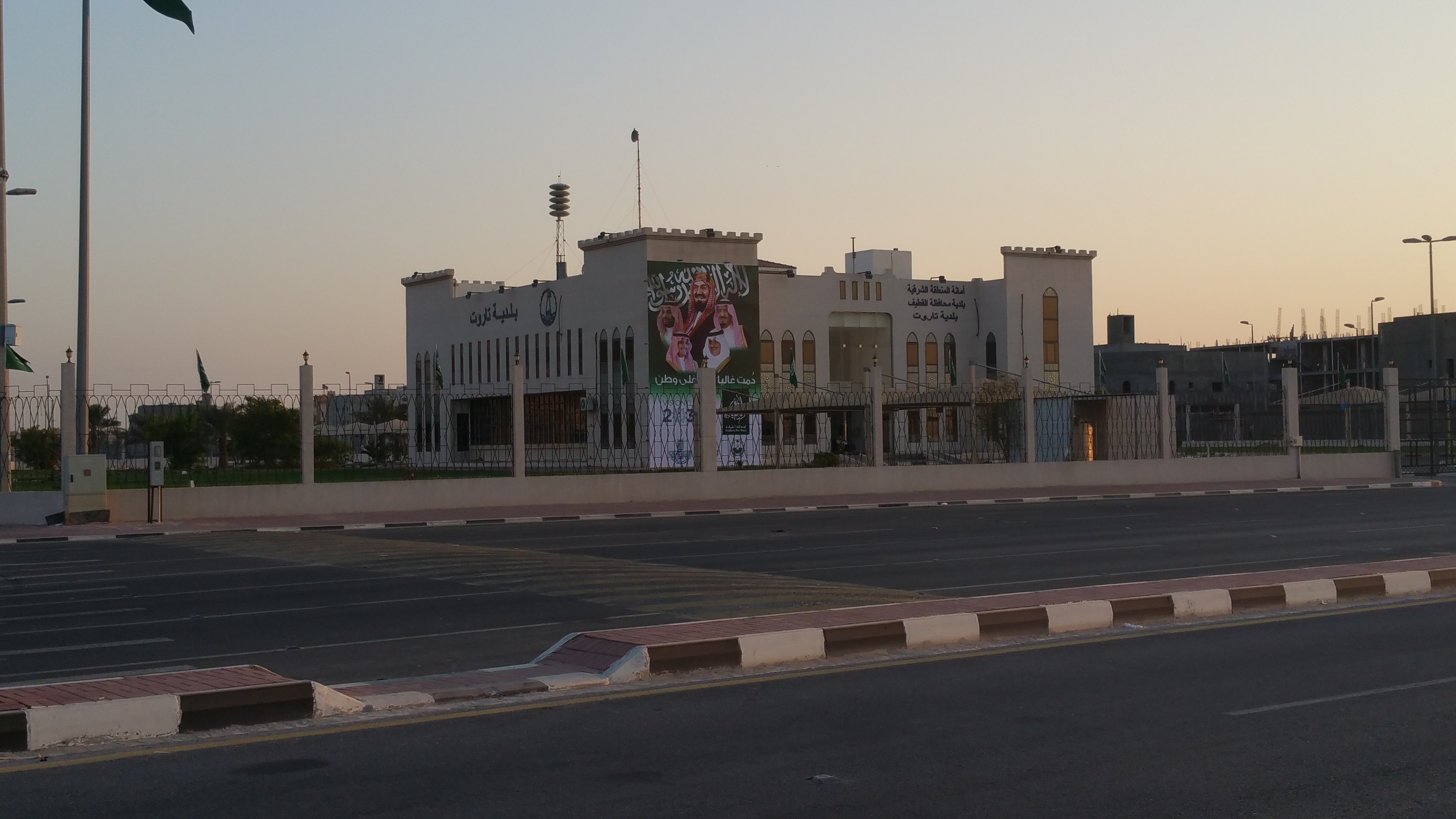
مبنى بلدية تاروت الواقع بنهاية شارع الرياض.

تأسست بلدية القطيف وتوابعها من البلديات الآخرى سنة 1344هـ وكانت تضم من صفوى شمالاً حتى سيهات جنوباً. ومع التطور العمراني للقرى، تم إنشاء ست بلديات ذات ميزانيات مستقلة: بلدية القطيف وبلدية صفوى وبلدية سيهات وبلدية تاروت وبلدية عنك وبلدية القديح.
وفي عام 1402هـ ضمت هذه البلديات الست في بلدية واحدة تحت اسم بلدية القطيف المصنفة تحت الفئة (أ). وفي عام 1407هـ تم دمج بلدية القطيف إدارياً ومالياً وبكامل تشكيلاتها الإدارية بأمانة مدينة الدمام وأصبحت ميزانيتها مدمجة مع الأمانة. في نهاية عام 1428هـ تم فصل البلدية إدارياً ومالياً وبكامل تشكيلاتها الادارية، وأصبحت ميزانيتها مرتبطة بوزارة الشؤون البلدية والقروية.

## الأعلام

### دين[270]
- محمد علي الخنيزي القطيفي: عالم دين ولد سنة 1886م، وتتلمذ على يد منصور آل سيف.[271][272]
- علي بن حسن الجشي البحراني القطيفي: أديب وعالم دين، وقاضٍ شرعي.[271][272]

### أدب
- جعفر الخطي أديب وشاعر.[273][274]
- عبد الله علي الجشي: أديب وشاعر، وكاتب وصحفي، وُلد بالقلعة عام 1924م.[275][276]
- محمد سعيد المسلم: هو أديب وشاعر ومُؤرخ وكاتب، وصحفي وُلد بحي السدرة في القلعة ونشأ فيها.[275][277][278][279]

### فنون
- عثمان أبو الليرات: كان أحد المصوّرين الفوتوغرافيين والموثقين لتاريخ القلعة، وأنتج مجسمّاً للقلعة من محاكاة لما يتذكره من أيام حياته فيها.[280]

### ناشطون
- سعيد مجيد العوامي: صيدلي سعودي، وأوّل صيدلي جامعي على مستوى الخليج العربي من الجامعة الأمريكية في بيروت ببعثة من أرامكو.[281][282] حصل على شهادة البكالوريوس في الصيدلة القانونية وعمل لدى أرامكو في مجال تركيب الأدوية بصيدلية الظهران، وتدرج لمناصب حتى وصل إلى رئاسة صيادلة أرامكو.[281] زار الولايات المتحدة عدة مرات لدورات في مجال تخصصه ومؤتمرات. وهو من مؤسسي أول مكتبة عامة في القطيف وكذلك أسس الجمعية التعاونية بالقطيف، وجمعية القطيف الخيرية وترأسها بعد تقاعده.[281][283]
- نهاد الجشي: عضو مجلس الشورى واستشارية أمراض الأطفال وحديثي الولادة بمستشفى الولادة والأطفال بالدمام، سكنت القلعة ونشأت بها.
- نظمي النصر: الرئيس التنفيذي لمشروع مدينة نيوم، ونائب الرئيس التنفيذي للشؤون الإدارية والمالية في جامعة الملك عبد الله للعلوم والتقنية.[284] وعضو الهيئة الاستشارية في المجلس الاقتصادي الأعلى السعودي. وعضو مجلس الأمناء لمركز الملك عبد العزيز للحوار الوطني.
- أمين الناصر: رئيس شركة أرامكو وكبير الإداريين التنفيذيين.[285]

## المشاكل الحالية

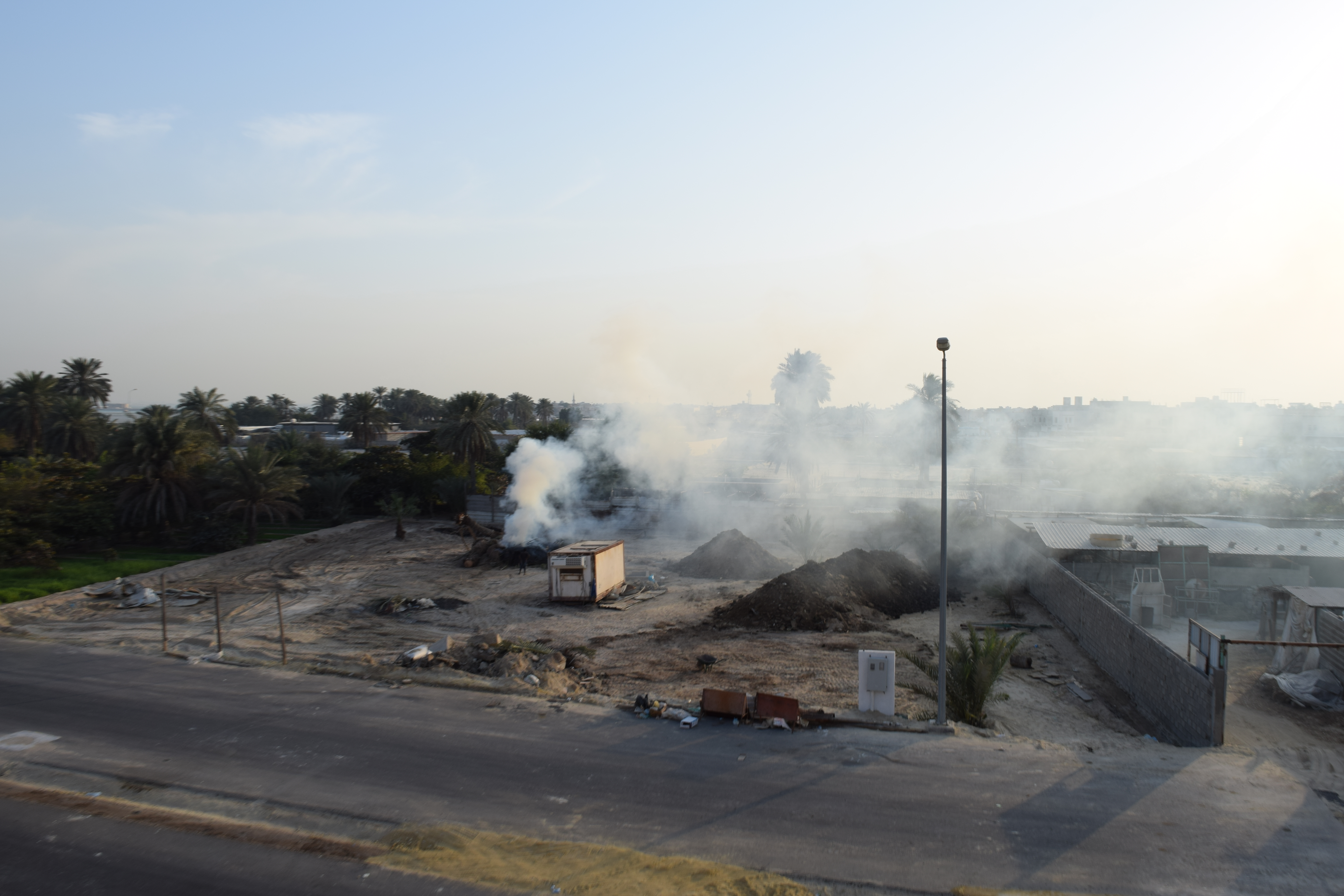
جانب من حرق نخيل مزرعة بشرق جزيرة تاروت، يناير، 2017م.

### ردم البحر
تغيرت معالم جزيرة تاروت لدفن البحر من الجهة الغربية لمدينة القطيف، فاتصلت بها وأصبحت تلك الأراضي التي يغمرها البحر سابقاً مناطق سكنية، فقامت في الغرب منطقة الدخل المحدود والتُركيّة والمنيرة والمزروع والناصرة، وتكاد تتحوّل جزيرة تاروت إلى شبه جزيرة لاتصالها بالبر من الجهة الغربية.
فلم تعد جزيرة تاروت كما كانت من قبل جزيرة يحيط بها مياه البحر بعد أن دفن البحر من جهة الغرب واتصلت بمدينة القطيف. قال جيوفري بيبي عند معاينته جزيرة تاروت أنها ليست مجرد أقدم منطقة بالسعودية وإنما أقدم موقع لمدينة في الخليج.

### سحب النفط المتواصل
تدهورت الصناعة المحلية والمهن التقليدية، وهُجرت الزراعة وكسدت التمور واستنزفت المياه الجوفية بعد سحب كميات كبيرة من النفط وتوجه أغلب الأيدي العاملة إلى أعمال استخراج البترول ومشتقاته.

## مَعرَض الصُوَر

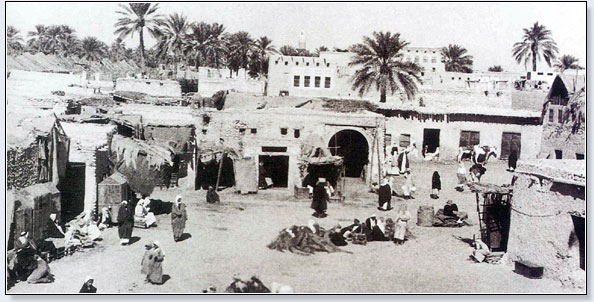
منظر لسوق القطيف قبل أكثر من ستين عاماً ويشاهد في الصورة بعض الجمال التي تحمل المؤونة من هذا السوق إلى مناطق المملكة المختلفة
منظر جوي للقطيف يبين سور القلعة
مبنى الجمارك في القطيف عام 1951 م
منظر للسور الشمالي لقلعة القطيف التقطه الرحالة ولفرد ثيسجر عام 1945
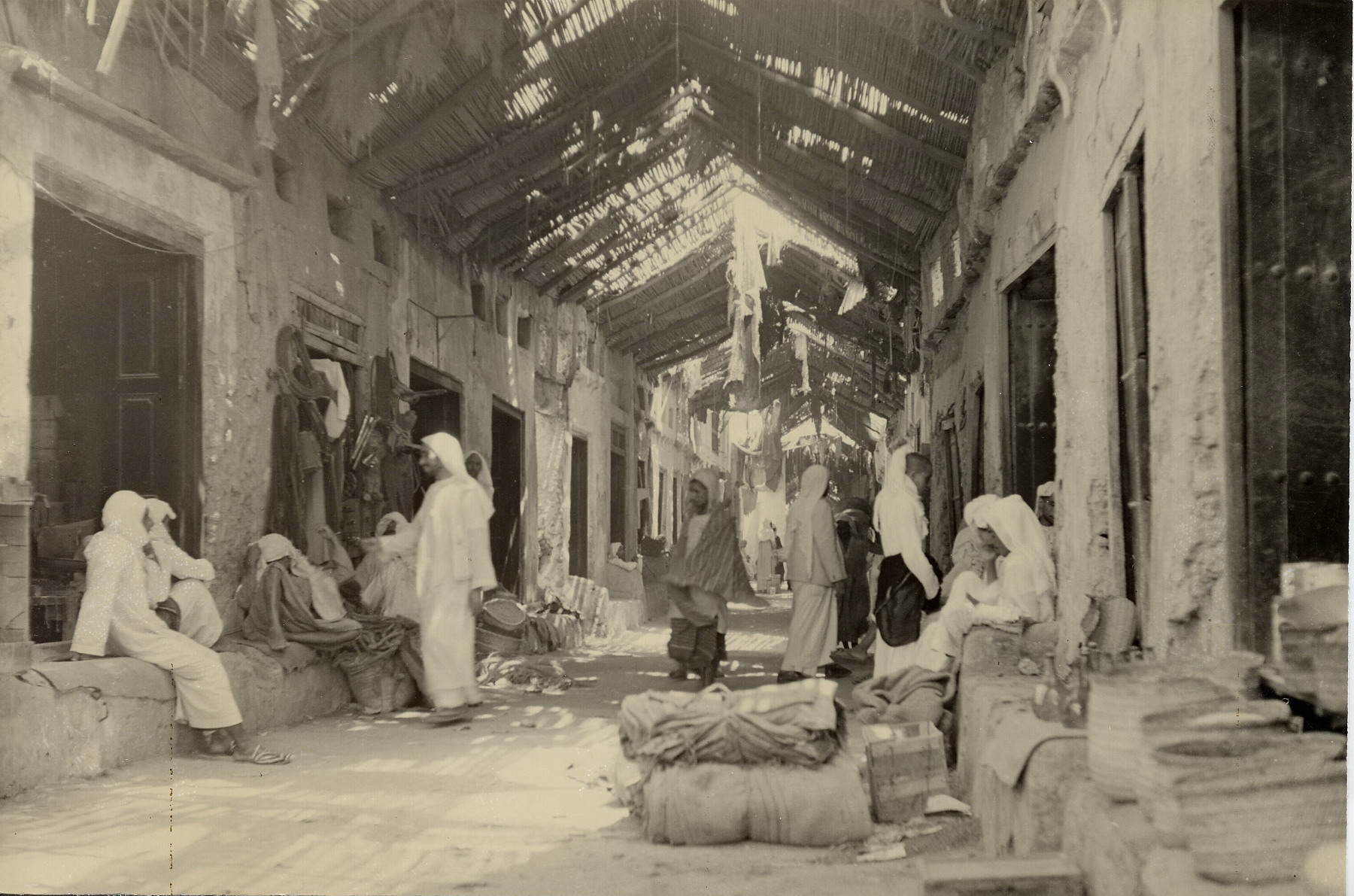
صورة مدخل السكة أو القيصرية الشمالي المقابل لبوابة القلعة الجنوبية الغربية.
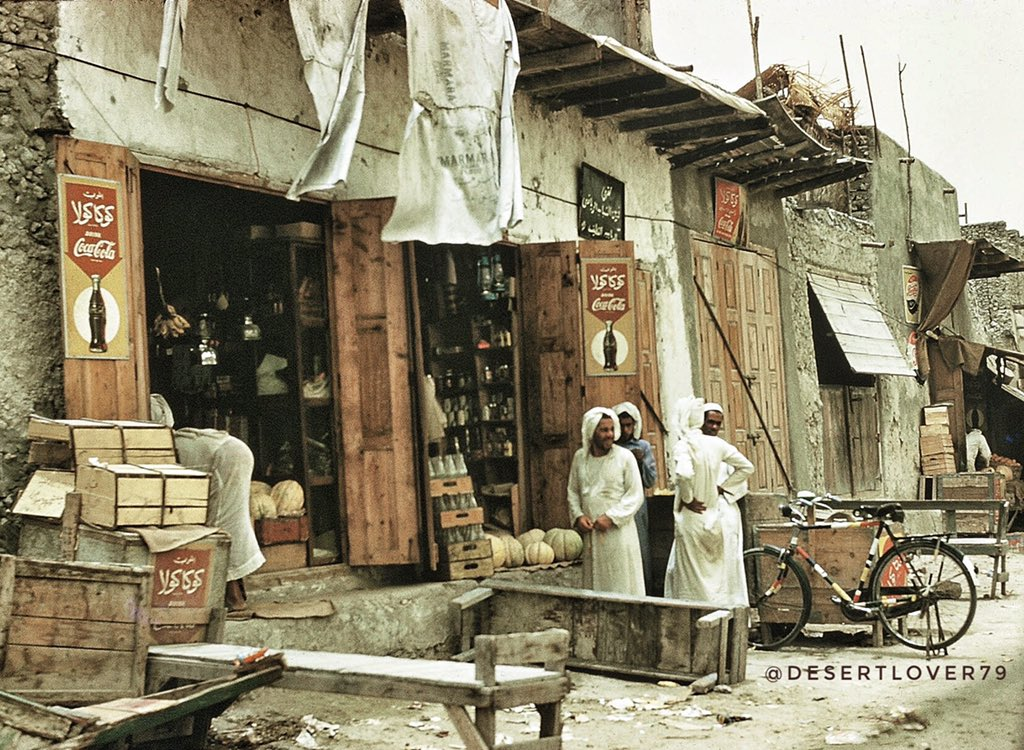
واجهة أحد التجار في سوق السكة، عام 1958م.
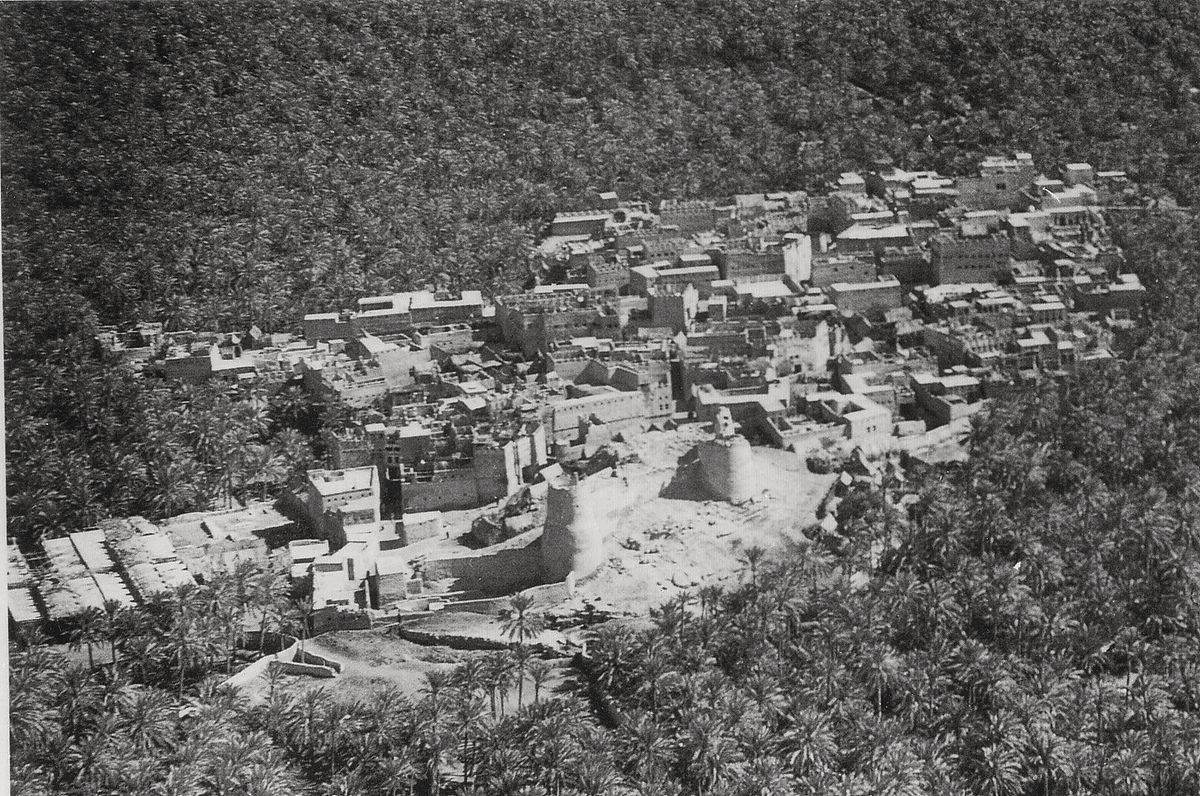
صورة جوية لحي الديرة بتاروت، ملتقطة من قبل أرامكو السعودية. وتظهر غابات النخيل تحيط المنازل من كل جانب.
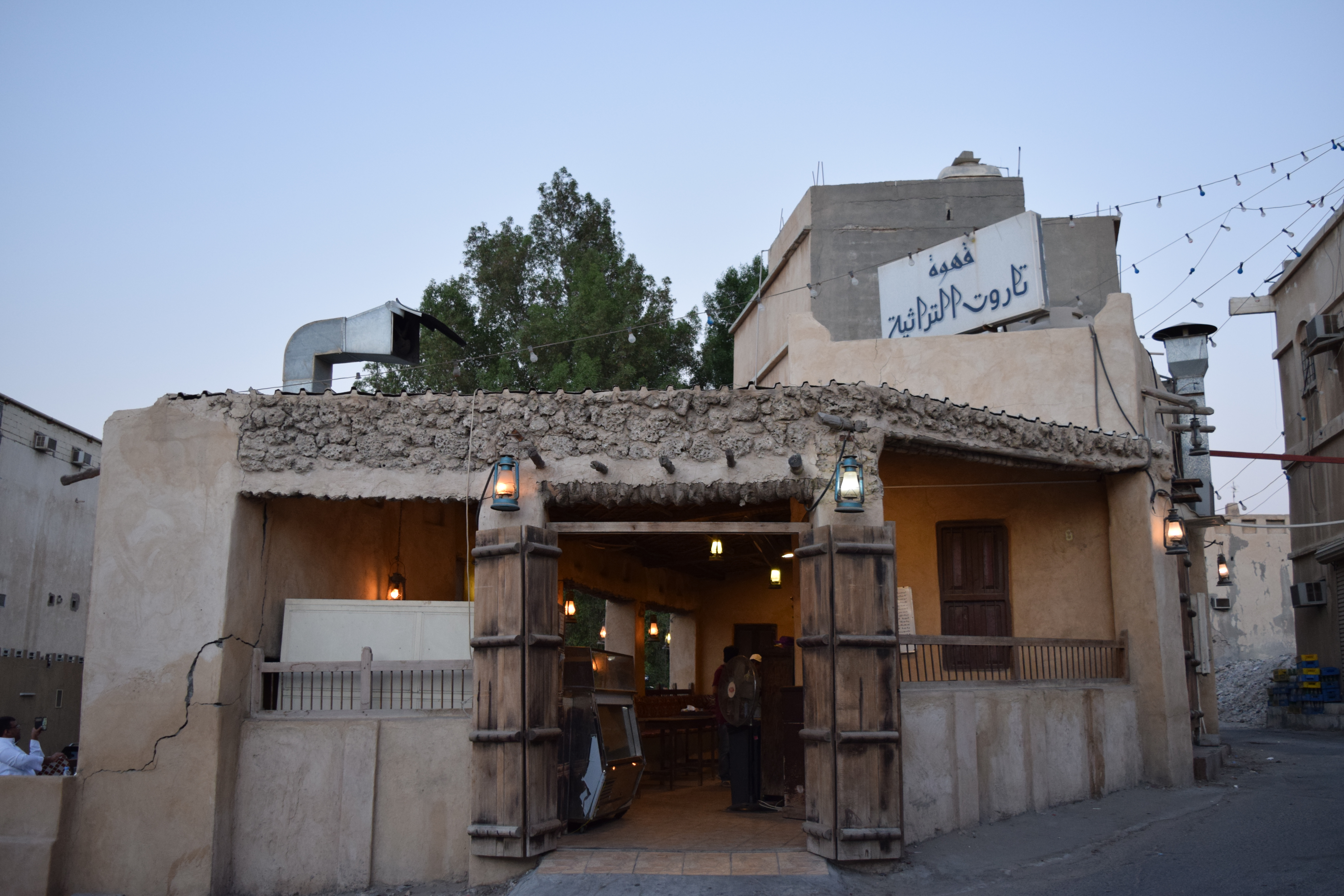
واجهة مقهى تاروت الشعبي، أحد معالم القطيف في جزيرة تاروت.
داخل مكتبة القطيف العامة.داخل مكتبة القطيف العامة.
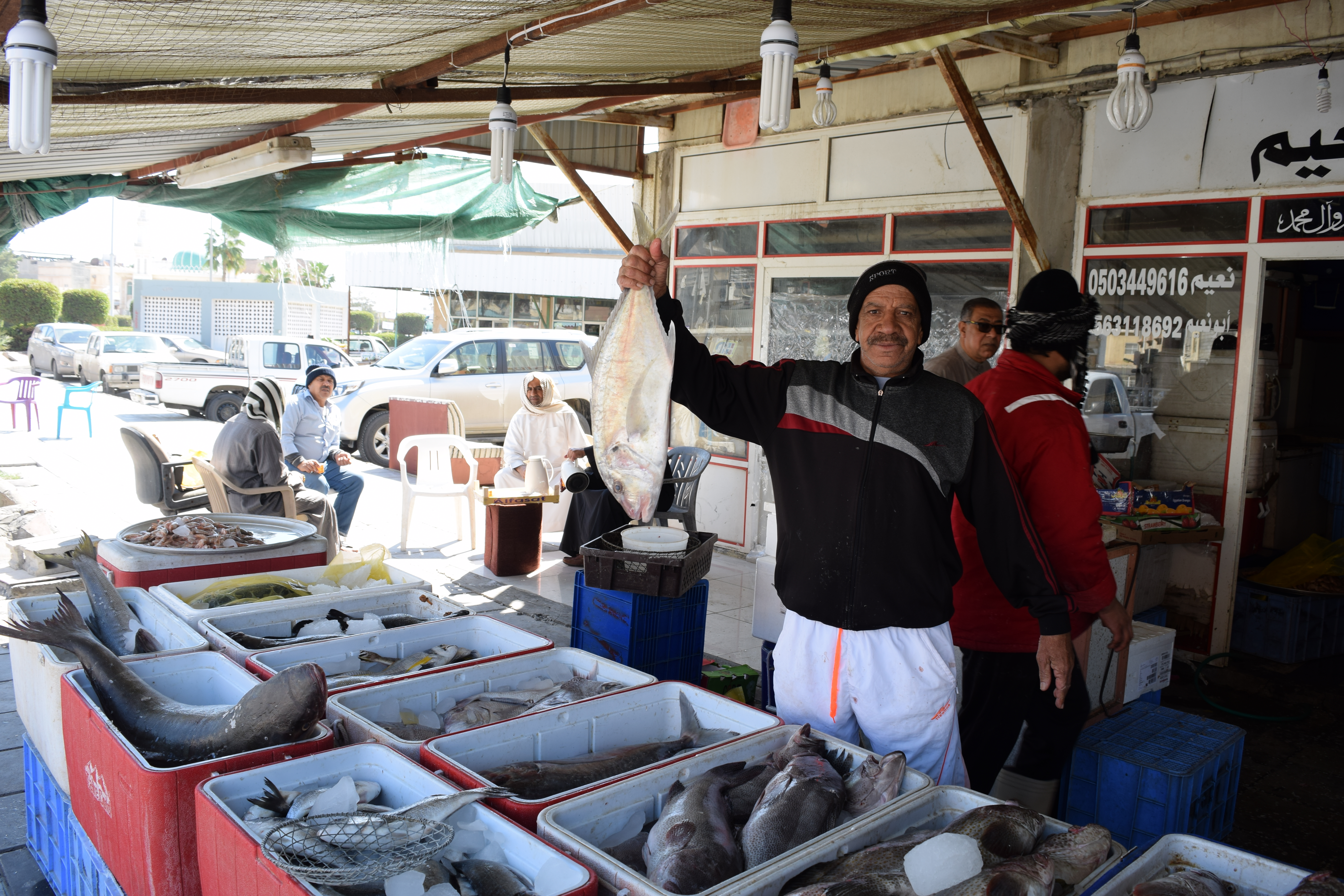
سوق السمك المركزي في جزيرة تاروت، فبراير 2017م.
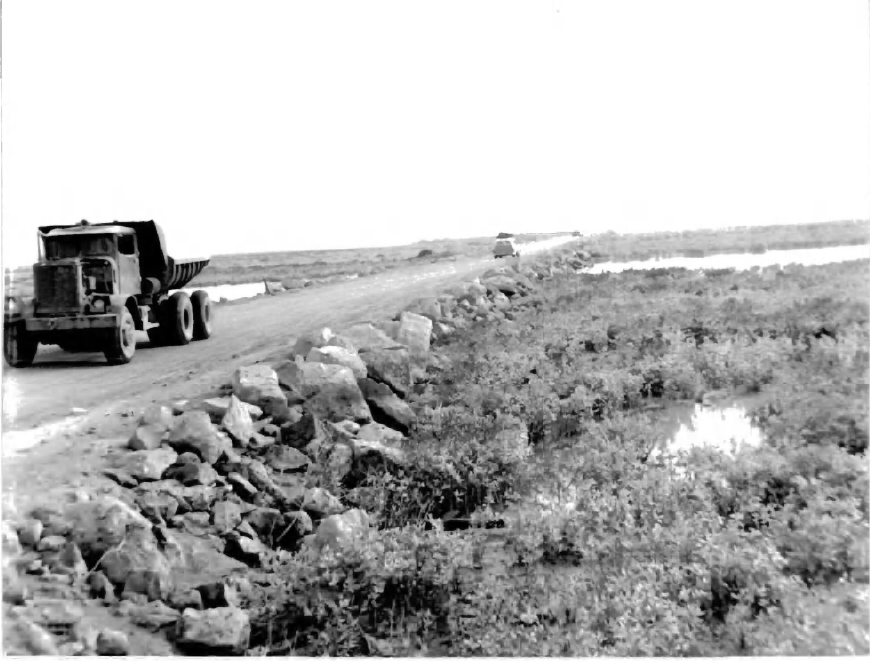
جسر أحد أثناء تشييده في عام 1964م. وهو أول جسر يربط بين جزيرة تاروت والبر الرئيس لمحافظة القطيف.

## هوامش
1. ↑  بفتح القاف وكسر الطاء.
2. ↑  يسميه ابن خلدون الخليج الأخضر.
3. ↑  إقليم البحرين (مصطلح قديم): هي منطقة تاريخية كانت تقع في شرق شبه الجزيرة العربية. امتدت من البصرة شمالاً إلى عمان جنوباً على طول ساحل الخليج العربي، وقد شملت الكويت، والأحساء والقطيف وقطر بالإضافة إلى جزيرة أوال (مملكة البحرين حالياً). [وصلة مكسورة]
4. ↑  هي منطقة واقعة في العوامية في الوقت الحاضر
5. ↑  شاع مُسمّى حمام أبو لوزة في المنطقة؛ بالرّغم من أن اللفظ الصحيح هو حمام أبي لوزة (مُضاف ومُضاف إليه).
6. ↑  مفردها طوّاش، وهي تسميّة محلّية اشتهرت في الخليج وتعني بائع اللؤلؤ.
7. ↑  نجم آل حجي هو المتطوع الذي يتولّى الإشراف على حمام أبو لوزة، وقد تسلم مفاتيح باب السياج المحيط به من الهيئة العامة للسياحة والتراث الوطني
8. ↑  يذكر آل حجي أن: "هناك زيارات للموقع تأتي من الرياض عن طريق شركة أرامكو السعودية وبعض السفارات الأجنبية في المملكة، فضلاً عن طلاب مدارس. "نخشى عليه من السقوط وهو بحاجة عاجلة إلى ترميم يُحافظ على قوة المبنى والطراز القديم الذي يتصف به"
9. ↑  اسمه مٌستمد من البرج، تبدلت الجيم للياء بسبب لهجة أهل المنطقة.
10. ↑  حجارة الفروش هي الحجارة البحرية الطينية، وكانت تستخدم قديماً في بناء البيوت والمنازل.
11. ↑  توماس جيفري بيبي باحث آثار له دور كبير في اكتشاف آثار الخليج العربي والبحرين وعمان وجزيرة تاروت وهو مكتشف حضارة دلمون في البحرين.
12. ↑  المقصود بالإزالة الكاملة هنا هو أن القلعة بأبراجها وأسوارها وبواباتها أُزيلت تماماً، والمتبقّي لا يُعتبر من بقايا القلعة نفسها، إذ لم يبقَ سوى 18 منزلاً كانت من الحاضرة التي كانت بداخل القلعة.
13. ↑  ذكرها في الأصل 400 ياردة.
14. ↑  ذكرها في الأصل 300 ياردة.

## وصلات خارجية
- موقع غدير القطيف.
- شبكة القطيف الإخبارية.
- شبكة القطيف الثقافية.
- شبكة القطيف الرياضية.
- موقع جهينة الإخبارية.
- واحة القطيف.
- المجلس البلدي بمحافظة القطيف.
- المجلس المحلي بمحافظة القطيف.
- ملخص تاريخ القطيف عن كتاب محمد سعيد المسلم.